# Thé au Japon
Vous lisez un « bon article » labellisé en 2019.

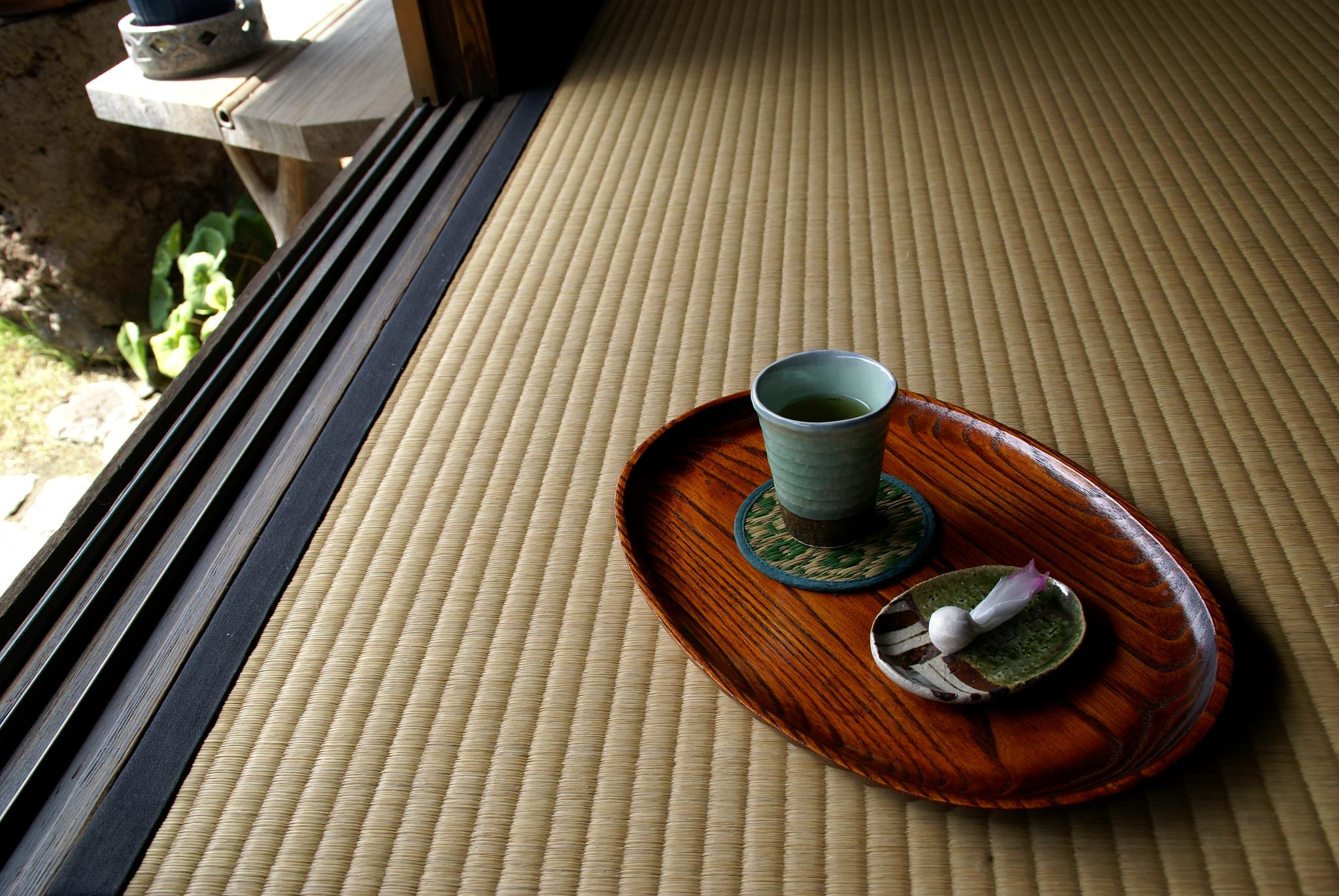
Thé avec ses ustensiles pour une consommation quotidienne.

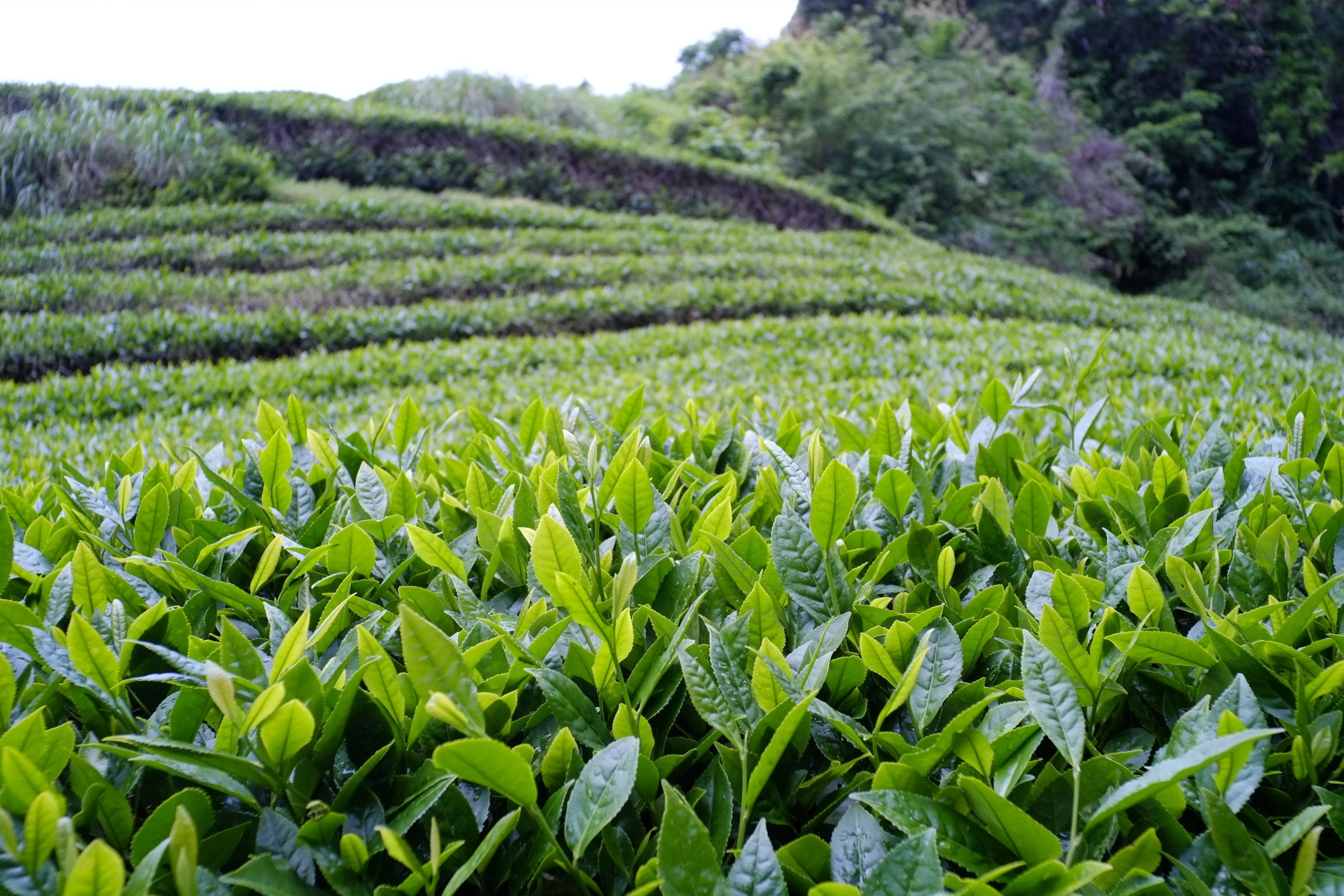
Plantation de thé dans la préfecture de Shizuoka.

Le thé est au Japon un élément culturel important. Ce produit (en japonais : cha) est introduit au Japon dès l'époque de Nara (710-794) par des ambassadeurs de retour de Chine, mais son réel développement ne commence qu'à la fin du XIIe siècle, lorsque sa consommation se répand dans le milieu des temples zen, là encore à l'imitation de la Chine ; il s'agit alors de thé en poudre, bu après avoir été battu (ce qui de nos jours est appelé matcha). Le thé devient à l'époque médiévale une boisson usuelle pour les élites, chez qui se formalise au XVIe siècle l'art de la « cérémonie du thé », un des éléments emblématiques de la culture japonaise, dont l'influence dépasse le contexte de la consommation du thé. La culture du théier se développe en particulier durant l'époque d'Edo (1603-1868), le thé devenant alors une boisson populaire consommée par toutes les couches de la société. De nouvelles façons de transformer et de consommer les feuilles de théier sont mises au point, en premier lieu le sencha, feuilles de thé à infuser (dont l'oxydation a été stoppée par la vapeur), qui devient la plus courante.
À l'époque actuelle, quelques préfectures se partagent la culture des théiers (Shizuoka, Kagoshima, Mie), dont les feuilles, cueillies pour la plupart de façon mécanique, servent à produire des thés verts, en premier lieu du sencha, mais aussi des variétés moins réputées comme le bancha, ou plus élaborées comme le gyokuro. Certains terroirs disposent d'une réputation ancienne dans la production de thés de qualité, en premier lieu celui d'Uji dans la préfecture de Kyoto. Avec une production annuelle d'environ 80 000 tonnes, le Japon n'est pas un grand producteur de thé à l'échelle mondiale, pas plus qu'il n'est un grand exportateur ni même un grand importateur puisqu'il consomme la majeure partie de sa production. Les feuilles de thé sont désormais majoritairement employées pour concevoir des boissons au thé vendues en bouteilles en plastique, produit de consommation plus rapide prisé dans la société des années 2010 et décliné en de nombreuses variantes, dont la consommation a supplanté celle des feuilles en vrac à partir du milieu des années 2000, alors qu'en parallèle d'autres boissons comme le café et les sodas ont dépassé le thé dans les dépenses domestiques des Japonais. La consommation de thé se renouvelle également par la mise au point de nouveaux produits et l'utilisation accrue de la poudre de thé matcha dans la gastronomie.
Le thé jouit depuis longtemps d'une grande importance dans la culture japonaise, qui a certes repris de nombreux éléments de la culture chinoise du thé mais y a ajouté les siens propres, à commencer par la cérémonie du thé, qui a conquis le milieu des élites médiévales puis a été promue à l'époque moderne comme un des éléments caractéristiques de la culture japonaise et est présentée comme telle sur les sites touristiques et lors d'événements diplomatiques. Elle a donné lieu à une esthétique spécifique, qui concerne aussi bien les lieux où se tient la cérémonie que les objets utilisés, qui font l'objet d'une grande attention tant dans leur conception que dans leur utilisation, ce qui participe du « culte de l'objet » caractéristique de l'esthétique japonaise.

## Histoire

### Premiers pas
On estime que le premier contact du Japon avec le thé a lieu à l'époque de Nara (710-794), quand le Japon envoie plusieurs missions diplomatiques à Xi'an, la capitale de la dynastie Tang. Ces premières délégations rapportent des cultures et pratiques chinoises, ainsi que des peintures, de la littérature et d'autres artefacts. Le Chakyō shōsetsu indique que Shōmu sert du thé en poudre à des moines en 729, mais le texte est peu fiable et pourrait donc comporter des erreurs.

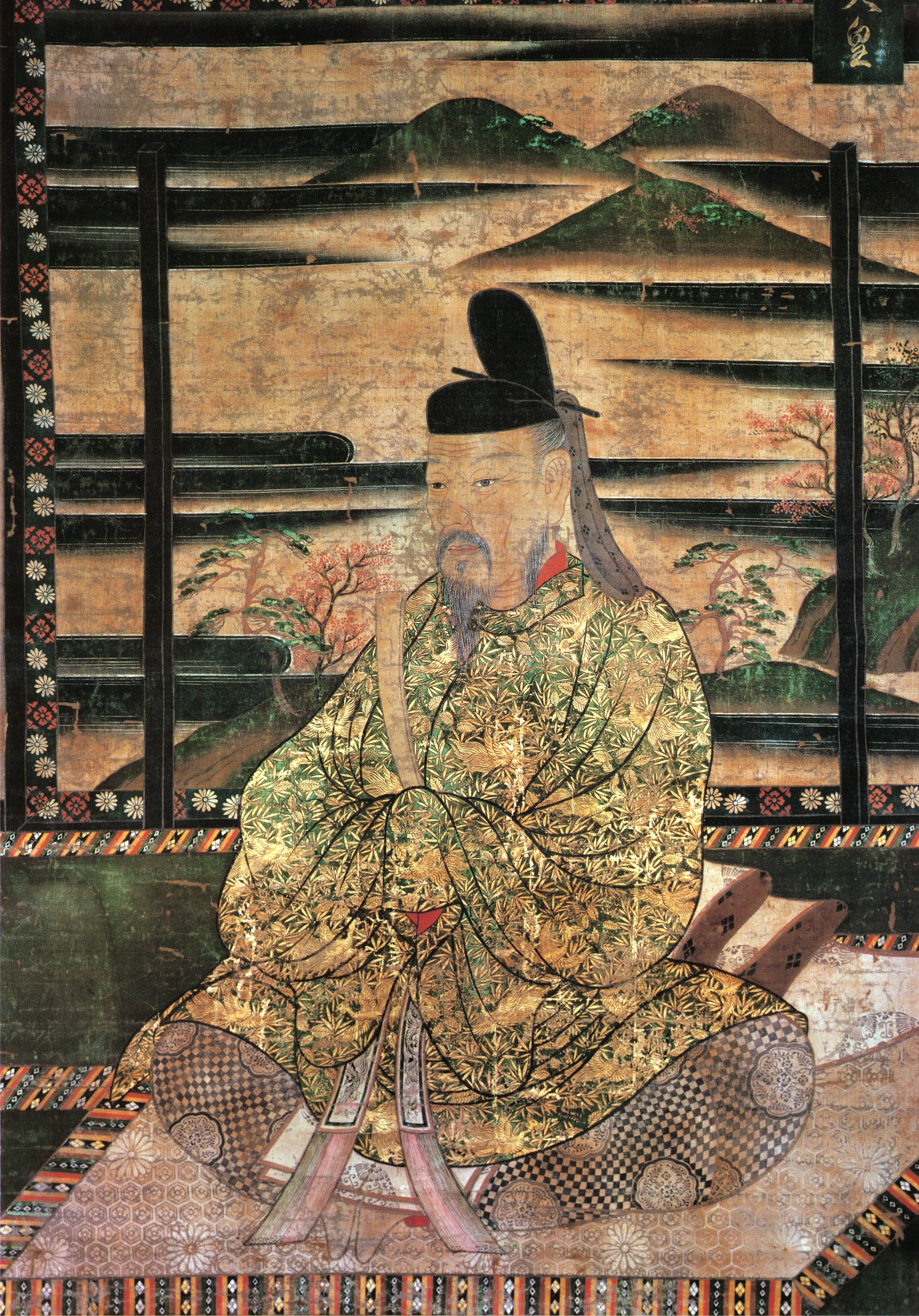
L'empereur Saga.

En 804, les moines bouddhistes Kūkai et Saichō partent étudier la religion en Chine au cours d'une mission financée par le gouvernement de l'époque de Heian. Le Shōryōshū mentionne que Kūkai boit du thé pendant son voyage, avant son retour au Japon en 806. Il est également le premier à mentionner le chanoyu (茶の湯), qui fera plus tard référence à la cérémonie du thé japonaise. De retour au Japon, au moins l'un des deux moines rapporte des graines de théier au pays ; la croyance populaire veut qu'il s'agisse de Saichō, bien qu'il n'y ait pas de preuves la confirmant ou l'infirmant.
Le Kuikū Kokushi indique qu'en 815, un abbé bouddhiste sert du thé à l'empereur Saga. Il s'agit de la première mention attestée de l'usage du thé au Japon. Après sa dégustation, l'empereur ordonne la création de cinq plantations de thé près de la capitale,. L'empereur Saga est connu pour sa sinophilie, qui se manifeste entre autres par sa passion du thé. Amateur de poésie chinoise, il rédige à son tour des poèmes dont plusieurs mentionnent la consommation de thé,.
Des textes plus récents de l'époque de Heian indiquent que le thé est cultivé et consommé, en petites quantités, par des moines bouddhistes à des fins religieuses. Les nobles et la famille impériale boivent eux aussi du thé. La pratique, cependant, ne se démocratise pas en dehors de ces cercles. Dans les trois siècles qui suivent la mort de l'empereur Saga, l'intérêt pour la culture chinoise décline au Japon et la consommation de thé en souffre. Les livres de l'époque continuent cependant à le mentionner pour ses vertus médicales et stimulantes, et il est fait mention quelquefois d'un mélange de thé et de lait, une pratique qui disparaît rapidement.
Le thé consommé à l'époque au Japon est certainement la brique de thé (団茶, dancha), qui est sa forme la plus courante en Chine sous la dynastie Tang. La première monographie au sujet du thé, Le Classique du thé de Lu Yu, est écrit quelques décennies avant la venue de Kūkai et Saichō. Lu Yu y décrit la cuisson et la compression du thé en briques, puis le processus de consommation qui consiste à réduire la brique en poudre et à la mélanger à de l'eau chaude jusqu'à ce qu'elle mousse. Cette façon de faire pourrait avoir inspiré le matcha en poudre qui émerge plus tard au Japon.

### Gain de popularité

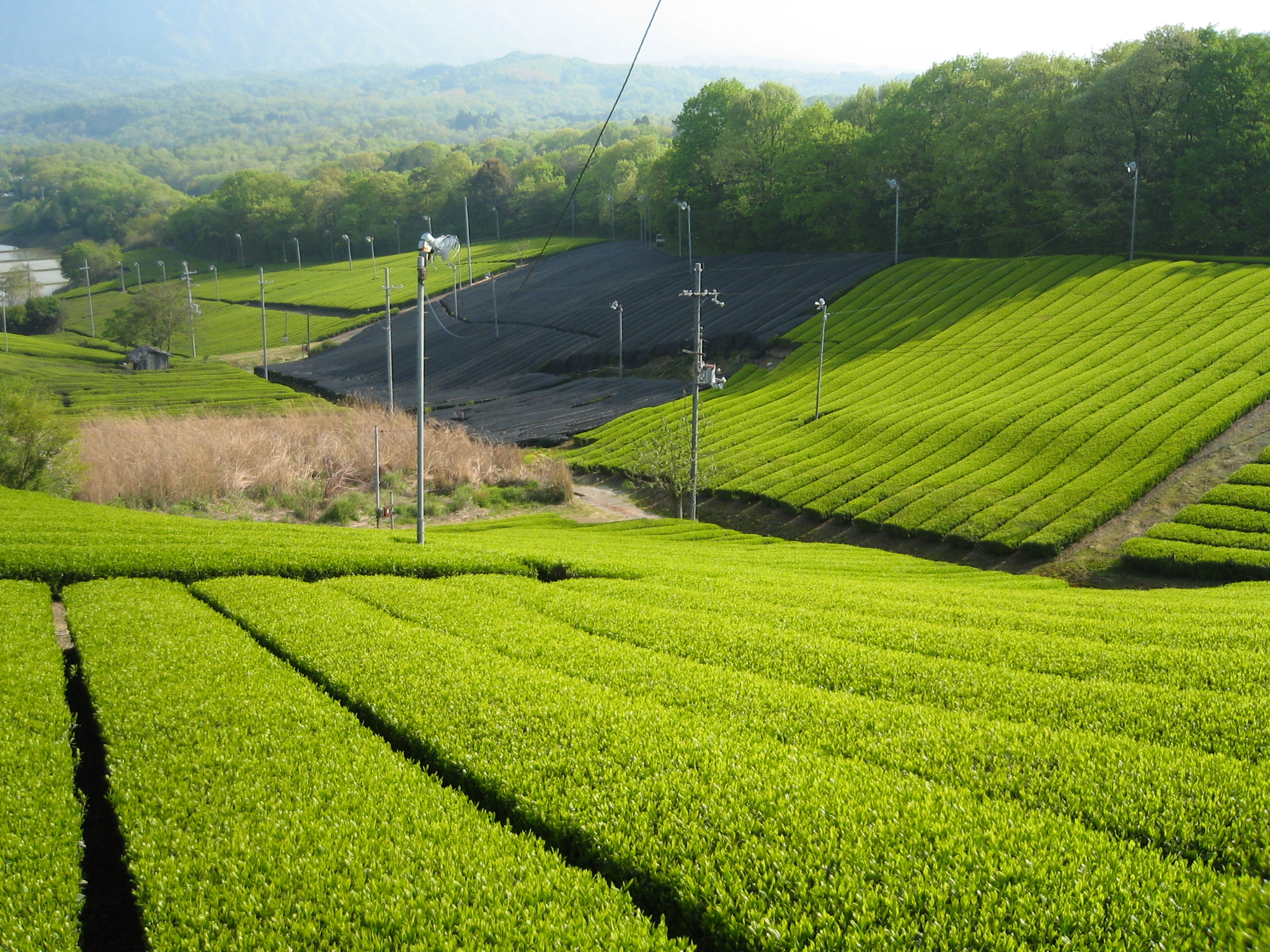
Plantation de thé à Minamiyamashiro, Kyoto.

Le moine zen Eisai (1141-1215), fondateur du courant Rinzai du bouddhisme, est généralement considéré comme à l'origine du gain de popularité du thé au Japon. En 1191, il revient d'un voyage en Chine avec des graines de théier qu'il plante sur l'île d'Hirado et dans les montagnes de Kyūshū. Il donne d'autres graines au moine Myōe, abbé du temple Kōzan-ji à Kyoto. Ce dernier plante les graines à Toganoo (栂尾) et à Uji, qui deviennent les premières grandes plantations de thé au Japon. Le thé de Toganoo est considéré comme le meilleur thé du Japon et appelé « vrai thé » (本茶, honcha) par opposition au « non-thé » (非茶, hicha) produit ailleurs au Japon. Au XVe siècle, le thé d'Uji dépasse celui de Toganoo en qualité et le « vrai thé » devient celui d'Uji,.
En 1211, Eisai écrit la première édition du Boire du thé et prolonger la vie (喫茶養生記, Kissa yōjōki), le premier traité japonais sur le thé,. Le Kissa yōjōki promeut le thé pour ses vertus médicinales. Sa première phrase est : « Le thé est la plus belle médecine pour nourrir la santé de chacun ; il est le secret d'une vie longue. » La préface décrit comment la boisson de thé peut avoir un effet positif sur les cinq organes vitaux de la médecine traditionnelle chinoise. Eisai estime que chacun des cinq organes aime un goût différent, et conclut que comme l'amertume du thé coïncide avec le goût du cœur pour l'amertume, le thé fortifie le cœur. Eisai liste ensuite les nombreux avantages supposés du thé sur la santé : dissiper la fatigue, guérir le lupus, l'indigestion, le béribéri, les maladies cardio-vasculaires et bien d'autres, en plus de son effet hydratant. Le traité ne s'attarde pas sur la consommation de thé pour le divertissement, mais uniquement sur son intérêt médical.
Eisai fait découvrir la consommation de thé au groupe des samouraïs. Il présente son Kissa yōjōki au shogun Minamoto no Sanetomo en 1214, alors que ce dernier souffre d'une gueule de bois après avoir bu trop de saké, et lui sert du thé,. Le bouddhisme zen gagne également en popularité pendant cette période, en particulier auprès de la classe guerrière. Par ailleurs, le moine zen Dōgen rédige un ensemble de textes qui règlent la vie monastique pour sa communauté du Eihei-ji, textes qui seront réunis plus tard sous le titre de Eihei Shingi (« Règles pures [pour la communauté zen] », et appliqués dans nombre de temples de l'école Sôtô. Pour ce faire, Dōgen se base sur un texte chinois de 1103, écrit par Changlu Zongze (en) et destiné aux monastères Chán. Or ce texte inclut des remarques sur l'étiquette à suivre pour servir du thé au cours des rituels bouddhistes. Le thé est ainsi au cœur de la pratique Zen. De son côté, le maître Rinzai Musō Soseki affirme que « le thé et le zen ne font qu'un ».

### Culture du thé à l'époque médiévale
De la fin de l'époque de Kamakura (1185-1333) au début de l'époque de Muromachi (1336-1573), les compétitions de thé (鬥茶, tōcha) deviennent un divertissement populaire. Contrairement aux compétitions de thé en Chine, elles visent à distinguer des thés qui ont poussé dans des régions différentes, en particulier à comparer le « vrai thé » et le « non-thé »,. Ces événements sont connus pour mettre en jeu des paris très importants. Sasaki Takauji est particulièrement réputé pour l'organisation de ces concours, avec une décoration somptueuse, des grandes quantités de nourriture et de saké, et des spectacles dansants. Ce goût pour l'extravagant et l'ostentation est appelé le 婆娑羅 (basara) et suscite de nombreux écrits de lettrés qui s'y opposent fermement.
Ce type de rassemblement fait l'objet d'une description dans le Traité sur la dégustation du thé (Kissa ōrai) attribué au moine Gen'e (ja) (1279-1350). Il doit débuter dès l'arrivée des convives dans la résidence de l'hôte, face à un jardin propice à la flânerie, où une première collation est offerte. Les convives sont invités ensuite à rejoindre une pièce ou pavillon qui doit être décoré avec luxe, donc avant tout avec des objets d'origine chinoise suivant les habitudes du temps. L'aspect esthétique reste au second plan par rapport à l'aspect somptuaire dans les rassemblements des hommes de bien de cette période. C'est là que se déroule la dégustation du thé, servi aux invités en respectant le rang de chacun et accompagné de friandises. La dégustation est suivie de la compétition de thé. La réunion se termine par une soirée arrosée au saké, durant laquelle les convives peuvent danser et chanter gaiement.
Le shogun Ashikaga Yoshimasa (1435-1490) construit la première chambre du thé en suivant les règles de la cérémonie du thé. Cette petite pièce de son palais d'Higashiyama (dans le bâtiment appelé Tōgu-dō) lui permet de montrer ses objets chinois (唐もの, karamono) pendant les cérémonies du thé. Le style de la pièce suit celui des shoin, les salles d'études des moines Zen. Le sol y est couvert de tatamis, et on y trouve un bureau d'étude encastré dans le mur. Ces pièces sont les ancêtres des salons japonais modernes. L'austérité des chambres du thé (茶室, chashitsu) est un pas en direction de la cérémonie du thé japonaise qui émergera plus tard.
Le maître du thé de Yoshimasa semble avoir été Murata Jukō. Il est connu comme la personne ayant créé les motifs discrets et froids de la cérémonie du thé japonaise. Il insiste pour combiner les ustensiles chinois et les céramiques japonaises pour harmoniser les goûts des deux pays. Cette utilisation volontaire d'ustensiles très simples, voire défectueux, dans l'esprit wabi-sabi, s'appelle le wabi-cha. Cependant, Jukō ne prête pas d'importance particulière au wabi : c'est le disciple d'un de ses disciples, Takeno Jōō, qui l'imposera à la fois pour les ustensiles et pour la décoration de la chambre du thé elle-même. La contribution de Jōō marque la transition entre les débuts de Murata Jukō et la cérémonie du thé japonaise beaucoup plus complexe de Sen no Rikyū.
Le XVIe siècle vit l'apparition de journaux du thé, tenus par des amateurs de thé du groupe des riches marchands, qui consignaient des comptes-rendus brefs des réunions du thé auxquels ils participaient. Il s'agit d'un public alors exclusivement masculin, issu des milieux aisés de Kyoto et des grandes villes commerçantes (Sakai, Hakata) qu'avait gagnés la pratique de l'art du thé. Il est assez significatif de constater que pour ces personnes ce n'était pas le thé dégusté qui comptait, puisqu'ils n'en parlent pas, mais les invités, les beaux objets exposés dans les salons d'étude de leurs hôtes, et ceux employés pour la cérémonie du thé.

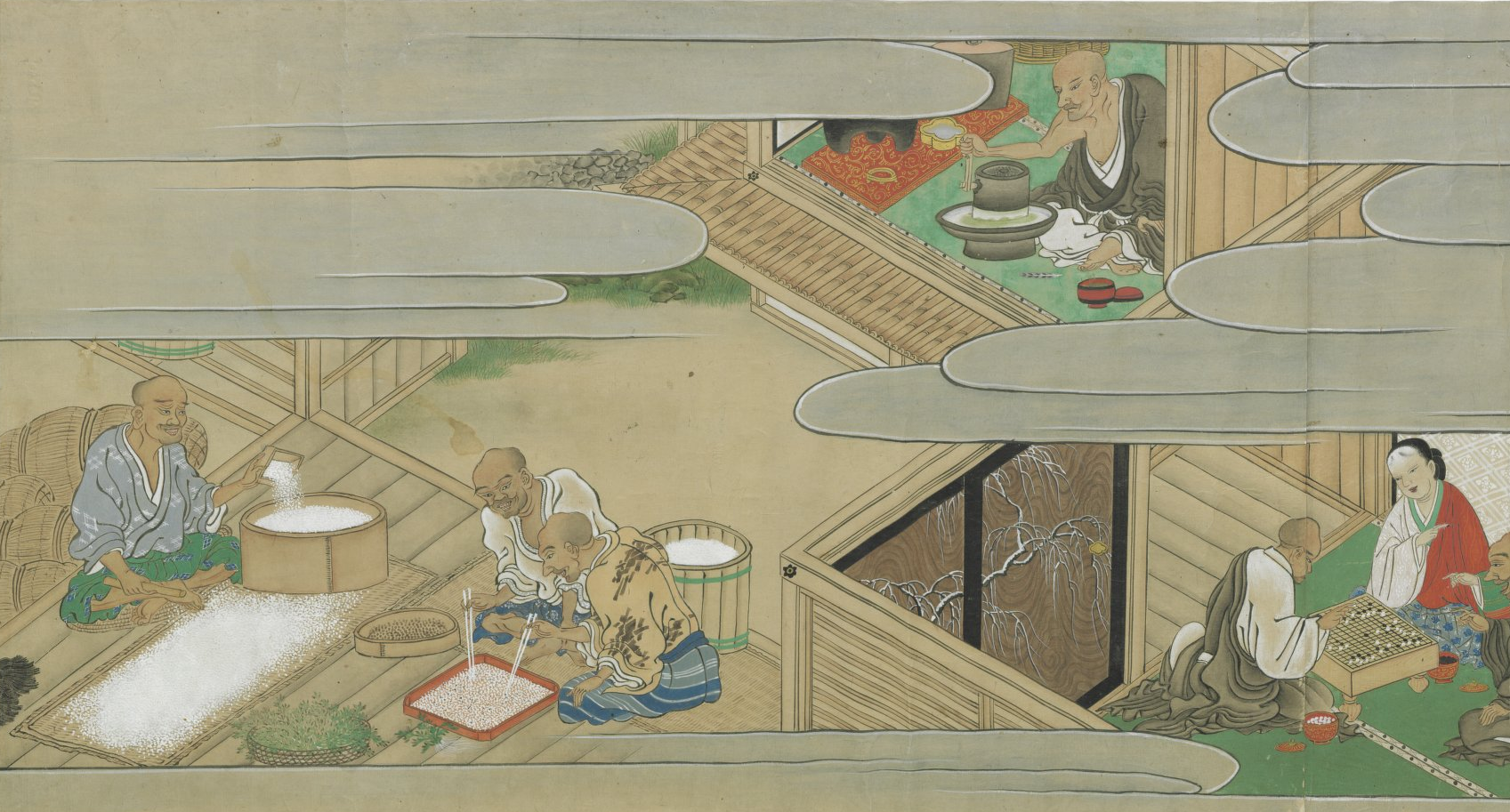
Extrait du Rouleau sur les mérites comparés du saké et du riz (Shuanron emaki) : un personnage est en train de moudre du thé en haut sur la droite (scène 1). Version de la Bibliothèque nationale de France, copie du à partir d'un original du XVIe siècle.

Dans le Rouleau sur les mérites comparés du saké et du riz (Shuanron emaki), dont l'original est daté de la première moitié du XVIe siècle, le thé est associé au riz et au régime alimentaire des moines, le « repas maigre », shōjin-ryōri. Il est souvent servi accompagné de friandises. Des collations au thé interviennent également dans le « repas formel » (honzen-ryōri) qui se met en place à la même époque dans le milieu des élites guerrières, entrecoupant les dégustations plutôt accompagnées au saké, les deux n'étant jamais servis en même temps.
Parmi les couches moins élevées de la société, le thé est sans doute une boisson répandue dès la fin du XVe siècle. Les plantations de thé se sont alors développées dans l'archipel et soutiennent la demande intérieure. Les plus renommées sont celles d'Uji, au sud de Kyoto, décrites par le missionnaire jésuite João Rodrigues à la fin du XVIe siècle : elles produisaient cinq qualités de thés différentes, la meilleure étant réservée aux élites. Des commerces vendant du thé étaient apparus dans la capitale Kyoto : un texte du Tō-ji daté de 1403 mentionne ainsi un vendeur établi à côté de la porte du temple, où il vend du thé pour une pièce de cuivre la tasse. Par la suite sont évoqués des boutiques de thé et des marchands de thé ambulants, qui semblent devenus communs.

### Sen no Rikyū et la cérémonie du thé

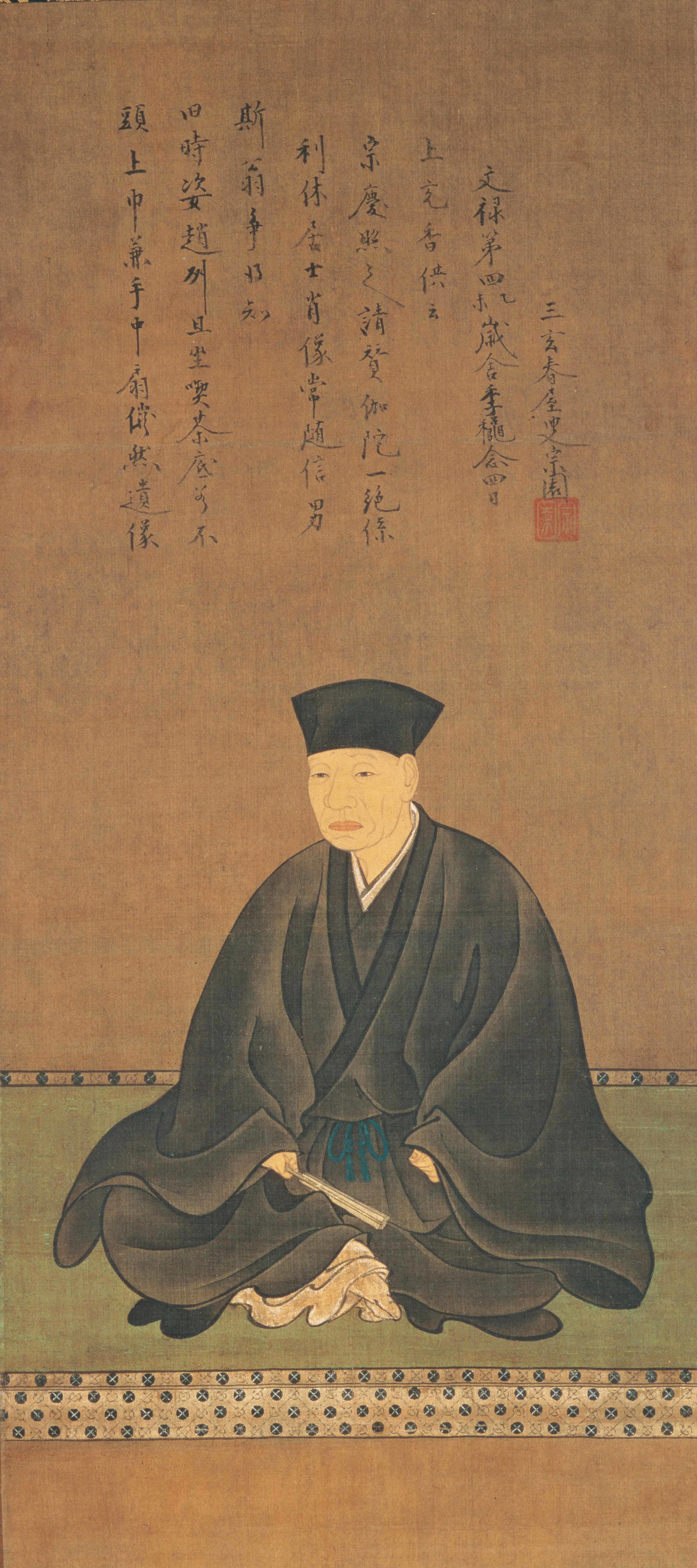
Portrait du maître du thé Sen no Rikyū (1522-1591), par Hasegawa Tōhaku.

Sen no Rikyū (1522-1591) est la figure principale du développement de la cérémonie du thé japonaise. Il est maître du thé d'Oda Nobunaga et de Toyotomi Hideyoshi. Pendant l'époque Sengoku, les structures politiques et sociales évoluent très rapidement : bien que fils d'un poissonnier de Sakai, Rikyū peut étudier le thé auprès de Takeno Jōō et il s'inspire, comme son mentor, du style wabi.
À l'époque, la cérémonie du thé joue un rôle important dans la vie politique et la diplomatie. Nobunaga interdit même la généralisation de la pratique, exception faite de ses amis les plus proches. Le style wabicha austère de Rikyū est remplacé, pour ces objectifs politiques, par un style plus faste. Après la mort de Nobunaga, Sen no Rikyū entre au service de Toyotomi Hideyoshi et lui construit une hutte wabi appelée Taian, qui devient une des chambres du thé préférées de Hideyoshi. Cette pièce devient le modèle des chambres du thé wabi qui dominent rapidement la culture japonaise.
En plus de l'architecture de la maison de thé, Sen no Rikyū crée la cérémonie du thé moderne en imposant un déroulement précis et des ustensiles à utiliser. Il développe également l'idée de nijiriguchi (躙口, entrée à croupetons), une petite porte qui impose aux invités de ramper pour entrer dans la chambre du thé,.
En 1591, Hideyoshi force Sen no Rikyū à se suicider, mais il autorise ses descendants et ses disciples à perpétuer son rôle de maître du thé.

### Époque d'Edo

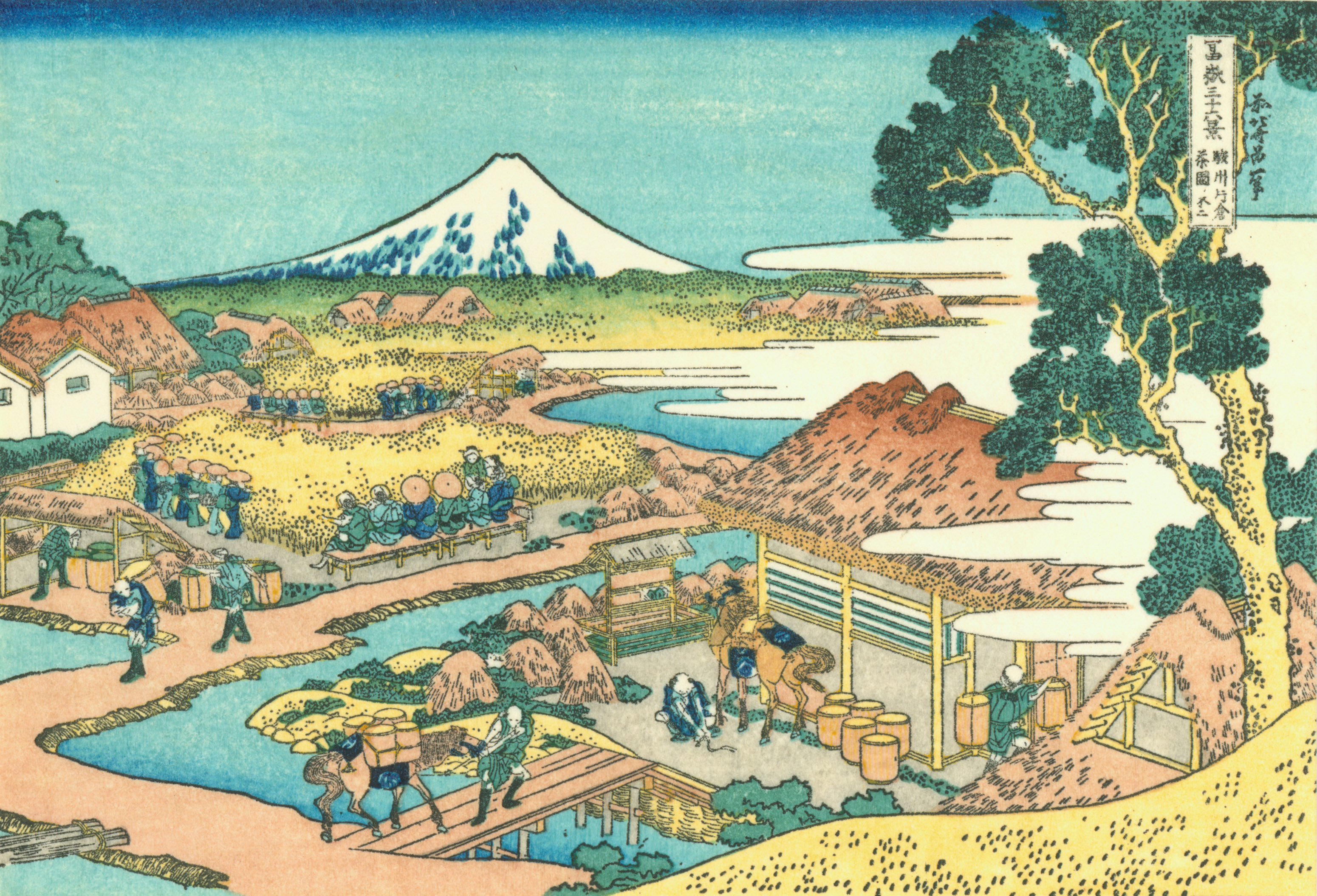
Le Fuji vu depuis la plantation de thé de Katakura dans la province de Suruga, série des Trente-six vues du mont Fuji de Hokusai, 1831-33.

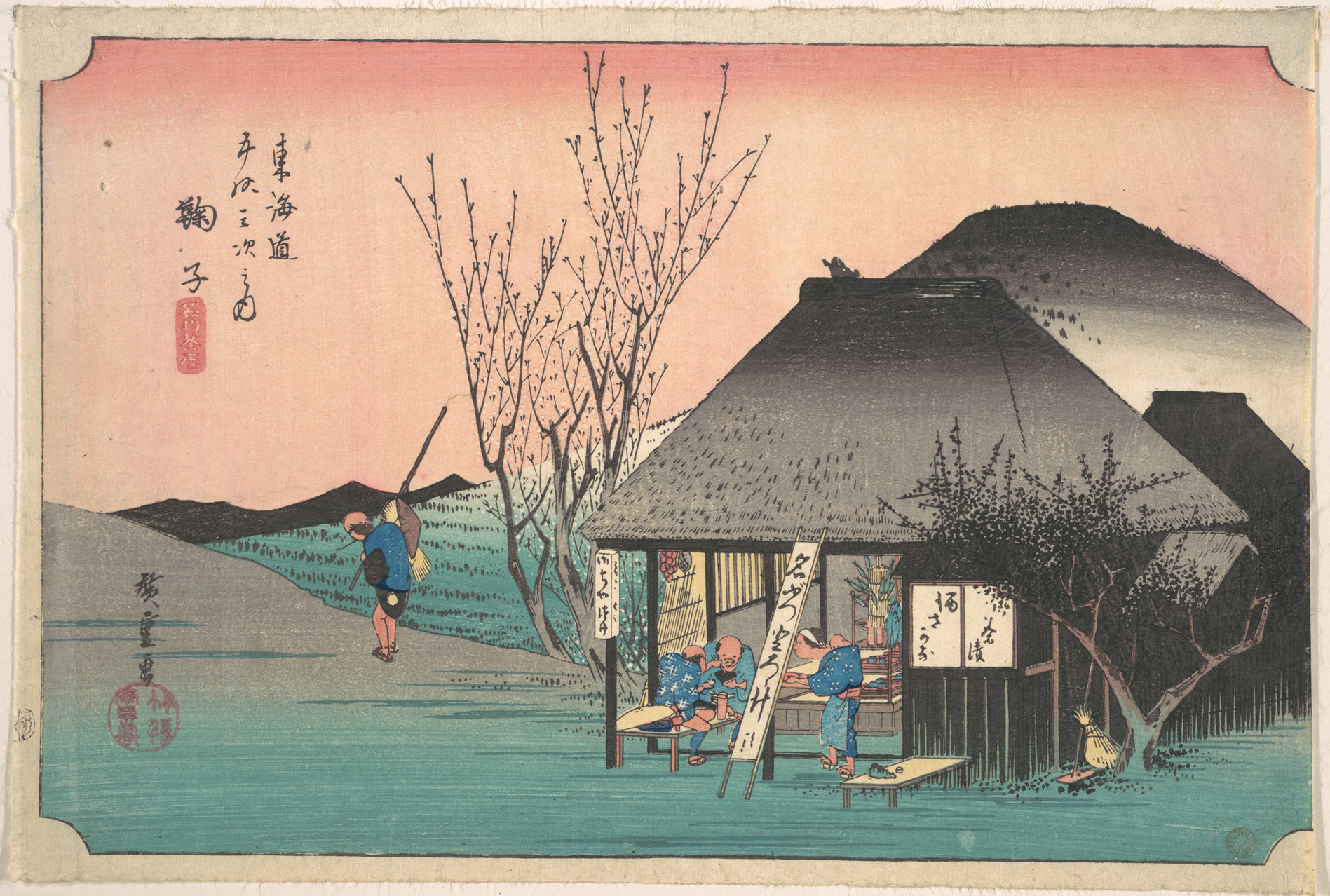
Mariko, la du Tōkaidō, sous-titrée dans un cartouche rectangulaire : « La Maison de thé aux célèbres spécialités » (Meibutsu chamise). Série Les Cinquante-trois Stations du Tōkaidō de Hiroshige, 1833-34.

Le succès de la cérémonie du thé se confirme durant l'époque d'Edo. Des disciples de Sen no Rikyū, à commencer par Furuta Oribe qui prend sa succession, se mettent au service des shoguns Tokugawa et de leurs gouverneurs provinciaux issus du groupe guerrier, les daimyos, qui en font leurs maîtres du thé et leur octroient des fiefs en échange de leurs services. Ils développent un style propre qui reçoit le nom de daimyō-cha, qui connaît son apogée à la fin du XVIIe siècle. Les descendants de Sen no Rikyū préservent de leur côté un style plus simple, dans la continuité de leur aïeul. Son petit-fils Sen Sōtan attire ainsi de nombreux disciples, mais après sa retraite en 1648 trois de ses fils fondent chacun sa propre école : Omotesenke, Urasenke et Mushakōjisenke. Elles deviennent de plus en plus formalistes, insistant avant tout sur la gestuelle de la préparation du thé (点前, temae), et se divisent en d'autres branches au XIXe siècle, qui développent chacune des pratiques ésotériques de plus en plus codifiées. Les déboires financiers de nombreux daimyos à cette période les privent de plus de l'appui financier dont elles disposaient auparavant, et la cérémonie du thé est plutôt investie par les catégories non-guerrières qui se sont fortement enrichies et sont attirées par l'aspect formel de cet art, son raffinement, qui leur permet d'acquérir la culture des anciennes élites et donc contribue à leur affirmation sociale, par l'élévation de leur capital culturel. Des livres visant à expliquer l'art du thé sont imprimés afin d'accompagner cette popularisation. La voie du thé s'ouvre également aux femmes, jusqu'alors pratiquement exclues de cette pratique qui était l'apanage des hommes de la bonne société japonaise. Les femmes de l'élite y trouvent elles aussi un moyen de s'affirmer socialement par l'élévation de leur raffinement, dans une société très marquée par les principes patriarcaux (ce qui explique pourquoi ces femmes étaient généralement présentes aux cérémonies en tant qu'accompagnantes d'un homme de leur famille), et plus largement la pratique de cet art et de sa gestuelle codifiée par les femmes est vue comme un moyen de les perfectionner moralement et de les rendre plus gracieuses.
Si les élites participant à la cérémonie du thé dégustent du thé en poudre de qualité, équivalent de l'actuel matcha, le reste de la société consomme du thé en briques de moindre qualité, qu'il faut moudre et bouillir, mais aussi des feuilles de thé achetées en vrac, du thé vert, souvent importées de Chine. Selon la description laissée par l'Allemand Engelbert Kaempfer, qui vit au Japon à la fin du XVIIe siècle, on fabrique localement ce thé vert, suivant la méthode chinoise consistant en une cuisson à sec dans un wok. La forme de base est alors appelée bancha (qui, pour le rapprocher des thés contemporains est plutôt l'équivalent du kamairicha), mais il en existe de meilleure qualité.
Une nouvelle méthode de fabrication du thé se développe, celle du sencha. Elle est due à un cultivateur de thé d'Uji, Nagatani Sōen (1681-1778) et a la particularité d'interrompre l'oxydation par la vapeur d'eau avant de rouler les feuilles. Celles-ci se consomment simplement, en les jetant dans l'eau bouillante. Ce thé et cette méthode de consommation sont promus par le moine zen Baisaō (en) (1675-1763), qui cultive un idéal de frugalité puisqu'il laisse ses clients libres de choisir combien ils le payent, et est très réputé grâce à la qualité gustative de ses thés, puisqu'il privilégie avant tout cet aspect de la consommation du thé, par opposition à la voie de la cérémonie du thé qui insiste sur la gestuelle et le cadre. Il détruit ses ustensiles à la fin de sa vie afin qu'ils ne fassent pas l'objet de vénération, mais son successeur Kimura Kenkadō en laisse une description et pose les bases de la codification d'un art du sencha.
Le sencha s'impose par la suite comme le thé le plus consommé au quotidien au Japon, et de loin, le matcha étant progressivement cantonné à la cérémonie du thé. Pour ce qui concerne les variétés de thé, celui d'Uji garde les faveurs des maîtres du thé et des puissants. La première récolte annuelle, jugée la meilleure, est offerte aux empereurs et aux shoguns, et transportée solennellement dans un cortège somptueux, ce qui renforce encore son prestige. Il est exporté aux îles Ryūkyū, et en Europe sur les bateaux de la Compagnie néerlandaise des Indes orientales qui sont les seuls marchands européens autorisés à commercer avec l'archipel. Au début du XIXe siècle les méthodes de culture et de transformation du thé sont devenues très élaborées ; vers 1835 apparaît le gyokuro, qui devient l'un des thés les plus réputés. Le commerce national du thé est contrôlé par des corporations de marchands et des grossistes qui disposent d'un monopole sur ce produit.
Le thé est consommé dans les nombreuses maisons de thé (茶店 / 茶屋, chamise / chaya) qui ont été érigées dans les villes et villages et le long des routes. Certaines deviennent des établissements prodiguant divers types de divertissements : les sumojaya spécialisées dans les combats de sumo, les shibaijaya dans les représentations théâtrales ; dans les quartiers de plaisir, les mijuzaya où la clientèle masculine est servie en thé et saké par des jeunes femmes, et les hikitejaya qui font office de lupanars.

### Ère Meiji

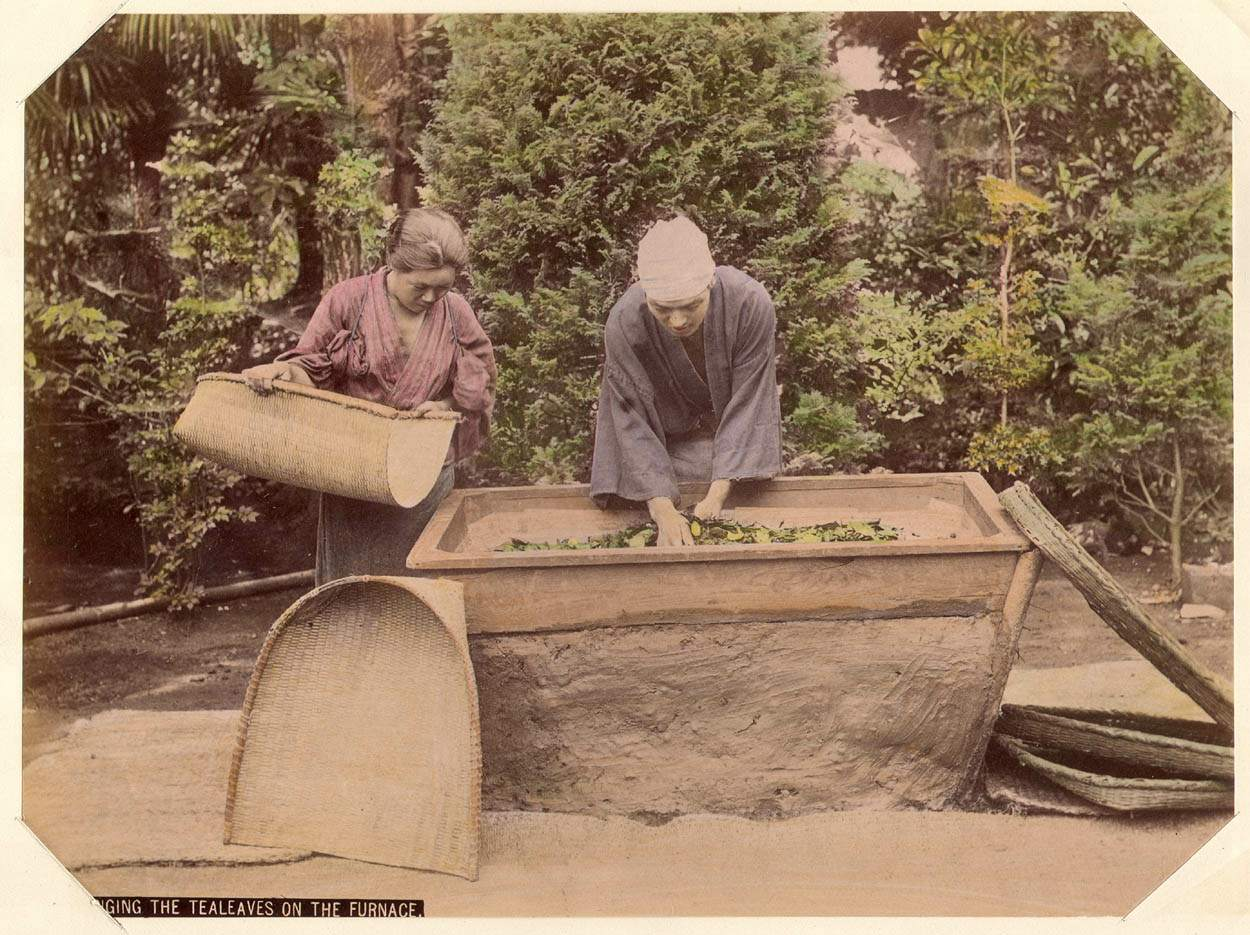
Flétrissage des feuilles de thé sur le fourneau, photographie de Kusakabe Kimbei (1841-1934).

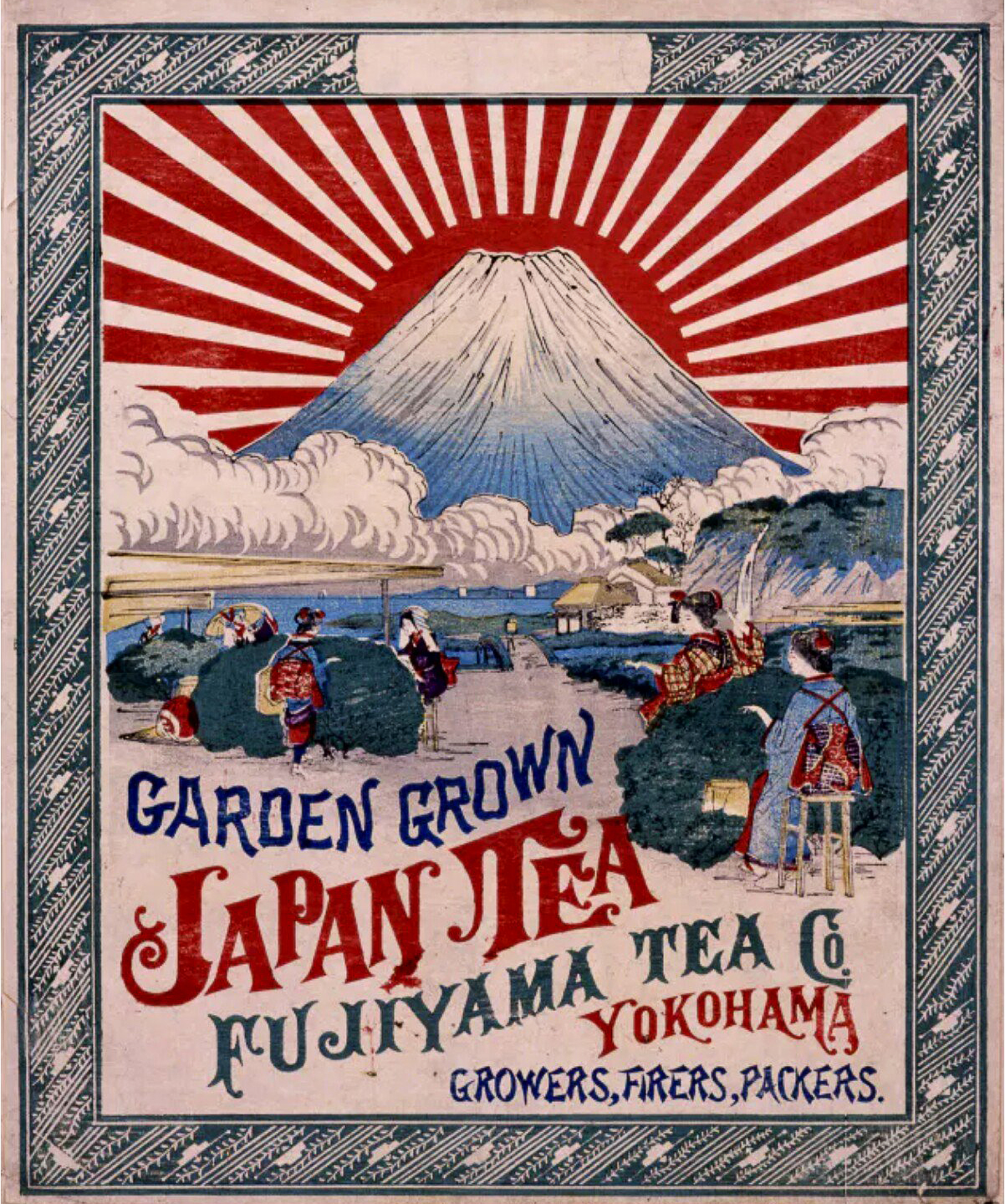
Étiquette d'un thé japonais destiné à l'exportation.

Le Japon s'ouvre à l'Occident après 1853, sous la contrainte, et entame sa modernisation durant les dernières années de l'époque d'Edo, qui voient la chute du shogunat, suivie par l'ère Meiji (1868-1912). Dès la fin des années 1850, l'archipel devient un important exportateur de thé, et cette tendance se poursuit par la suite. Il vend essentiellement aux États-Unis, où le sencha japonais connaît un grand succès, même s'il semble que bien souvent les thés destinés aux marchés extérieurs soient de piètre qualité. Le gouvernement encourage la production de thé et nombre d'anciens samouraïs investissent dans cette industrie. Après la conquête de l'île de Formose (Taïwan) en 1895, les Japonais y développent des plantations de thé, notamment pour élaborer du thé noir à la manière britannique, destiné aux marchés extérieurs.
L'art de la cérémonie du thé connaît d'importantes évolutions durant l'ère Meiji. D'abord plutôt délaissé car perçu comme archaïque et obsolète, il attire les nouvelles élites économiques (futurs dirigeants des conglomérats appelés zaibatsu à l'ère suivante) qui deviennent d'importants mécènes pour les maîtres du thé, et se servent des cérémonies du thé pour entretenir et élargir leurs réseaux. Ces réunions s'ouvrent également aux émissaires étrangers. L'art du thé reconquiert donc progressivement ses lettres de noblesse, et avec l'affirmation du sentiment national après les succès militaires au tournant du XXe siècle, il est vu comme un des arts anciens proprement japonais et est de plus en plus valorisé dans une perspective nationaliste. Parallèlement la voie du thé s'ouvre beaucoup plus aux femmes que par le passé, car elle est vue comme un des éléments nécessaires à la culture personnelle d'une bonne maîtresse de maison et mère de famille japonaise. La voie du thé est également popularisée à l'étranger, grâce à la publication d'ouvrages profitant de la vogue du japonisme, comme O culto da chá (« Le Culte du thé », 1905) du portugais Wenceslau de Moraes et surtout The Book of Tea (« Le Livre du thé », 1906) publié en anglais par le Japonais Okakura Kakuzō, à destination du public occidental.

## Production

### Tendances générales
| Année            | 2002 | 2003 | 2004 | 2005 | 2006 | 2007 | 2008 | 2009 | 2010 | 2011 | 2012 | 2013 | 2014 | 2015 | 2016 |
| ---------------- | ---- | ---- | ---- | ---- | ---- | ---- | ---- | ---- | ---- | ---- | ---- | ---- | ---- | ---- | ---- |
| Production       | 84   | 92   | 101  | 100  | 92   | 94   | 96   | 86   | 85   | 84   | 88   | 85   | 84   | 80   | 80   |
| Surface cultivée | 50   | 50   | 49   | 49   | 49   | 48   | 48   | 47   | 47   | 46   | 46   | 45   | 45   | 44   | 43   |

La production de thé au Japon se situe autour de 90 000 tonnes annuelles au début des années 1990, puis connaît un pic de production en 2004 et 2005 quand elle atteint les 100 000 tonnes. Elle est depuis en diminution lente, atteignant désormais autour de 80 000 tonnes annuelles, en raison de la baisse de la demande nationale de thé vert, principal débouché de la production japonaise. Cette tendance s'accompagne également par une diminution de la surface cultivée (environ 58 000 hectares au début des années 1990, environ 43 000 en 2016) et à un rythme plus rapide, du nombre d'exploitations théicoles (passées de 53 687 en 2000 à 19 603 en 2015), ce qui se traduit par une augmentation de leur taille moyenne,. Au regard de ces statistiques, le Japon n'est donc pas un grand producteur de thé à l'échelle mondiale, et le thé n'est pas non plus une production majeure de l'agriculture japonaise. Toutefois, ces chiffres ne reflètent pas son importance culturelle ou sociale au Japon.

### Culture du théier
La culture du théier au Japon a depuis longtemps embrassé la modernisation et le productivisme, par une mécanisation et un usage de la génétique plus précoces que dans les autres pays producteurs, le niveau de revenus et de technique du pays étant plus élevé que celui de ces derniers. L'essentiel des plantations est concentré dans quelques préfectures sur Honshū et Kyūshū, est très majoritairement peuplé par un hybride développé dans le pays, le Yabukita, et récolté mécaniquement. La cueillette manuelle subsiste néanmoins pour produire du thé de meilleure qualité, de même que l'utilisation d'ombrages sur les plantations qui est une spécificité japonaise.

#### Géographie

Préfectures ayant les plus importantes surfaces plantées en théiers.

Le théier est cultivé au Japon entre Akita au nord (latitude 40 °N) et Okinawa au sud (26 °N). En dépit d'un climat plus rude, le théier a pu être cultivé par le passé plus au nord, y compris sur l'île de Hokkaidō. La principale région productrice de feuilles de thé est la préfecture de Shizuoka, qui représente environ 40 % de la surface nationale plantée en théiers, essentiellement destinée à du sencha. La seconde préfecture productrice est Kagoshima, sur Kyūshū, autour de 20 %, et les autres préfectures de cette île sont également d'importantes productrices. Puis vient Mie avec environ 7 %. La préfecture de Kyōto ne représente qu'environ 3,5 % de la surface théicole nationale, mais le thé d'Uji reste l'appellation la plus prestigieuse, que ce soit pour les sencha, les matcha, ou le gyokuro. Les principales régions productrices sont situées sous un climat de mousson : étés chauds et humides, hivers froids et secs. Shizuoka a une température annuelle moyenne de 16,3 °C, ce qui correspond à un climat habituel pour les régions productrices de thé, mais elle fait partie des plus septentrionales au monde et subit régulièrement des épisodes de gel en hiver. Quand on se dirige vers le sud-ouest, le climat se réchauffe : à Kagoshima la température annuelle moyenne est de 18,4 °C et la saison de croissance est plus longue,,. Le terroir d'Uji, situé à l'intérieur des terres, bénéficie d'une protection contre les intempéries océaniques, d'hivers plus froids, d'étés plus chauds, et les collines où poussent les théiers bénéficient aussi d'une forte humidité (rosée et brouillards) en raison de la proximité du lac Biwa et de cours d'eau, ces facteurs étant tenus pour expliquer la meilleure qualité de ses thés.

#### Cultivars

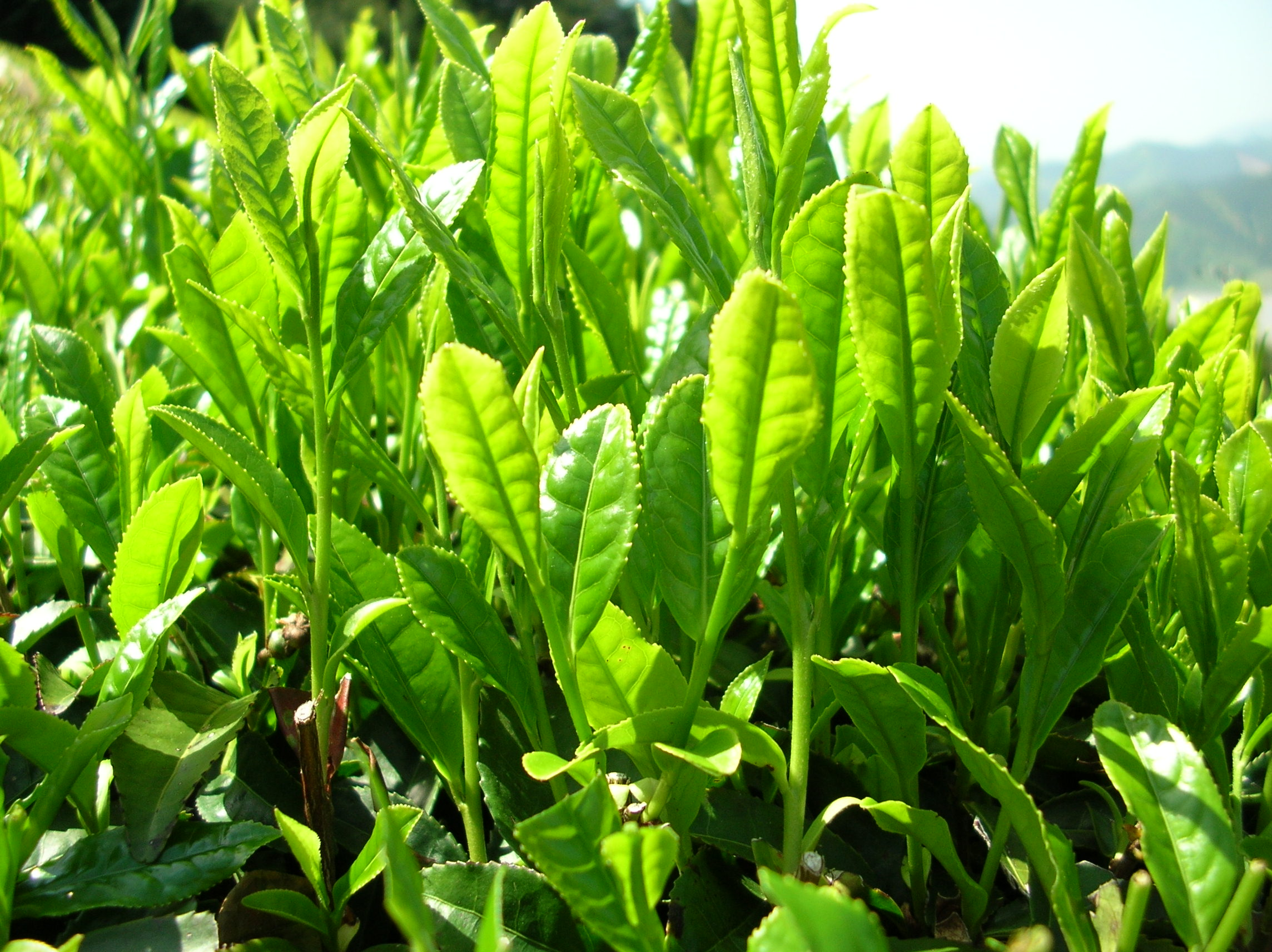
Feuilles d'un théier Yabukita.

Les théiers cultivés au Japon sont issus de la variété « chinoise » (Camellia sinensis var. sinensis). Le principal cultivar de théier planté au Japon est le Yabukita, hybride développé par Hikosaburo Sugiyama (1857-1941) à Shizuoka et breveté au début des années 1950, qui a la particularité d'être très résistant et d'offrir des feuilles de bonne qualité et de très bons rendements. Depuis les années 1970, il s'est donc diffusé dans toutes les zones théicoles, allant jusqu'à représenter 80 à 85 % de la production nationale dans les années 1990, part ramenée à environ 75 % de nos jours, (surtout pour du sencha), la part des boutures s'élevant à 90 %, ce qui laisse une portion congrue au théier planté à partir de graines. Cette situation est potentiellement dangereuse puisque le Yabukita est particulièrement vulnérable aux nuisibles et maladies et qu'une épidémie pourrait causer des ravages de grande ampleur. Les principaux cultivars servant à produire du matcha sont Asahi et Samidori. La recherche concernant la production de nouvelles variétés est toujours très active, s'orientant notamment vers des cultivars encore plus résistants aux maladies et nuisibles, employés notamment pour compenser la réduction de l'usage de pesticides dans l'agriculture biologique,,.

#### Protection des théiers et fertilisation des sols

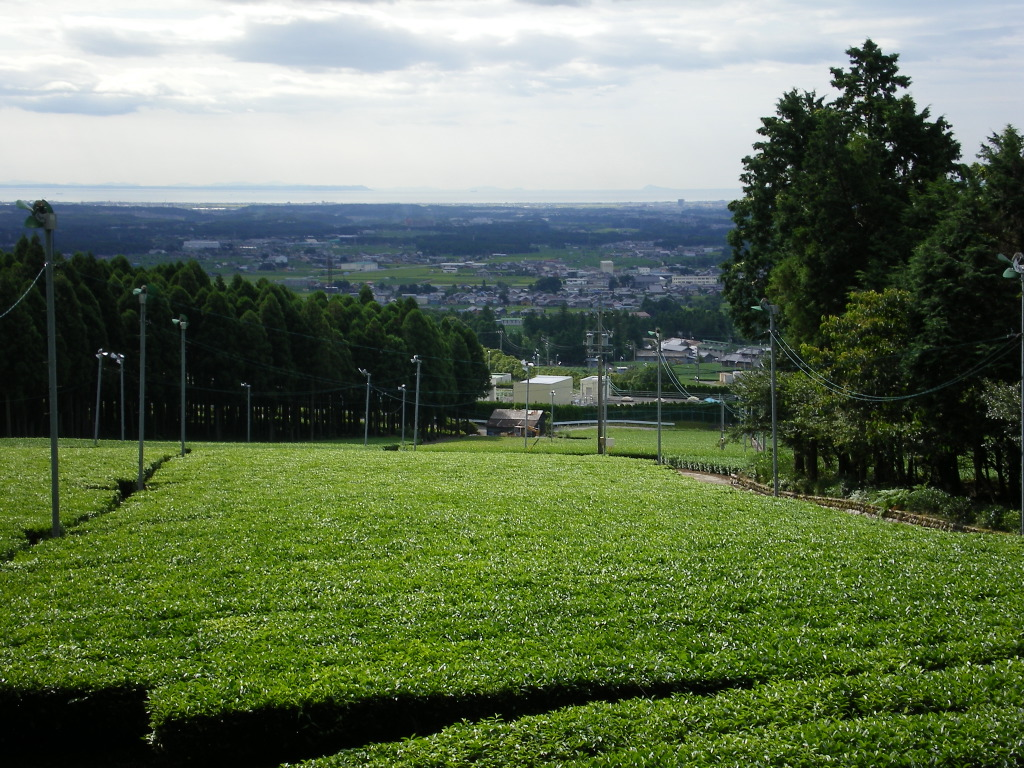
Ventilateurs protégeant du gel, au-dessus d'une plantation à Yokkaichi, préfecture de Mie.

La protection des théiers contre les intempéries, en premier lieu le gel et la grêle, peut se réaliser par le moyen de bâches, et aussi de petits ventilateurs placés au-dessus des plantations et brassant l'air en direction des théiers au sol afin d'éviter que l'air froid n'y stagne et que les arbres ne gèlent, en particulier au printemps au moment où les bourgeons commencent à éclore. C'est l'une des caractéristiques des paysages des espaces théicoles japonais.
La culture des théiers est également confrontée à la présence d'insectes nuisibles, par exemple la cochenille du mûrier (Pseudaulacaspis pentagona (en)) ou le puceron du théier (Toxoptera aurantii) et des maladies comme l'anthracnose, contre lesquels sont utilisés des pesticides et autres traitements chimiques, jusqu'à dix fois par an dans certaines plantations. Cet usage massif pose une problématique en matière d'environnement et de santé et fait l'objet de contrôles et réglementations ; il a ainsi été relevé que les thés japonais présentent des taux de résidus de pesticides élevés, qui excèdent souvent la limite maximale de résidus fixée par d'autres pays et constituent un blocage pour leur exportation (notamment vers l'Union européenne),,.
Des fertilisants chimiques (constitués d'azote, potassium ou phosphore) sont employés afin d'accélérer la croissance des plants ; ils sont répandus à plusieurs reprises durant l'année entre les deux ou trois périodes de récoltes de feuilles de thé. La surutilisation d'engrais azotés cause des problèmes environnementaux dans des zones de culture du théier comme la préfecture de Shizuoka, entraînant l'acidification des sols et la contamination la ressource en eau,.

#### Ombrages

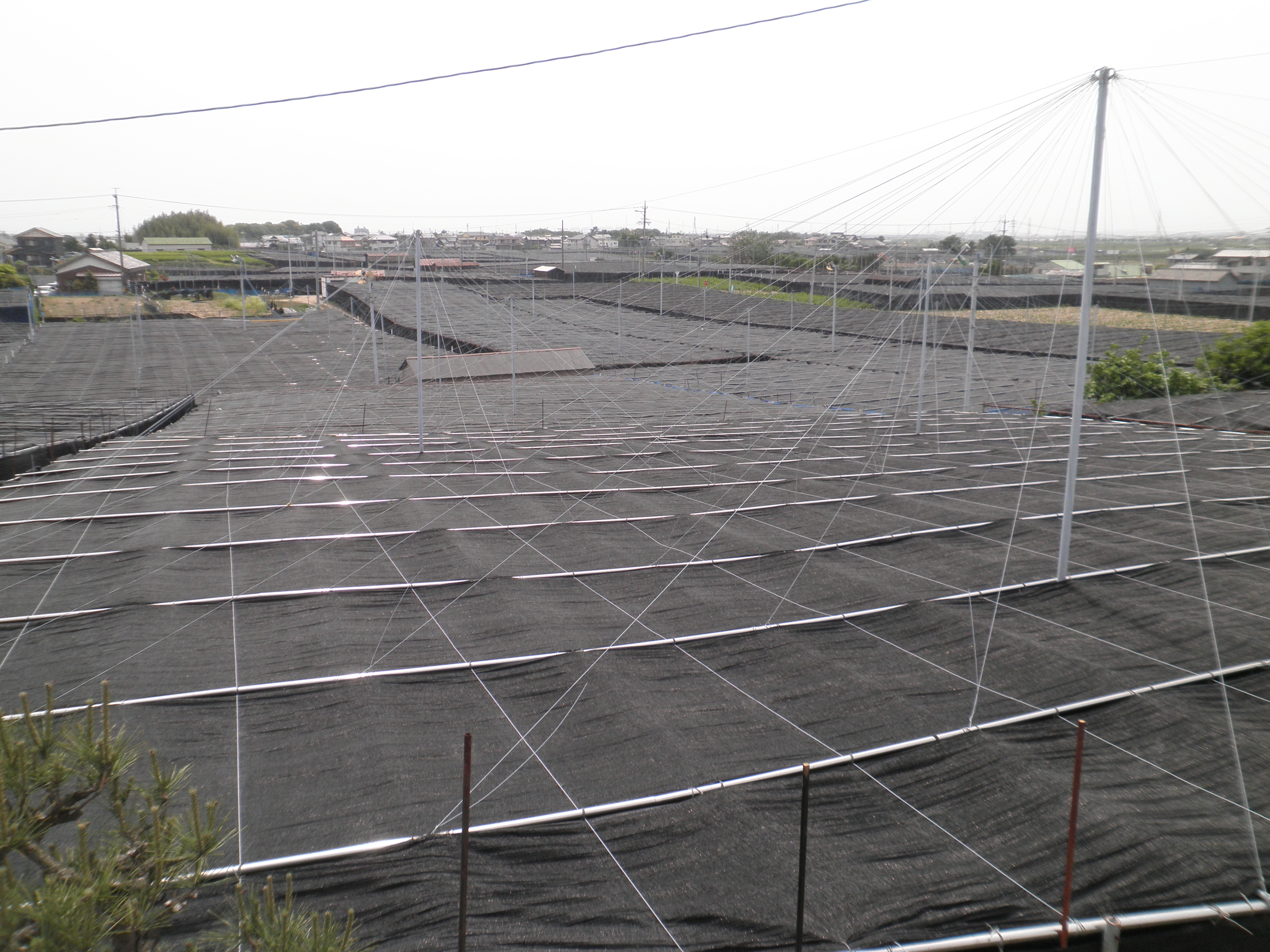
Plantations sous ombrages à Nishio, dans la préfecture d'Aichi (destinées à la production de matcha).

Dès le XVIe siècle, est attestée la pratique de poser des nattes en paille de riz au-dessus des plantations de théiers à Uji afin de les protéger des cendres volcaniques projetées par le mont Fuji. João Rodrigues indique que cela permet aussi de protéger les arbustes du froid et de la grêle. Il fut constaté par la suite que ces ombrages modifiaient le goût des thés, donnant une boisson jugée de meilleure qualité, et cette pratique fut diffusée dans d'autres terroirs, servant pour fabriquer des variétés réputées de matcha, gyokuro et kabusecha. La forme ancienne de ces ombrages consistait en des treilles de roseaux ou paille de riz reposant sur des structures en bambou érigées au-dessus des plantations, et de nos jours les couvertures se font avec des toiles artificielles. On constata également qu'il y avait des effets différents selon la densité de l'ombre, et si on faisait varier celle-ci durant la période de maturation des plants. Les analyses modernes ont en particulier révélé que cette évolution du goût est due au fait qu'en raison de cette exposition moindre au soleil la teneur des feuilles en théanine et en caféine est plus forte, tandis que celle en catéchine est plus faible, ce qui limite la diffusion de saveurs amères et astringentes et permet d'obtenir plus d'umami.

#### Calendrier des récoltes
La cueillette ou récolte est le moment le plus intense de travail dans les exploitations théicoles. La période où elle est effectuée détermine grandement la qualité du thé, puisqu'il est considéré que les bourgeons et feuilles récoltés au début du printemps sont de meilleure qualité (que ce soit pour le goût ou la santé) que ceux des récoltes suivantes, les feuilles ayant poussé durant les saisons chaudes étant moins tendres. Le processus de récolte commence fin avril et se termine début octobre. La toute première récolte de l’année est nommée shincha (新茶, « nouveau thé »), appellation de thés recherchés. Elle s'inscrit plus largement dans le premier cycle de récoltes, qui donne l’ichibancha (一番茶, « premier thé »), qui va en gros de fin avril à mai ; il débute vers mi-avril à Kagoshima au sud, et durant la première quinzaine de mai à Shizuoka au nord, le décalage entre les deux étant en gros d'une quinzaine de jours. Cette saison est celle des meilleurs crus qui sont aussi les plus onéreux (gyokuro, tencha, kabusecha et le sencha de meilleure qualité). Viennent ensuite trois phases de récolte : de juin à juillet, la seconde récolte (二番茶, nibancha), puis une troisième récolte (三番茶, sanbancha) en août et éventuellement la dernière récolte (四番茶, yonbancha) en septembre et octobre. Les récoltes d'été et d'automne servent à produire les thés de qualité secondaire et les moins chers,,.

#### Méthodes de cueillette

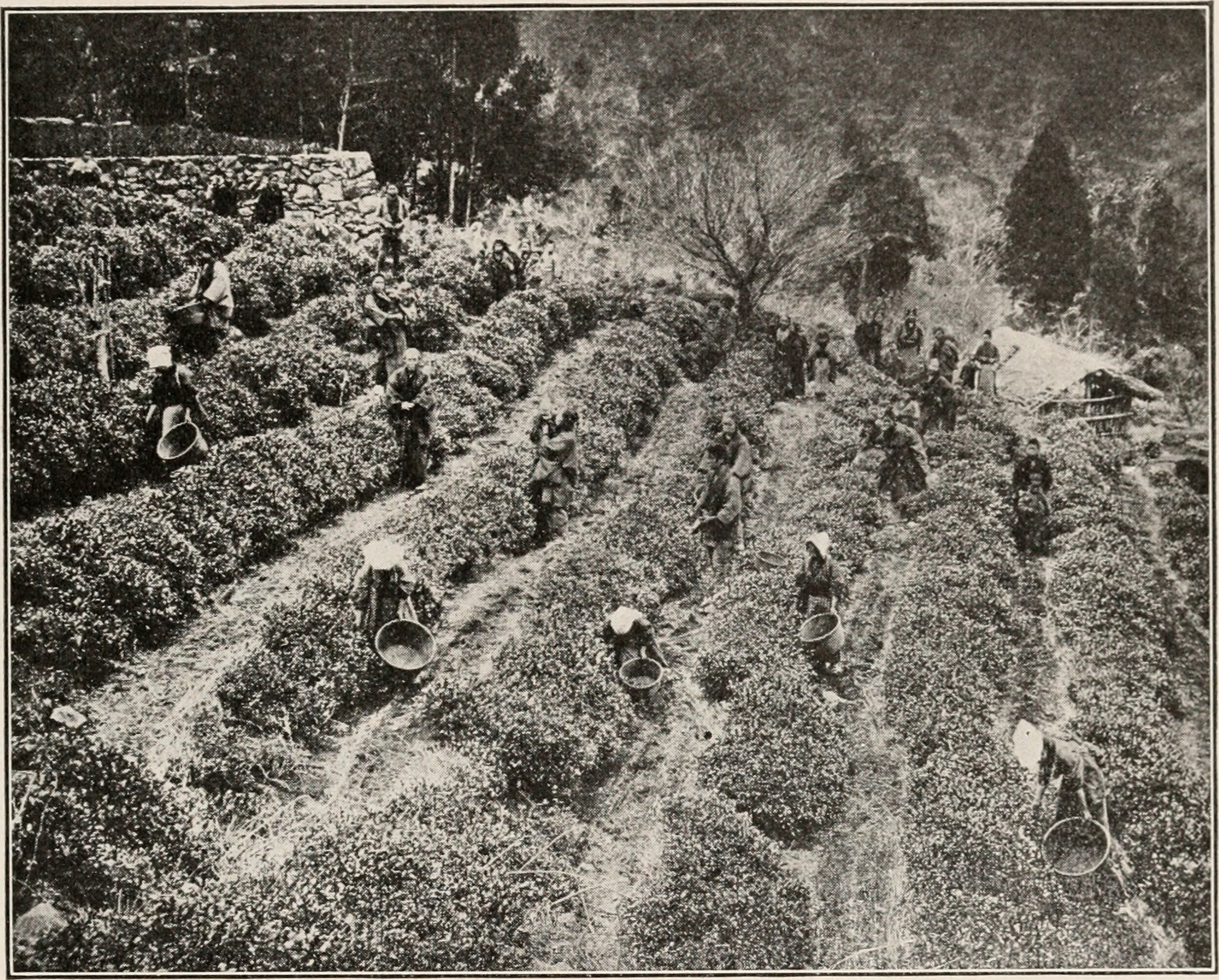
Cueillette de thé au Japon, photographie du début du XXe siècle.

Des pays producteurs de thé, le Japon est celui où la culture du théier est la plus mécanisée, et de loin. Ce phénomène se met en place dès le début du XXe siècle, avec la mise au point de cisailles de grande taille brevetées. Il accompagne le développement des plantations de plaine, alors qu'auparavant elles sont situées sur des terrains en pente, et le début de l'ère du productivisme. Dans les années 1960 sont développées les premières machines de cueillette portées par une ou deux personnes, puis peu après les machines portantes, sortes de moissonneuses à feuilles de théier. Par la suite, les sociétés industrielles japonaises (en particulier Kawasaki et Ochiai) sont à la pointe du développement des machines à cueillir les feuilles de thé, créant des machines plus diverses et performantes. La grande majorité de la récolte de thé japonaise est mécanisée, de l'ordre de 90 %, seuls les thés de meilleure qualité restant cueillis manuellement. L'exemple japonais est souvent invoqué dans d'autres pays producteurs pour justifier la mécanisation de la production du thé. Cette mécanisation explique l'aspect des champs de théiers japonais, dans lesquels les arbustes sont taillés dans une forme arrondie et espacés de façon très régulière afin de faciliter le passage des engins. Les machines à cueillir les feuilles de thé font néanmoins l'objet de critiques car elles taillent généralement sans prendre en compte la qualité des feuilles, même s'il existe désormais des machines à visée laser sélectives. De fait le Japon dispose non seulement du plus grand nombre de machines à l'hectare, mais aussi des plus perfectionnées.

Plantations de théiers au Japon
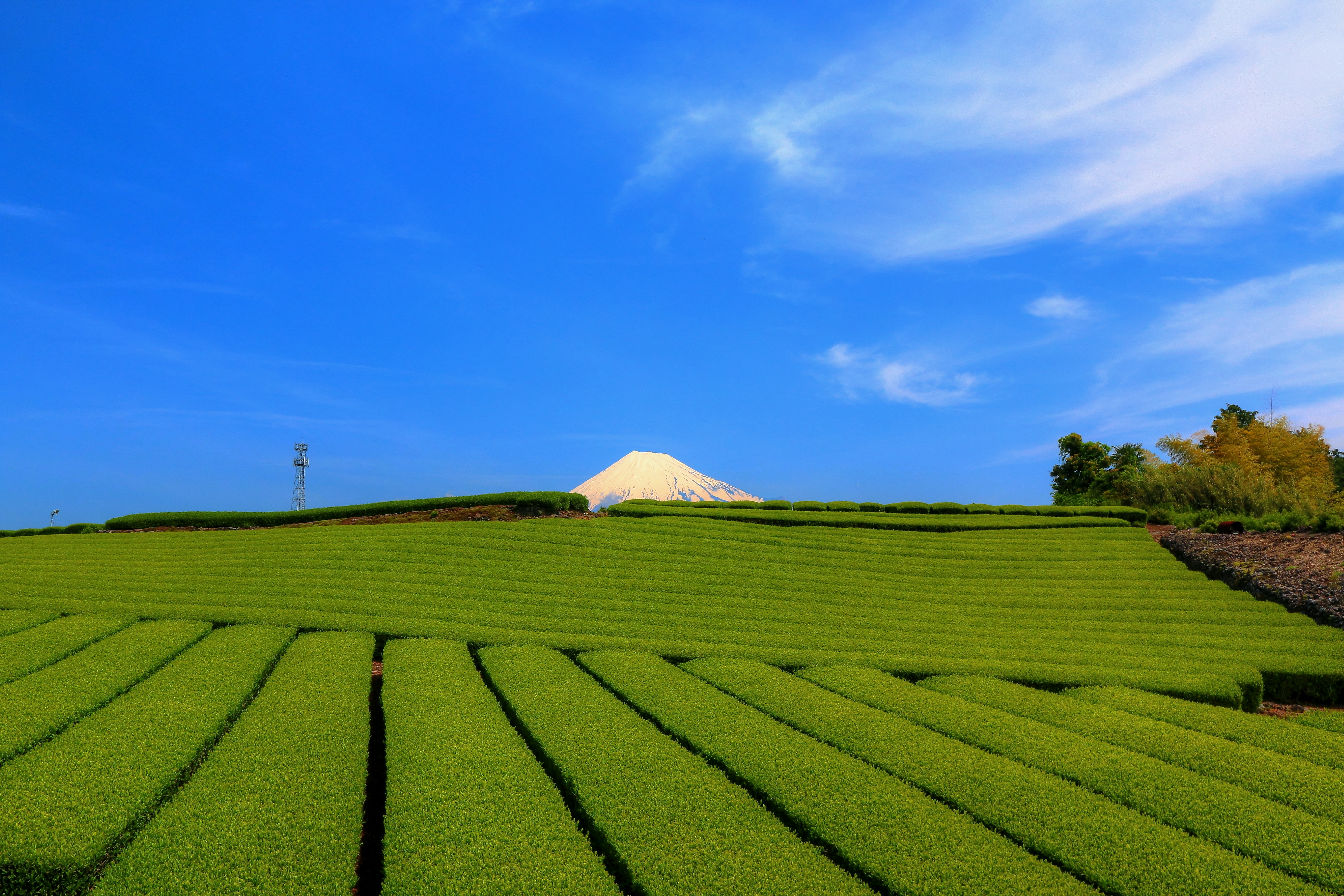
Plantation de théiers à Fuji, préfecture de Shizuoka.
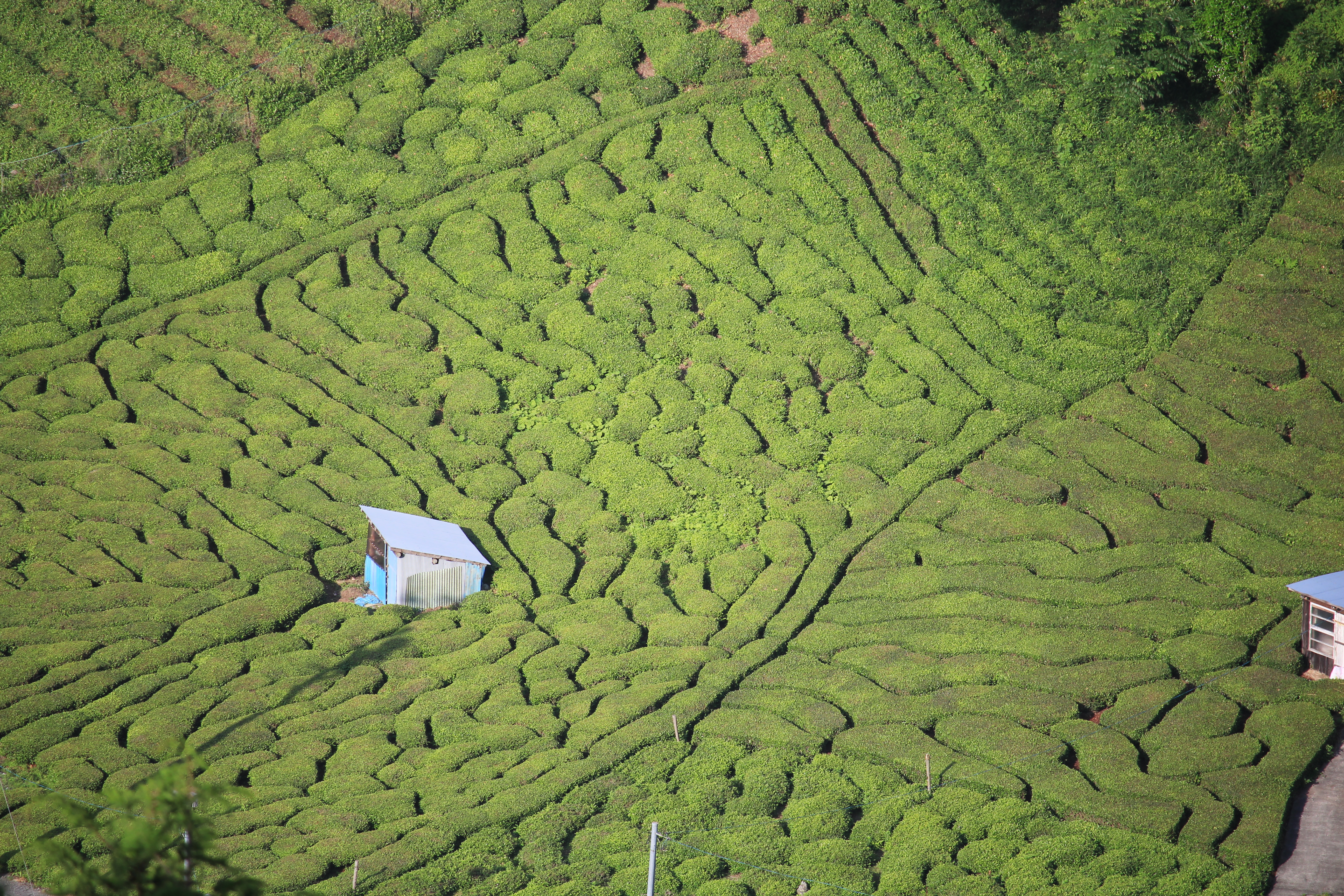
Plantation Kamigare à Ibigawa, préfecture de Gifu.
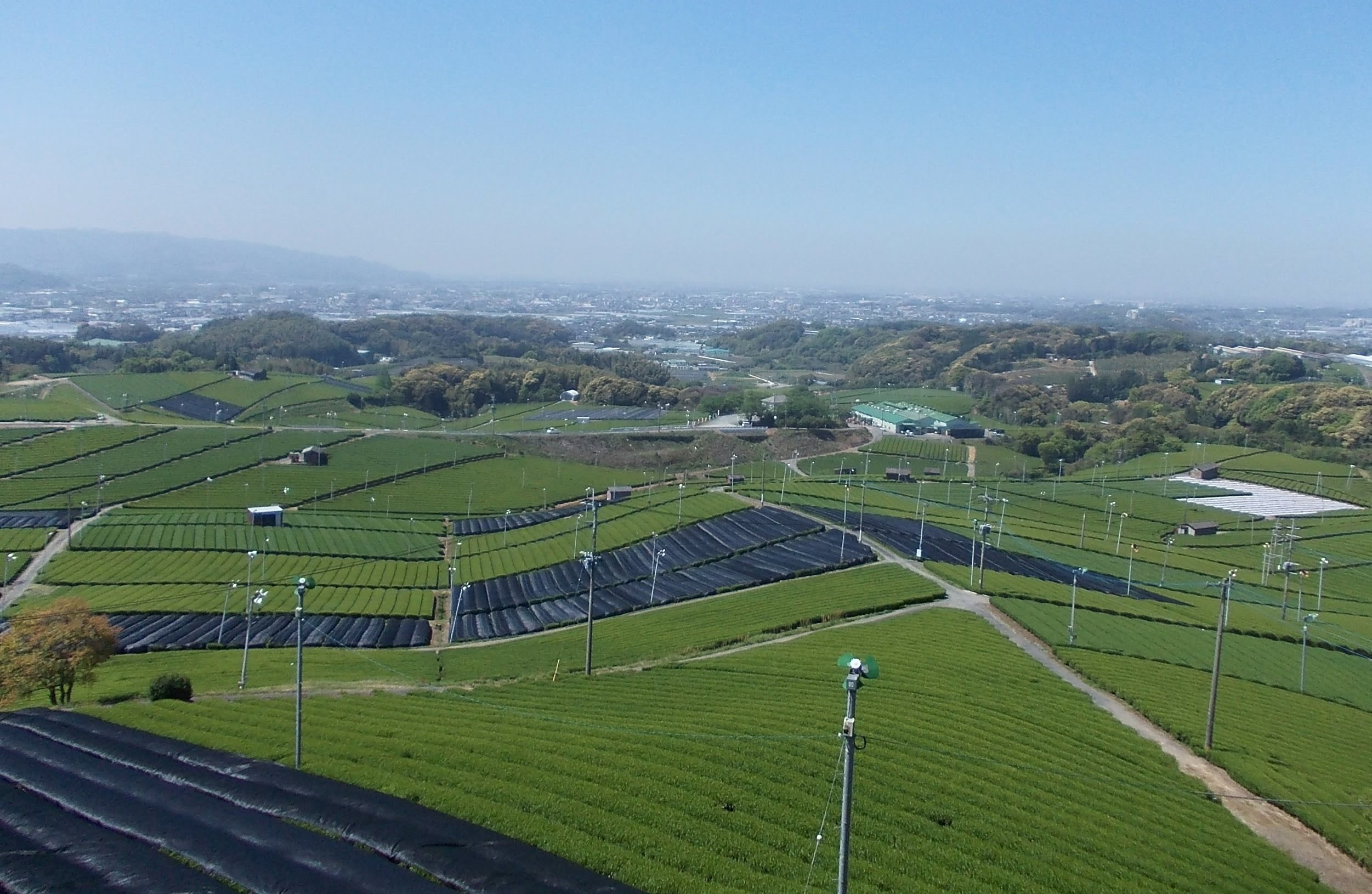
Plantations à Yame, préfecture de Fukuoka.

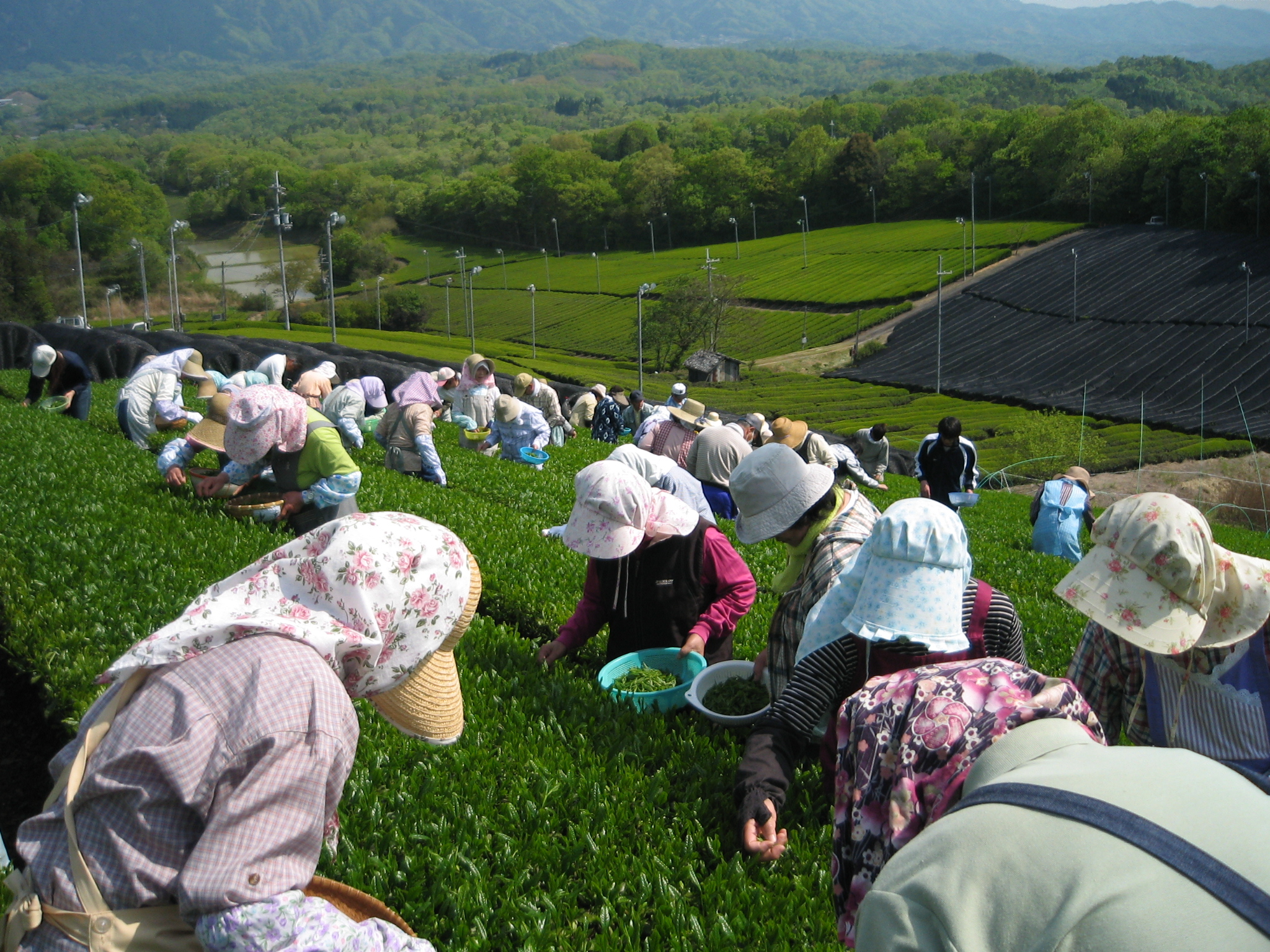
Cueillette manuelle de thé dans le village de Minamiyamashiro, préfecture de Kyoto.
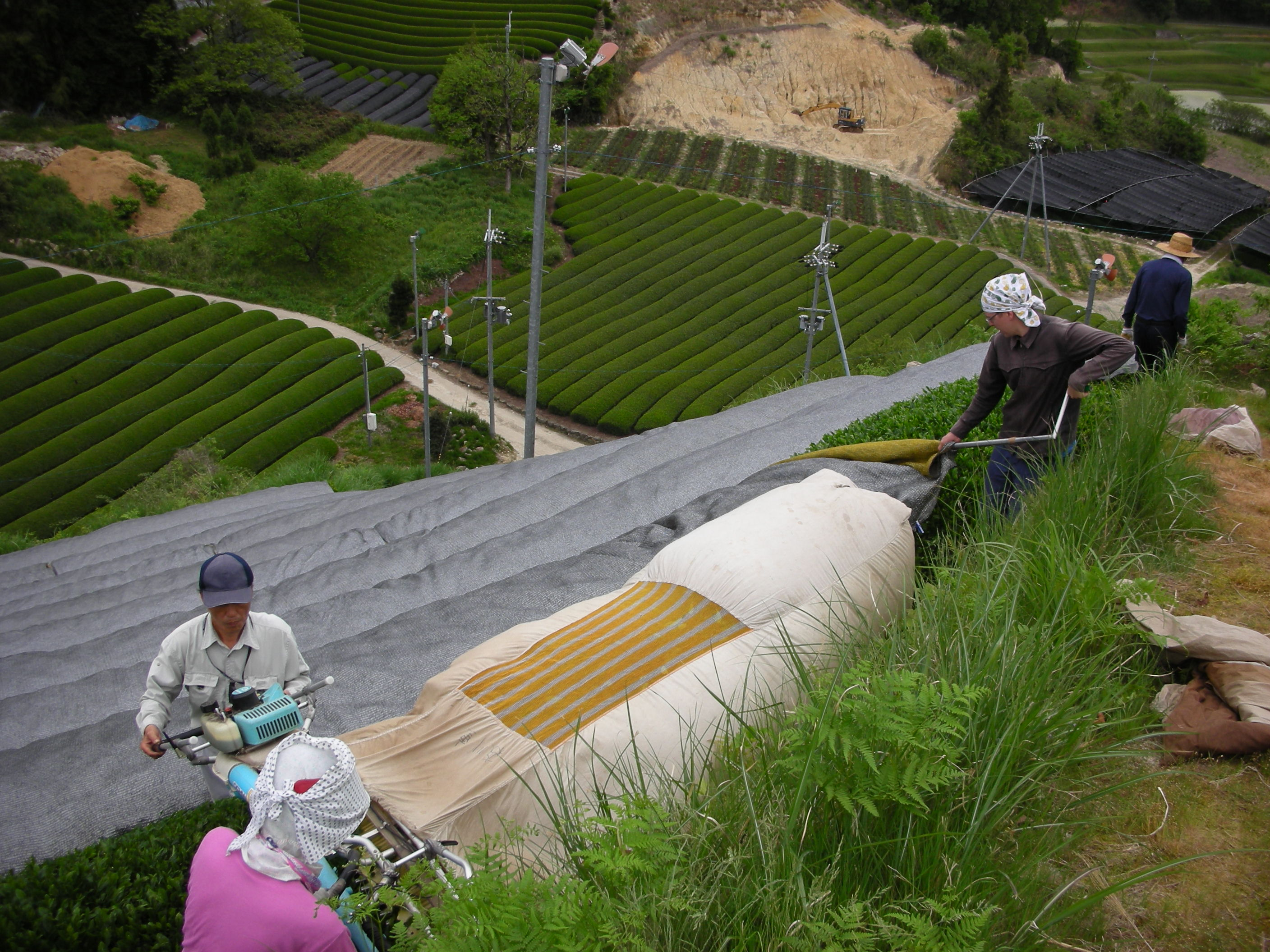
Cueillette avec machine portative (au premier plan) et retrait des bâches d'ombrage (au second plan) dans une plantation destinée au kabusecha.

### Types de thé et leur transformation
La production des plantations japonaises est transformée localement, dans des usines majoritairement mécanisées, certains thés de qualité étant cependant encore transformés en partie manuellement. Dans un premier temps, les feuilles de thé brutes sont transformées, avant d'être dans un second temps raffinées, parfois à nouveau transformées (notamment par torréfaction), et assemblées dans le produit mis sur le marché, qu'il s'agisse de feuilles ou poudre en boîtes ou sachets, ou bien de boissons vendues en canettes et en bouteilles en plastique. Le thé vert constitue la grande majorité de la production japonaise.

#### Sencha

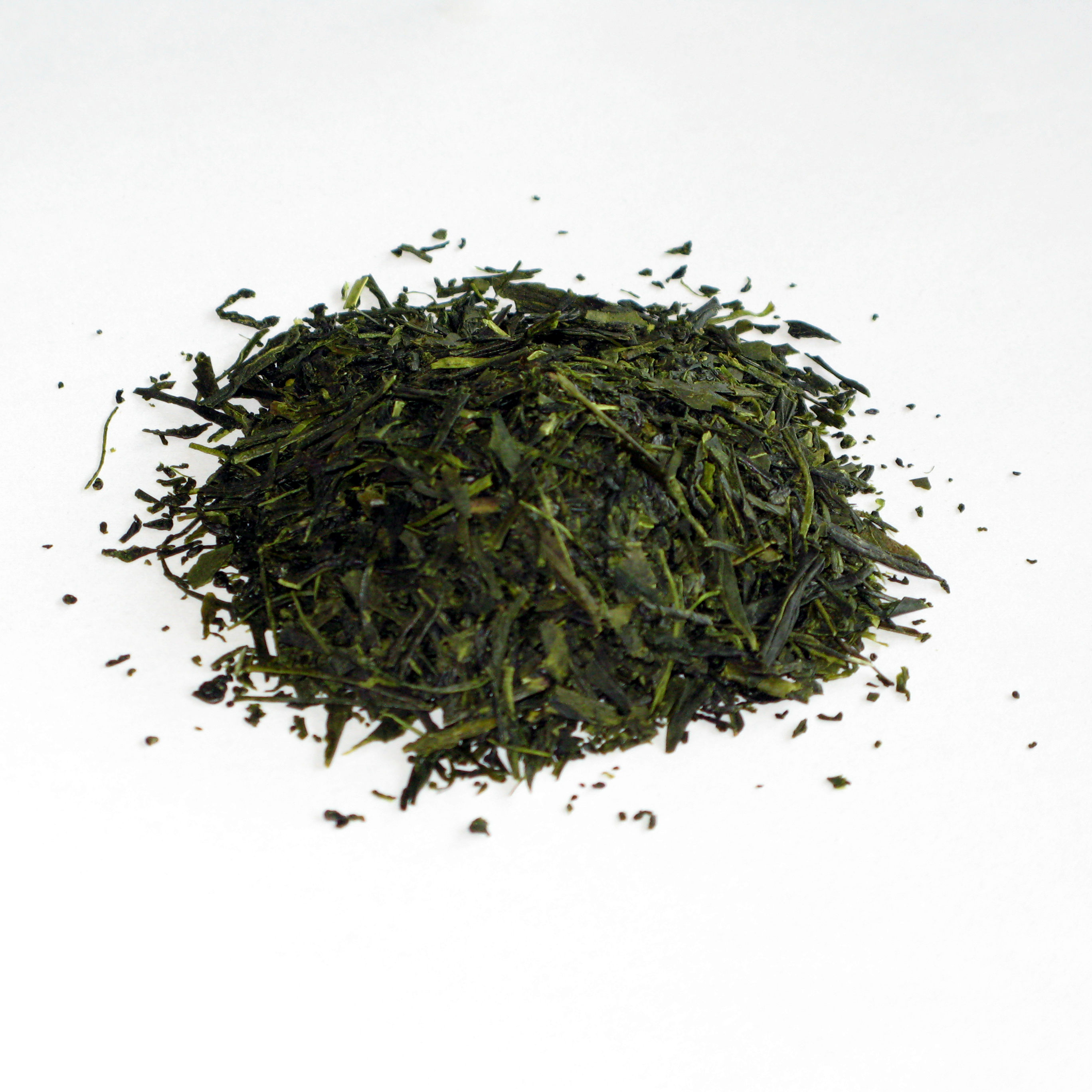
Feuilles de sencha.

Le sencha est le thé vert qui est de loin le plus produit au Japon, 58 % du thé brut en 2015, et dans toutes les régions théicoles du pays. La méthode de transformation spécifique mise au point au XVIIIe siècle se caractérise par l'arrêt de l'oxydation des feuilles par un étuvage à la vapeur, plus ou moins prolongé selon la qualité que l'on veut obtenir (de 30 s à 2 min 30 s environ). Puis les feuilles sont refroidies, essorées et roulées, par trois fois. Ensuite ce thé « brut » (appelé aracha) fait l'objet d'une transformation secondaire afin d'obtenir le produit fini : les feuilles sont mises en forme, séchées par cuisson suivant les méthodes manuelles de production de thé vert, triées, sélectionnées, et enfin assemblées selon les goûts des consommateurs.
Il existe une grande variété de sencha, selon leur qualité. Celle-ci peut être déterminée par le moment de la récolte des feuilles, les premières, le « nouveau thé » (Shincha), étant les plus prisées. Le terroir détermine aussi la qualité, celui d'Uji restant le plus réputé. Enfin la méthode de transformation est également prise en compte,.

#### Bancha
Le bancha est un thé commun, produit à partir des feuilles cueillies lors des dernières récoltes de l'année, à la fin de l'été et à l'automne. Il s'agit donc de feuilles matures, plus épaisses et dures, qui ont connu le soleil de l'été, et les plus tardives sont cueillies sur les parties basses du théier qui ont été épargnées par les premières récoltes, donc taillées grossièrement et rarement entières. Pour toutes ces raisons, elles sont considérées comme de moindre qualité, et doivent être étuvées plus longuement,.

#### Matcha

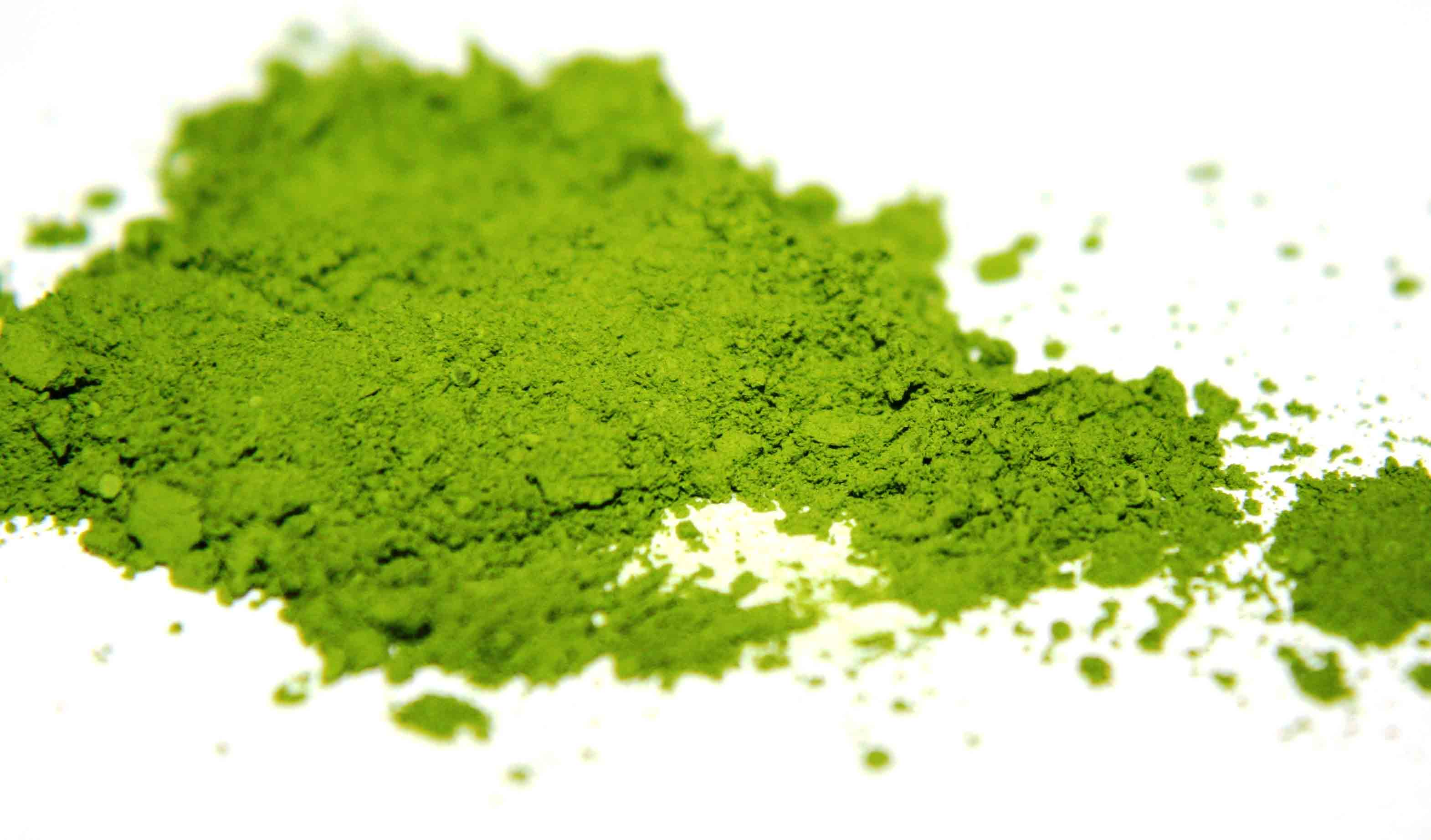
Poudre de matcha.

Le matcha est un thé en poudre, transformé suivant la méthode la plus ancienne en usage lors de l'introduction du thé au Japon depuis la Chine au XIIe siècle : les feuilles de thé étuvées et séchées sont moulues afin de produire une poudre fine. Les feuilles de thé servant à produire le matcha de qualité de nos jours ont poussé avec des périodes d'ombrage, de trois à quatre semaines, qui donnent les feuilles que l'on nomme tencha ; néanmoins d'autres matcha de moins bonne qualité sont produits à partir de feuilles brutes courantes, aracha. La production de matcha représentait environ 2,8 % du thé brut produit au Japon en 2015, les principales régions productrices étant Kyoto et Aichi,,.

#### Gyokuro

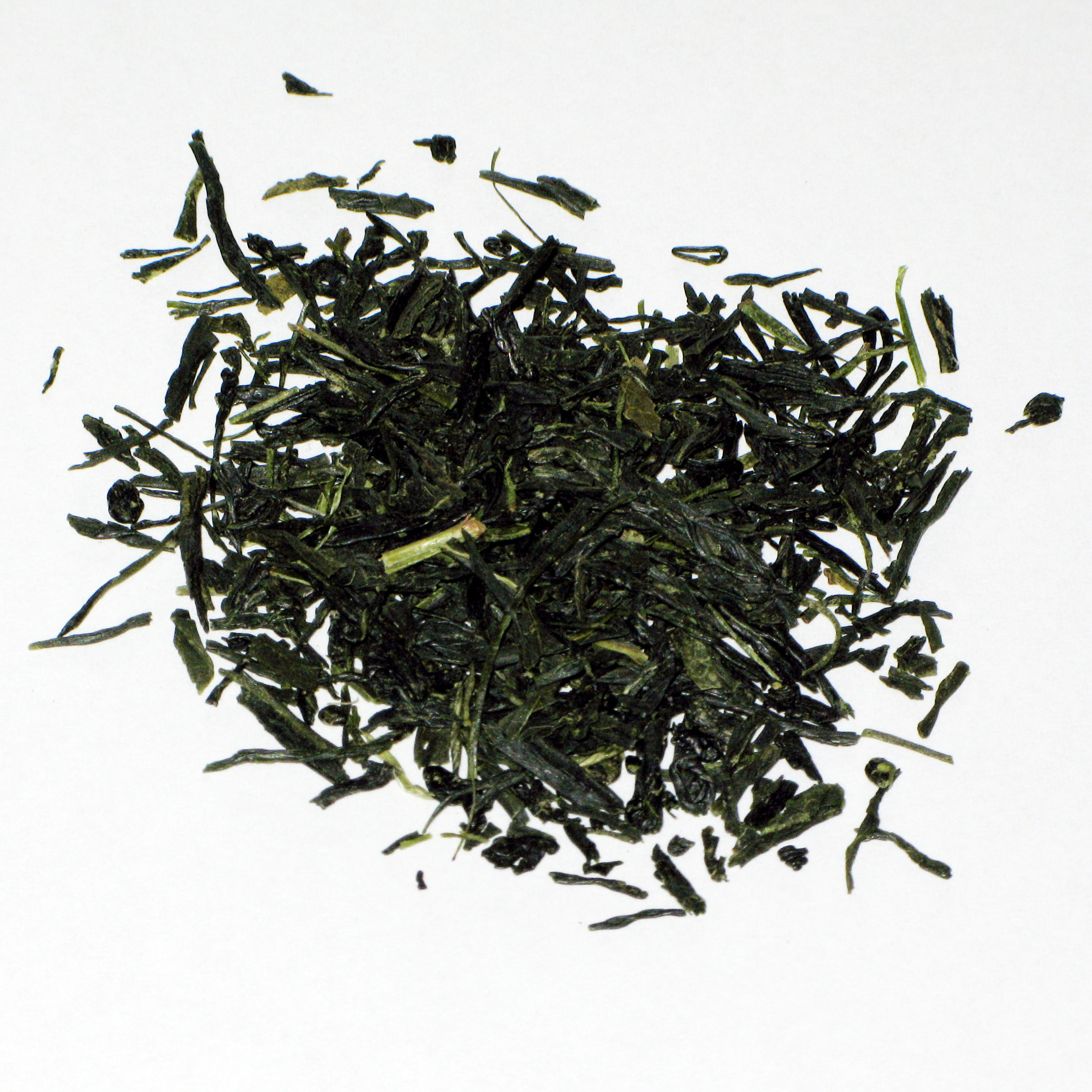
Feuilles de gyokuro.

Le gyokuro (« perle de rosée ») est un thé de grande qualité qui est, comme les meilleurs matcha, produit à partir de tencha, feuilles qui ont connu des périodes d'ombrage durant leur croissance (une vingtaine de jours avec occultation de lumière solaire de 55/60 % durant la première dizaine de jours, puis à 95/98 % durant la seconde), et récoltées au printemps. En revanche, après récolte, elles sont transformées suivant les mêmes modalités que le sencha, par étuvage à la vapeur, puis roulées en aiguilles fines, à la main pour les meilleures qualités, à la machine pour la majorité de la production. La production de gyokuro est très limitée, représentant 0,3 % du thé brut japonais en 2015, et il est très difficile de s'en procurer, car il est souvent pré-vendu. Le gyokuro est produit à Kyoto (notamment Uji) et Fukuoka,,.

#### Kabusecha
Le kabusecha est un autre thé issu de feuilles tencha, avec des périodes d'ombrage de une à trois semaines, et occultant de 45 à 80 % de la lumière solaire, donc un processus moins intense que pour le gyokuro. Il est produit essentiellement dans la préfectures de Mie et de Fukuoka, et représente environ 5,4 % du thé brut japonais en 2015.

#### Kamairicha et Tamaryokucha
Le kamairicha est un thé produit dans les préfectures de Kyūshū, suivant une méthode similaire à celle de la production des thés verts chinois, consistant en torréfier les feuilles de thé pour stopper leur oxydation au lieu de les étuver. Historiquement, cela se faisait dans un wok ou une cuvette chauffée, mais des machines automatisées de cuisson et de roulage de plus forte capacité ont été mises au point afin d'augmenter les capacités de production de ce thé, jusqu'alors produit en faibles quantités. Dans les mêmes préfectures est produit le tamaryokucha, dont la particularité est qu'au lieu d'être roulées dans le sens de la longueur, les feuilles chauffées sont malaxées dans plusieurs sens, et ont à l'arrivée une forme de virgule,,.

#### Dérivés des thés verts: kukicha, mecha, konacha

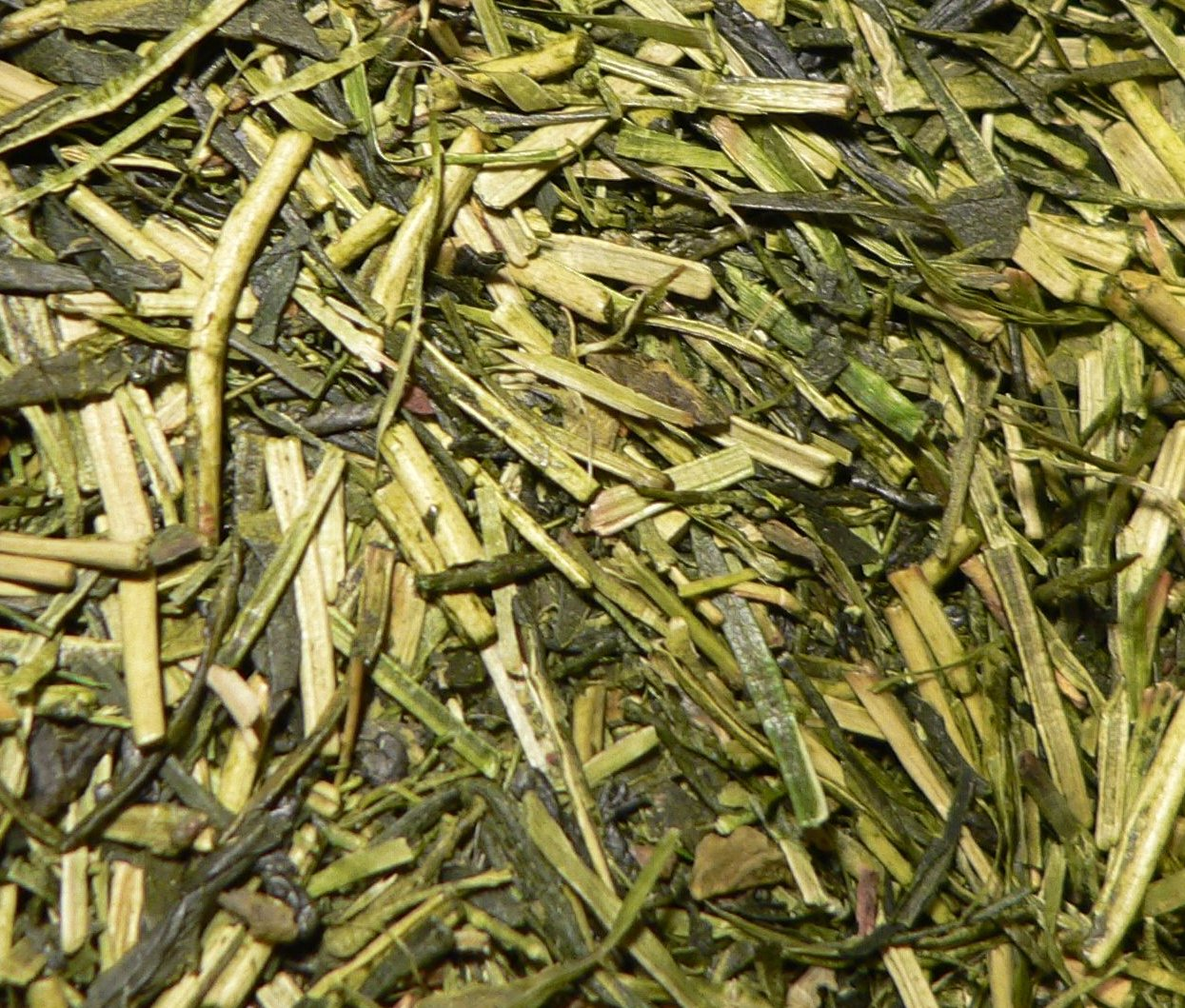
Kukicha, thé en tiges.

Certains types de thés sont des sortes de sous-produits des thés verts. Le kukicha est fait à partir des tiges qui sont séparées des feuilles lors du processus de transformation des thés de qualité. Le mecha est fait à partir de bourgeons et de pousses tendres laissés de côté lors du tamisage ; certains peuvent être de très bonne qualité. Le konacha (en) est quant à lui un thé pulvérisé fait à partir de poudre et résidus laissés à l'issue des fabrications du sencha et du gyokuro.

#### Thés torréfiés: genmaicha, hōjicha, kyōbancha

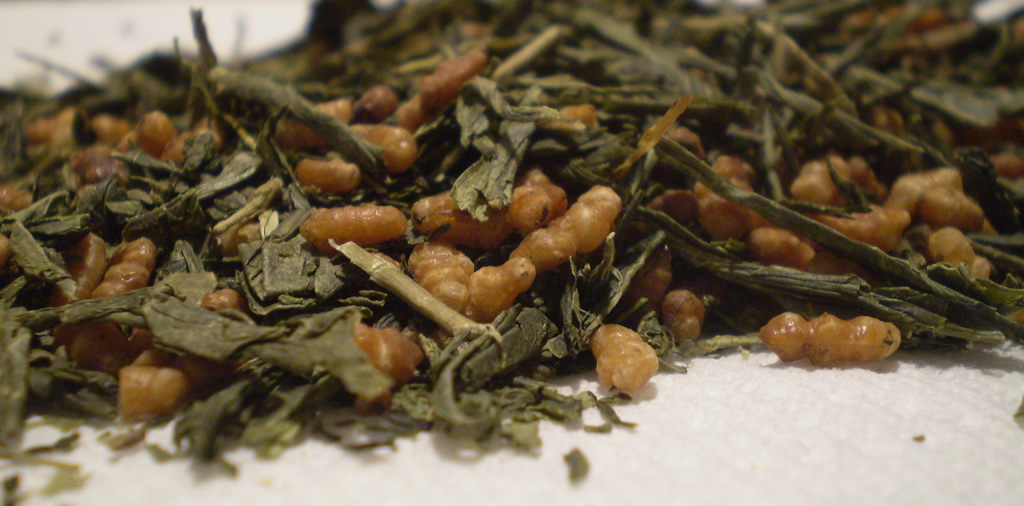
Genmaicha, feuilles de thé avec riz grillé.

Certains thés sont produits à partir de feuilles de thé verts, surtout du bancha, ou bien des sencha pour ceux de meilleure qualité, subissant un processus de transformation secondaire par torréfaction. Le genmaicha, « thé au riz brun », était à l'origine une boisson des couches pauvres de la population, mélangeant du riz frit au thé vert ; de nos jours c'est un thé apprécié, le choix de riz de bonne qualité permettant d'améliorer le goût du mélange à base de thé vert. Le hōjicha est un thé vert torréfié à haute température (200 °C), dans une poêle en céramique appelée hōroku qui lui donne son nom,. Le kyōbancha est un autre thé torréfié, originaire de la région de Kyoto, fait à partir des dernières feuilles récoltées, longuement étuvées puis séchées avant d'être torréfiées.

#### Thé noir
Le thé noir, produit à partir de feuilles dont l'oxydation a été prolongée jusqu'à son terme, est une production marginale au Japon dans les années 2010, même s'il dispose d'une histoire ancienne puisqu'il a connu un premier développement à partir de la seconde moitié du XIXe siècle, pour des finalités exportatrices. Après un pic dans les années 1950, la production décline et est compensée par des importations, qui elles-mêmes décroissent à cause de la concurrence que le café porte au thé noir. Néanmoins, depuis le début du XXIe siècle, la production de thé noir japonais a repris pour répondre à un regain de la demande nationale (sous l'influence occidentale), atteignant environ 200 tonnes en 2016. Il s'agit essentiellement de thé de qualité, obtenu à partir de feuilles de théiers similaires à celles servant à produire les thés verts, donc d'origine chinoise et non indienne.

#### Mugicha et sobacha
Le mugicha, « thé à l'orge », est une boisson faite à partir de grains d'orge torréfiés, et de la même manière le sobacha, « thé au sarrasin », est fait à partir de graines de sarrasin torréfiées. Il s'agit donc d'infusions et pas de thé à proprement parler.

#### Boissons au thé

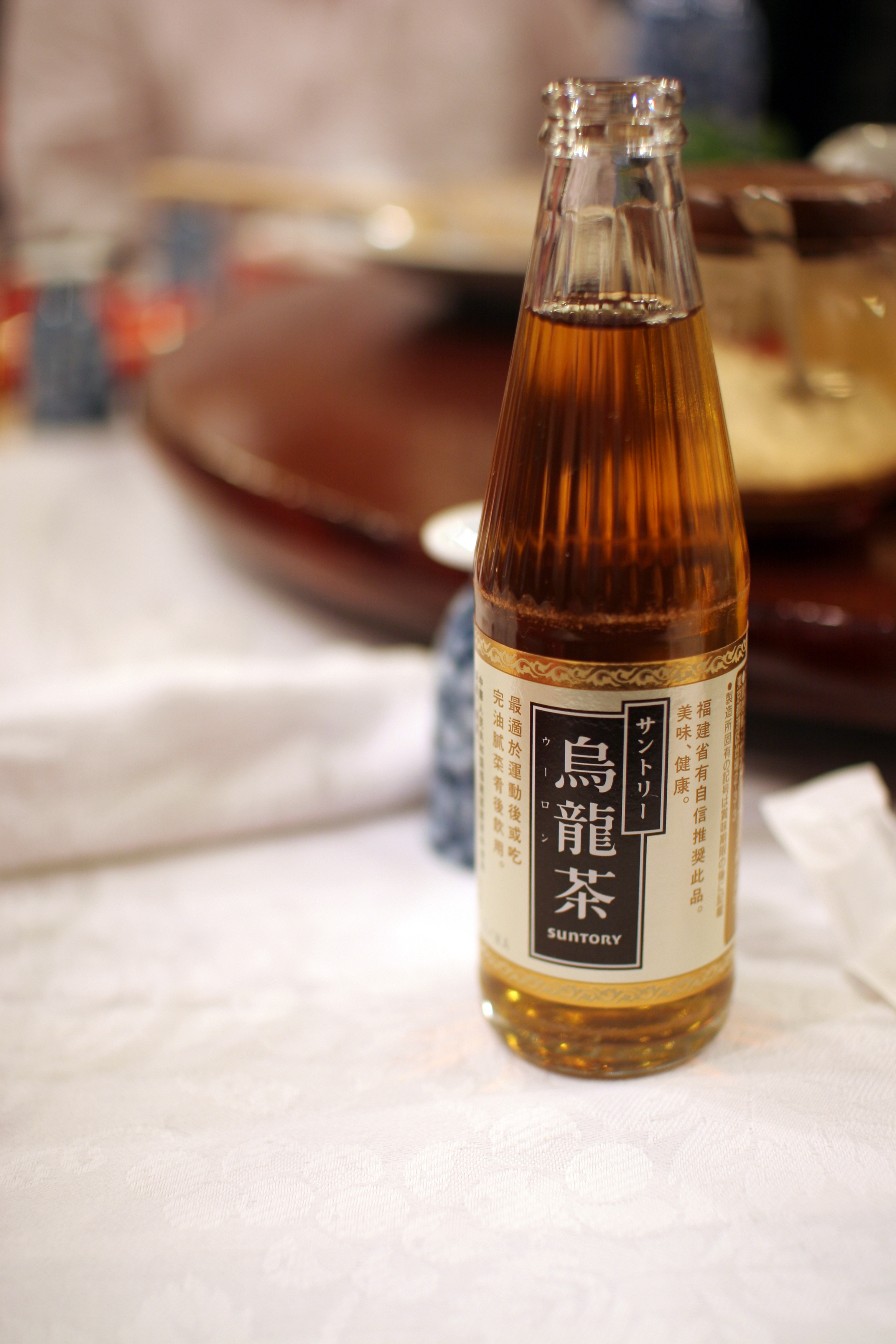
Thé wulong en bouteille, marque Suntory.

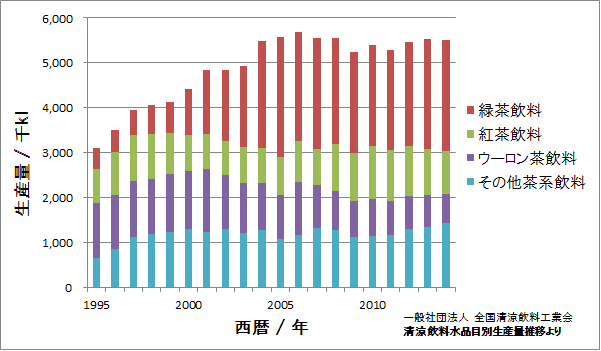
Graphique représentant les évolutions de la production annuelle de boissons au thé : au thé vert (rouge), thé noir (vert), wulong (mauve) et autres (bleu).

À partir du début des années 1980 apparaissent les boissons au thé, consommées généralement froides. Elles sont d'abord produites en canettes, à commencer par du wulong, puis du thé vert. Dans les années 1990, ces boissons sont de plus en plus vendues en bouteilles en plastique. La société Itō-en a procédé aux principales innovations conduisant à ce phénomène. Suivant l'organisation qu'elle a mis en place, elle achète les feuilles aux producteurs, les transforme et les assemble, puis sous-traite l'infusion et la mise en bouteille à d'autres sociétés afin de pouvoir mieux ajuster sa production en fonction de l'évolution de la demande. Une part croissante de la production nationale et des importations de feuilles de thé est désormais destinée aux boissons au thé, vendues en bouteilles ou canettes, dont la consommation dépasse celle des feuilles en vrac. Si 1 milliard de litres étaient produits annuellement en 1990, plus de 4 milliards l'étaient au début des années 2000 et, en 2017, ce sont plus de 6 milliards. Dans ce domaine, la production de boissons au thé vert domine (2,8 milliards de litres en 2017, donc plus de 40 % de la production totale), suivie par les boissons au thé noir (1 milliard de litres) et de wulong (0,8 milliard de litres) ; les boissons au « thé » à l'orge se vendent également dans d'importantes quantités (0,8 milliard de litres. Ces boissons au thé sont confectionnées à partir de feuilles de théier de qualité secondaire, et leur essor a pour effet d'inciter les cultivateurs à s'orienter vers une production moins qualitative).

## Commerce

### Négociants et marques commerciales

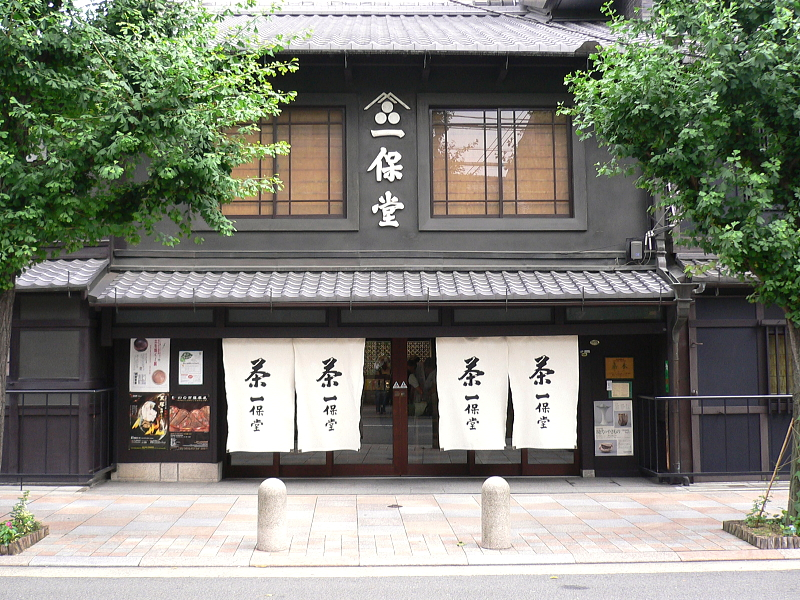
Devanture du magasin de la société de négociants-assembleurs de thé Ippodo à Kyoto.

La production finale, l'assemblage et la vente de thé sont généralement aux mains de négociants, comme les marchands d'Uji écoulant le thé de leur région aux époques de Muromachi et d'Edo, des corporations de marchands de thé et des maisons de commerce en gros spécialisées dans le thé (cha-doiya). Plusieurs de ces maisons existent encore et sont des acteurs importants du secteur, faisant partie de la catégorie des sociétés japonaises appelées shinise, dont l'exploitation est transmise au sein d'une même famille, parfois depuis de nombreuses générations, beaucoup ayant été fondées au XIXe siècle : par exemple à Uji, il s'agit de Tsuen et Kanbayashi ; à Kyoto, de Fukujuen et Ippodo. Depuis le XVIIe siècle, ces négociants (à commencer par ceux d'Uji) prennent l'habitude de donner un nom aux thés qu'ils assemblent et commercialisent afin de les distinguer des mélanges proposés par la concurrence, qui ont souvent un goût très proche.
Le marché des boissons au thé (qui dépasse désormais celui des feuilles de thé) implique des acteurs plus importants économiquement, quoiqu'ils soient régulièrement associés avec les maisons de négociants en thé les plus prestigieuses. La société qui a joué le rôle moteur dans les innovations conduisant à l'émergence du thé en cannettes et bouteilles en plastique est Ito En, qui est en 2017 le leader du marché, notamment avec sa marque de thé vert Oi Ocha. En 2017, il est estimé qu'elle pèse pour 40 % des ventes de boissons au thé vert, et absorbe environ un quart des feuilles de thé brutes produites au Japon (cette société vend aussi du thé en feuilles ou sachets). Le reste de ce secteur est occupé par des entreprises déjà spécialisées dans la vente de boissons, comme Suntory, spécialisée dans les boissons alcoolisées, qui s'est associée avec la maison de négoce Fukujuen pour produire la marque de thé vert Iyemon Tokucha et également Coca-Cola, associée à la maison de négoce Kanbayashi pour produire les bouteilles de la marque de thé vert Ayataka.

### Commerce extérieur
Le Japon est un important exportateur de thé vert à partir de son ouverture sur le monde dans les années 1850, essentiellement à destination des États-Unis. Par la suite la production destinée aux marchés extérieurs devient négligeable ; elle est d'environ 300 tonnes de thé vert au début des années 1990, tandis qu'à la même époque 42 000 tonnes sont importées, surtout du thé noir de bonne qualité. L'essor des boissons au thé impose par la suite aux fabricants de l'archipel d'importer des feuilles brutes à un niveau élevé car la production nationale ne peut répondre à leur demande, mais elle s'est ajustée progressivement. Les Japonais ont de plus investi dans les pays proches tels que la Chine, l'Indonésie et le Vietnam afin de produire des thés sencha à la manière japonaise, la production nationale ne suffisant pas à couvrir la demande. Même s'il y a eu un déclin rapide dans les quantités de thés importées au Japon, ce commerce reste important en volume et la balance du commerce international du thé reste déficitaire pour le Japon ; les imports les plus importants proviennent de Chine, (pour 85 %), en premier lieu du wulong, mais aussi du thé au jasmin et du Pu-erh.
Pour ce qui concerne le thé vert seul, au début des années 2000, la balance reste déficitaire : pour environ 600 tonnes exportées en 2001, plus de 17 000 tonnes sont importées. Néanmoins la tendance voyant la production nationale reprendre de l'importance s'affirme ensuite et, en 2016, les importations de thé vert sont tombées à environ 3 600 tonnes. À l'inverse les exportations de thé vert sont plutôt sur une tendance de hausse et dépassent les importations, puisqu'elles se situent la même année à environ 4 100 tonnes, profitant de l'image positive dont bénéficient les thés verts japonais (notamment le matcha) sur les marchés de pays comme les États-Unis ou Taïwan.

## Consommation

### Consommation courante

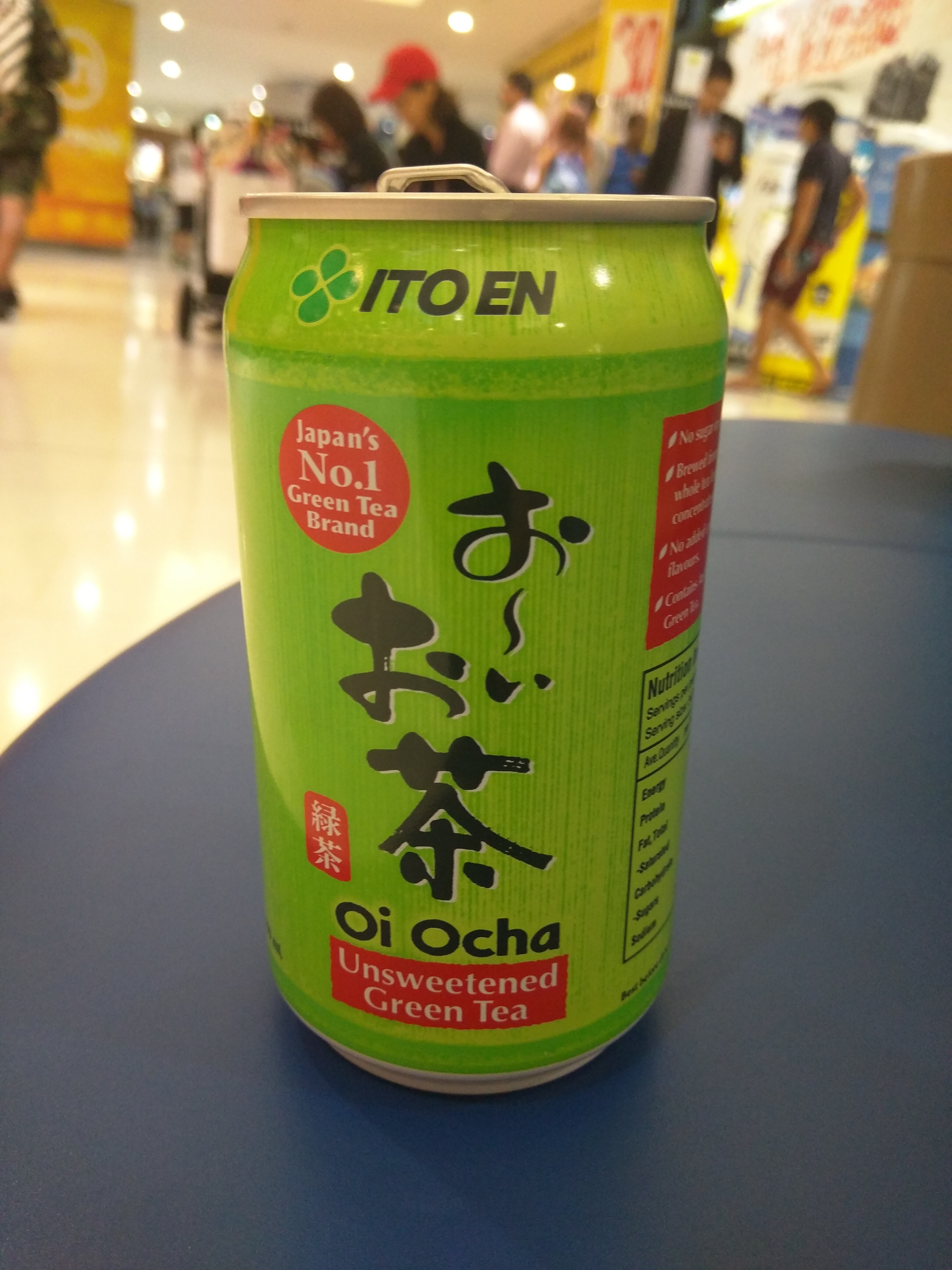
Canette de la marque Oi Ocha, de Ito En, leader sur le marché des boissons au thé au Japon.

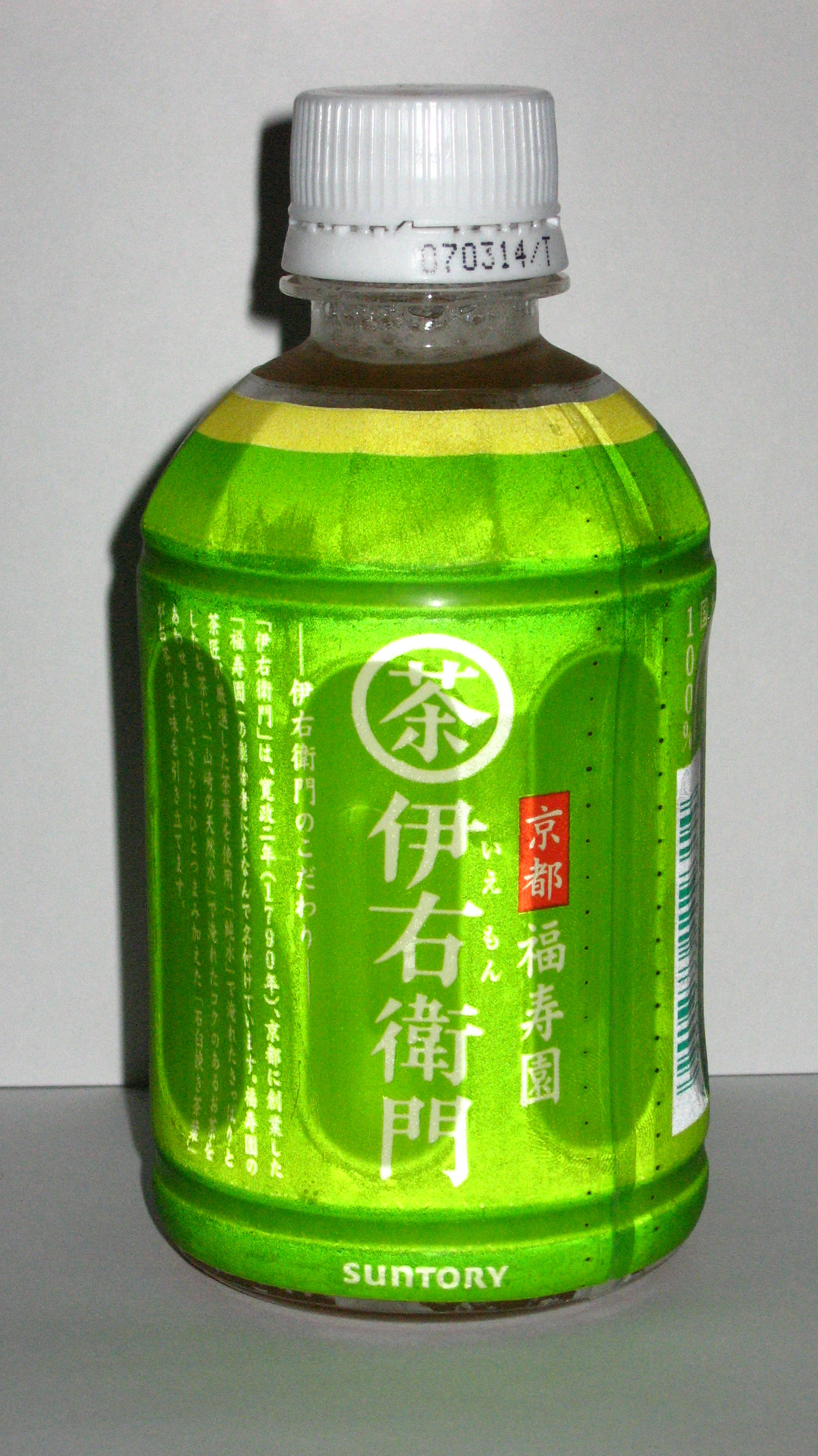
Thé vert en bouteille de la marque Iyemon de Suntory, forme de consommation de thé la plus courante au Japon dans les années 2010.

Depuis l'époque d'Edo, le thé vert de feuilles infusées est la forme de consommation la plus courante de thé. Il s'agit du sencha, mais aussi des qualités secondaires que sont le bancha et le hōjicha (torréfié), qui sont les plus communs et sont souvent servis dans les lieux communautaires à partir de grandes bouilloires. La consommation de thé en poudre, matcha, étant reléguée essentiellement à la cérémonie du thé ou à des préparations abrégées, servies en particulier sur les sites touristiques, et de plus en plus à des usages culinaires.
Le thé, sous quelque forme que soit, est la boisson la plus consommée au Japon. Depuis le début des années 2000, la consommation de thé vert dans les foyers japonais reste plutôt stable : 10 831 yens dépensés par foyer en 2016 contre 10 559 en 2002. Dans le détail, la principale tendance est le lent déclin de la consommation sous la forme de thé vert en feuilles infusées (de 1 140 g par personne à 856 g entre 2002 et 2016), désormais supplantée dans les dépenses domestiques par la consommation sous forme de boissons au thé vert en canettes et bouteilles en plastique. Celles-ci ont atteint des niveaux de consommation très importants, dépassant les 20 L par personne en 2016, ce qui les place juste derrière les boissons gazeuses, les boissons au café et l'eau minérale. Les boissons au thé noir et au wulong sont également très consommées. Sur le total de thé consommé au Japon, les boissons en canettes et bouteilles constituent environ 60 % du marché, le reste étant la part du thé en feuilles. Ce changement s'est amorcé à partir du début des années 1980 quand est élaboré le procédé permettant de servir du thé en canettes, d'abord du wulong, puis du thé vert. Puis, dans les années 1990, c'est au tour des boissons au thé en bouteilles en plastique d'inonder le marché japonais. Canettes et bouteilles sont aisément accessibles dans des supermarchés, les épiceries (konbini) et distributeurs, se déclinent en de nombreuses variantes, et sont plus rapides à consommer que le thé en feuilles à infuser, correspondant mieux aux attentes des consommateurs actuels,.

Consommation du thé au Japon
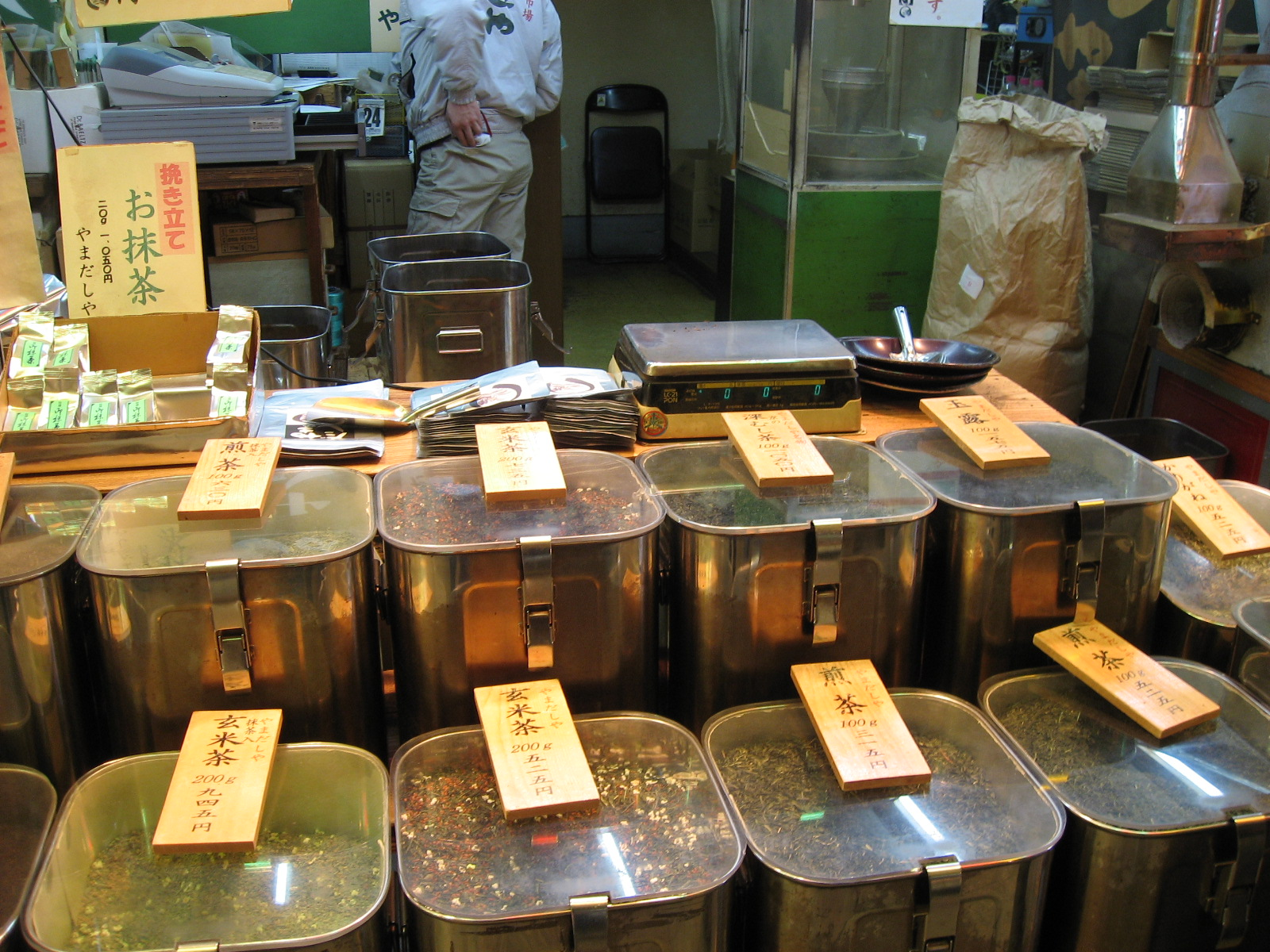
Thé en vrac dans une échoppe à thé à Kyoto.
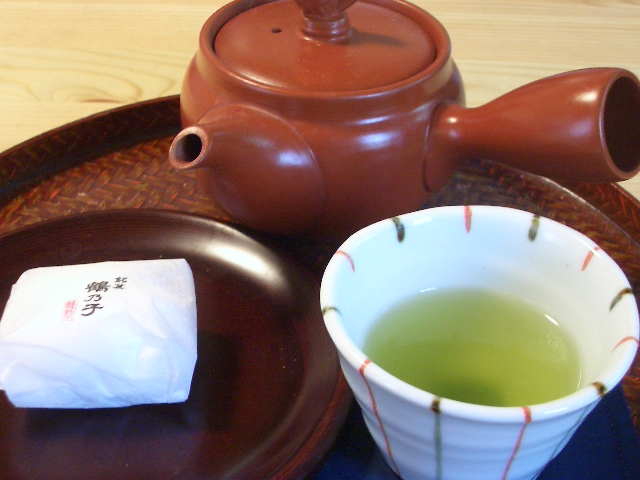
Bol de thé avec théière de type kyūsu.
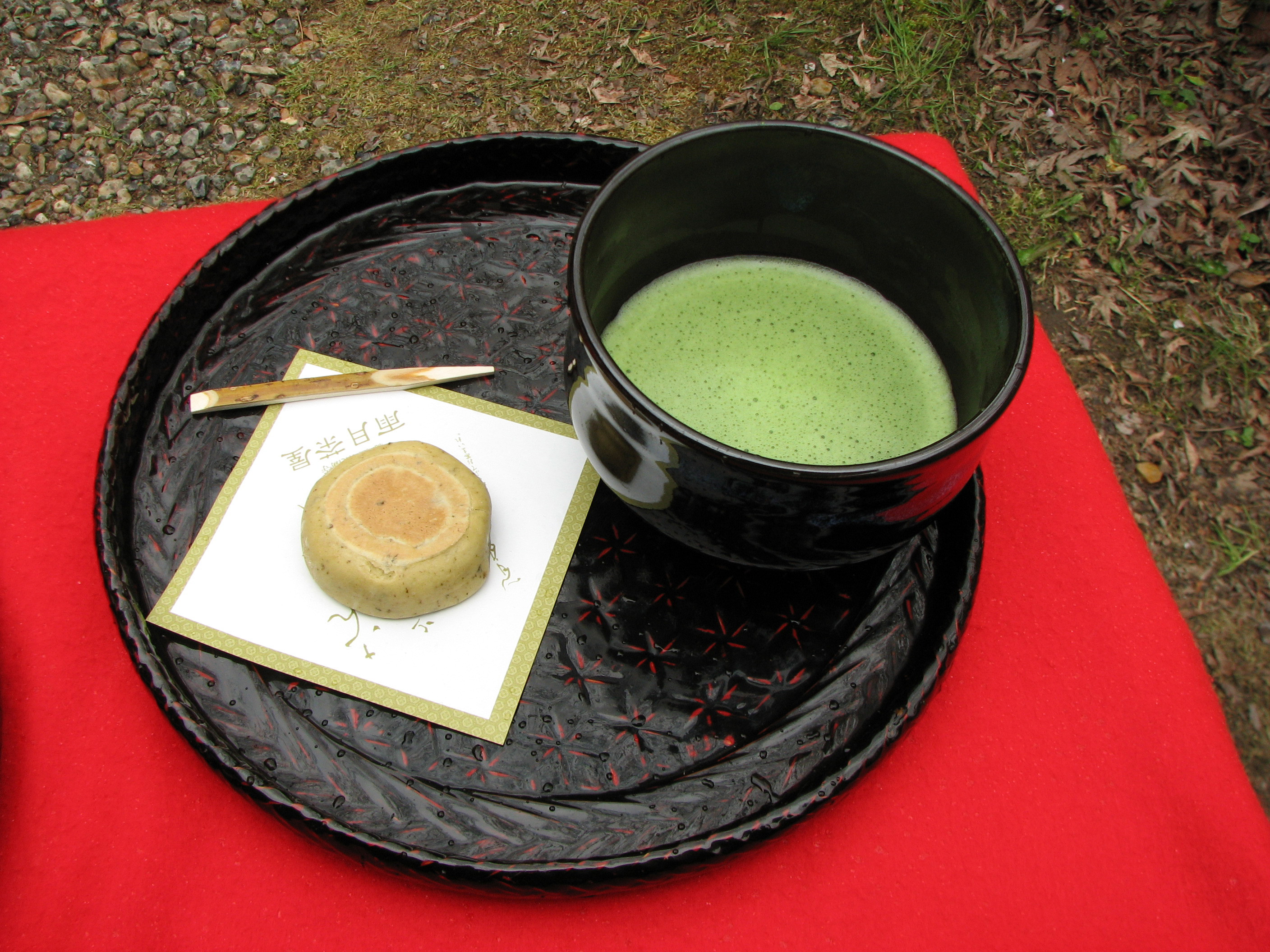
Bol de matcha accompagné d'une pâtisserie (wagashi), servis au Daigo-ji de Kyoto.

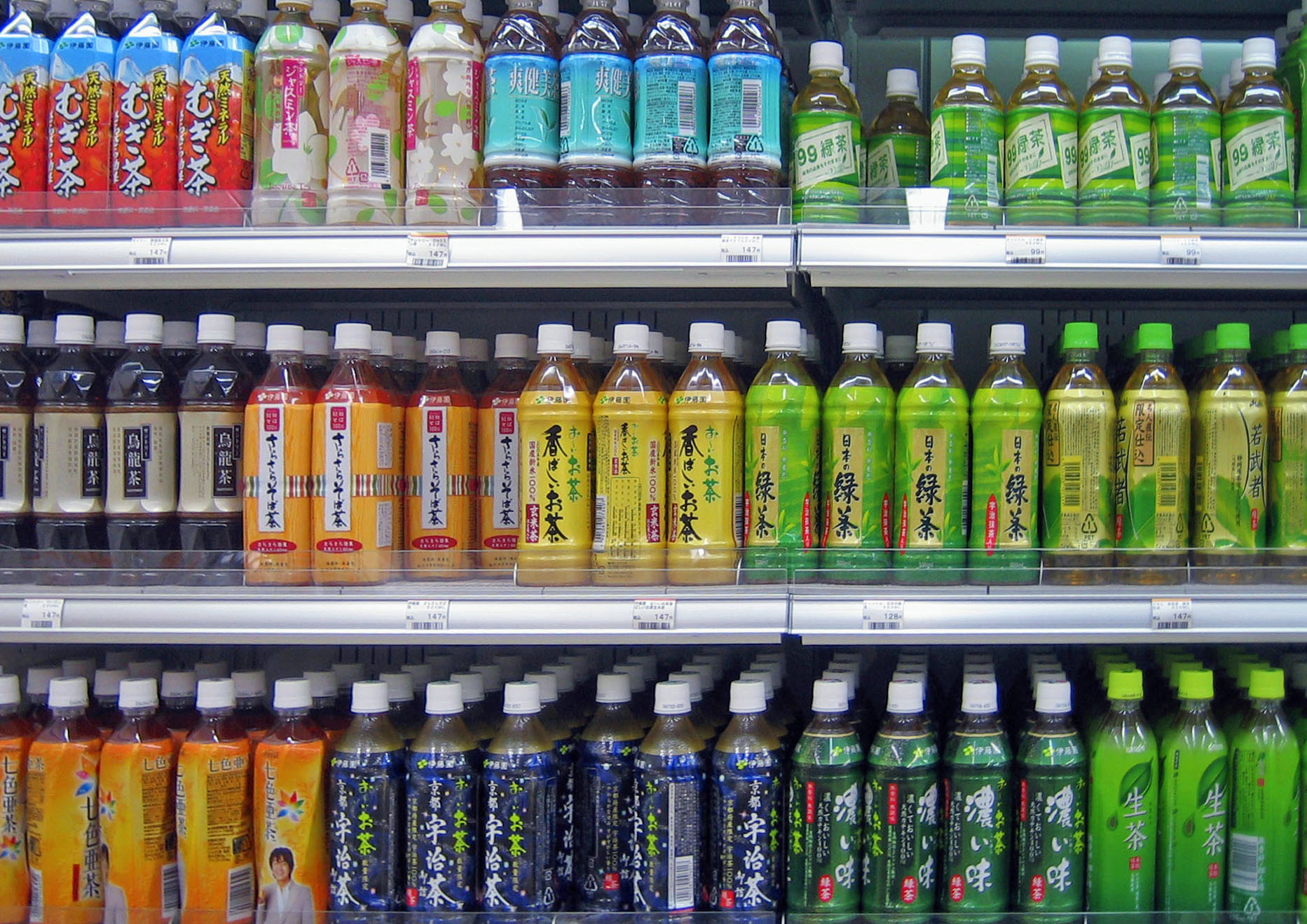
Boissons froides au thé en bouteille en plastique dans une supérette au Japon.
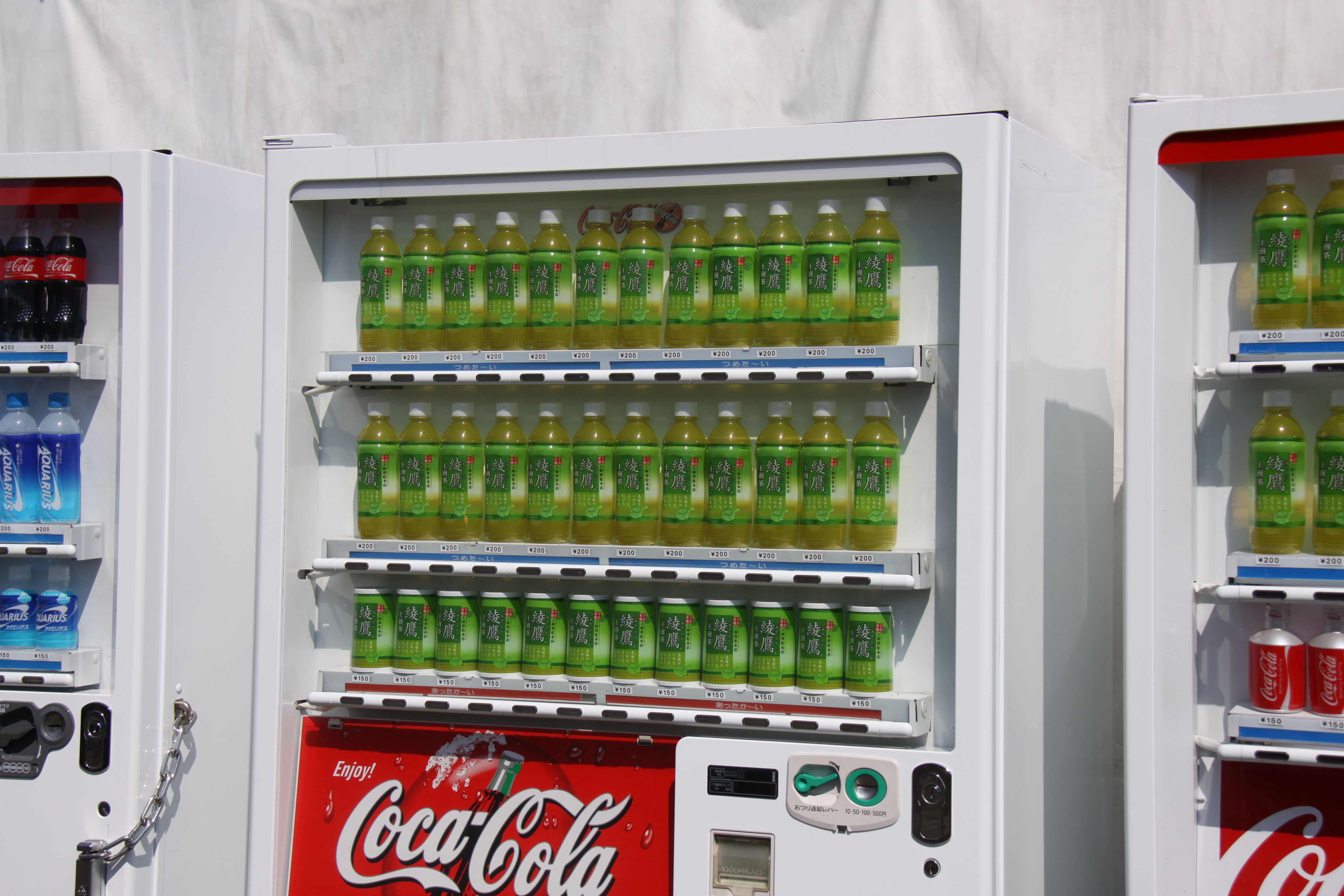
Distributeur de bouteilles de boisson au thé de marque Ayataka (appartenant à Coca-Cola).

### Maisons de thé

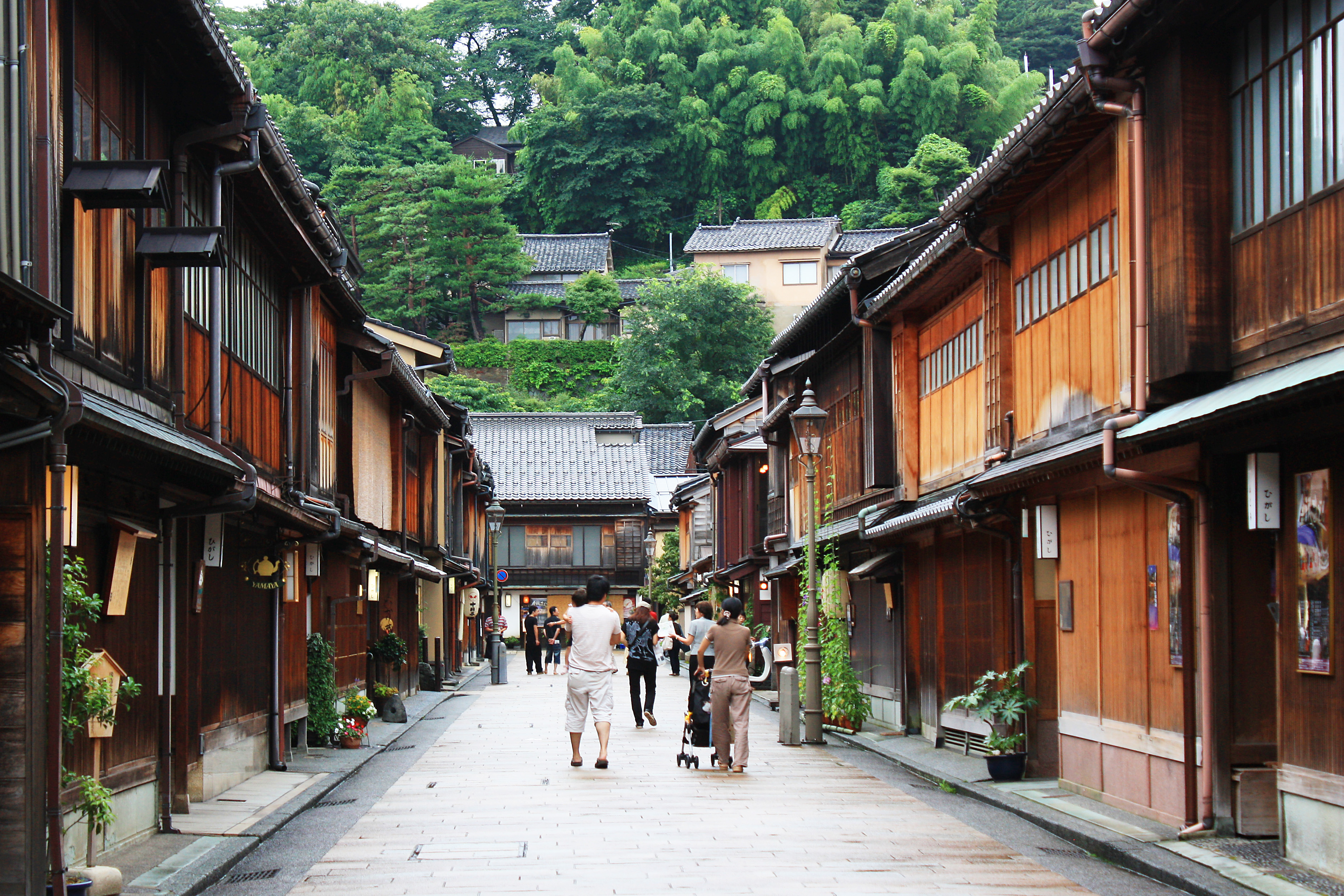
Higashi-Chaya, à Kanazawa, quartier de maisons de thé et échoppes rénovées reprenant le style des anciennes chaya ou machiya.

Les maisons de thé, chaya ou chamise (à ne pas confondre avec les pavillons destinés à la cérémonie du thé, chashitsu), se développent à partir de la fin de l'époque médiévale, en particulier le long des axes routiers, où elles consistent généralement en de modestes établissements proposant un thé commun. Par la suite elles deviennent un élément essentiel de la sociabilité des villages et des quartiers. Des variantes plus élaborées apparaissent, proposant divers types de divertissements (combats de sumo, représentations théâtrales, maisons de passe), mais elles ont quasiment toutes disparu depuis.
À la fin du XIXe siècle, les cafés apparaissent et constituent rapidement une rude concurrence pour les maisons de thé qui sont progressivement évincées de l'espace public. En effet au Japon, thé et café sont servis séparément et l'on ne mélange pas les mets accompagnant l'un et l'autre. Le thé est perçu comme une boisson ancienne, servie dans des lieux souvent vus comme conservateurs et dépassés, avec une clientèle vieillissante, étant servi avec des mets classiques japonais tandis que le café (et également le thé noir), incarnation de la modernité et de l'occidentalisation, est servi dans des établissements plus tendance avec des mets d'inspiration occidentale (notamment au chocolat), à un public plus jeune et incarnant le dynamisme. Les maisons de thé à la japonaise sont donc dépassées à l'époque moderne et, de nos jours, celles qui cherchent à s'accorder aux tendances reprennent le modèle des cafés, ou bien importent les formats de maisons de thé à l'américaine, servant notamment des boissons mêlant thé vert ou chai et lait, ou reprenant le style des maisons de thé à la chinoise. Les échoppes de thé dans un style ancien restent cependant courantes sur les sites touristiques, avant tout les lieux de culte.

### Rituels
L'originalité de la culture du thé japonaise réside en particulier dans l'existence de réunions tournant autour de la consommation du thé, qui peuvent être très formalisées, impliquant une gestuelle précise dans le service du thé, un cadre esthétique réfléchi, aussi d'autres collations et repas, la dégustation du thé en tant que telle n'étant qu'un des éléments du rituel. Le type de réunion le plus courant est la « cérémonie du thé », cha no yu, développée depuis l'époque médiévale, dans laquelle le thé consommé est du matcha, en poudre, fouetté avant d'être bu. Est apparue à l'époque d'Edo une cérémonie du sencha, thé en feuilles infusé, plus simple.

#### Cha no yu, la «cérémonie du thé»

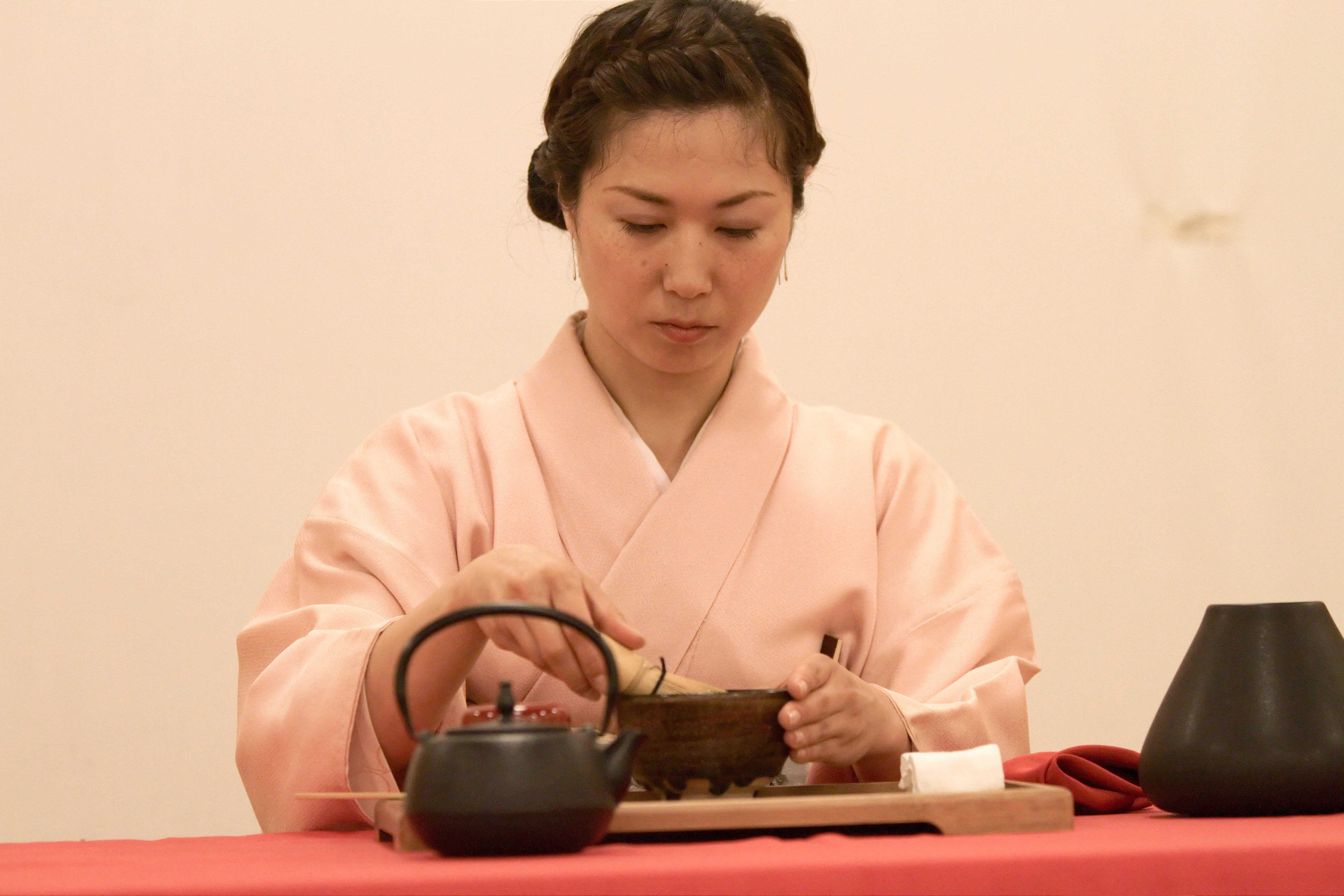
Une femme se préparant à la cérémonie du thé japonaise en 2010.

« Cérémonie du thé » est la désignation occidentale de la forme ritualisée de consommation de thé en poudre que les Japonais appellent plutôt cha no yu (茶の湯, litt. « eau chaude pour le thé »), ou sadō (茶道, « voie du thé »). Elle apparaît progressivement durant la seconde partie de l'époque médiévale, à partir des réunions de consommation de thé, dont le déroulement est formalisé par une série de maîtres du thé fortement marqués par le bouddhisme Zen, notamment Murata Jukō (1422-1502), Takeno Jōō (1502-1555) puis Sen no Rikyū (1522-1591). Se fixe alors une cérémonie marquée par la consommation du thé fouetté et un repas (kaiseki), et reprenant les principes de wabi (侘び), la recherche de l'élégance dans la simplicité et la tranquillité, et de sabi (寂), contemplation nostalgique du temps qui passe qui valorise les objets ayant un caractère vieilli et rustique. Après la mort de ce dernier, le rituel se scinde en plusieurs variantes, des écoles proposant leur rituel avec des gestes (temae) originaux, ayant chacune une organisation hiérarchisée, dominée par un maître, iemoto, suivant une organisation courante dans les pratiques anciennes japonaises. Des écoles de cérémonie du thé sont créées par la suite, y compris dans la seconde moitié du XXe siècle.
Les maîtres du thé ont depuis les premiers temps accordé une grande importance à l'environnement esthétique de la consommation du thé en poudre, et c'est son intégration dans un ensemble plus vaste qui a donné une grande partie de son attrait à la cérémonie du thé. Cela concerne en premier lieu les objets, choisis avec soin, qu'il s'agisse de céramiques importées de Chine, ou bien fabriquées au Japon par des artisans choisis expressément par les maîtres du thé qui collaborent régulièrement avec des ateliers afin d'obtenir les produits qu'ils désirent. C'est en second lieu les salles où se déroulent les cérémonies du thé, d'abord des pièces dans le style shoin d'une dimension modeste (4,5 tatamis en général), puis des pavillons de thé (chashitsu) qui doivent, suivant les principes promus par Sen no Rikyū, avoir un aspect rustique, les faisant ressembler à des sortes de chaumières. Leur développement s'accompagne de celui des jardins de thé (roji) où l'on déambule avant la cérémonie, rituel préliminaire avant l'entrée dans le pavillon. Le décor du lieu où se déroule la cérémonie est également censé être choisi avec soin et modestie, exprimant le bon goût du maître des lieux : étagères et autre meubles issus du répertoire du style shoin, rouleaux verticaux (kakemono) ornés de peintures et/ou calligraphies, compositions florales (chabana).

Esthétique de la cérémonie du thé
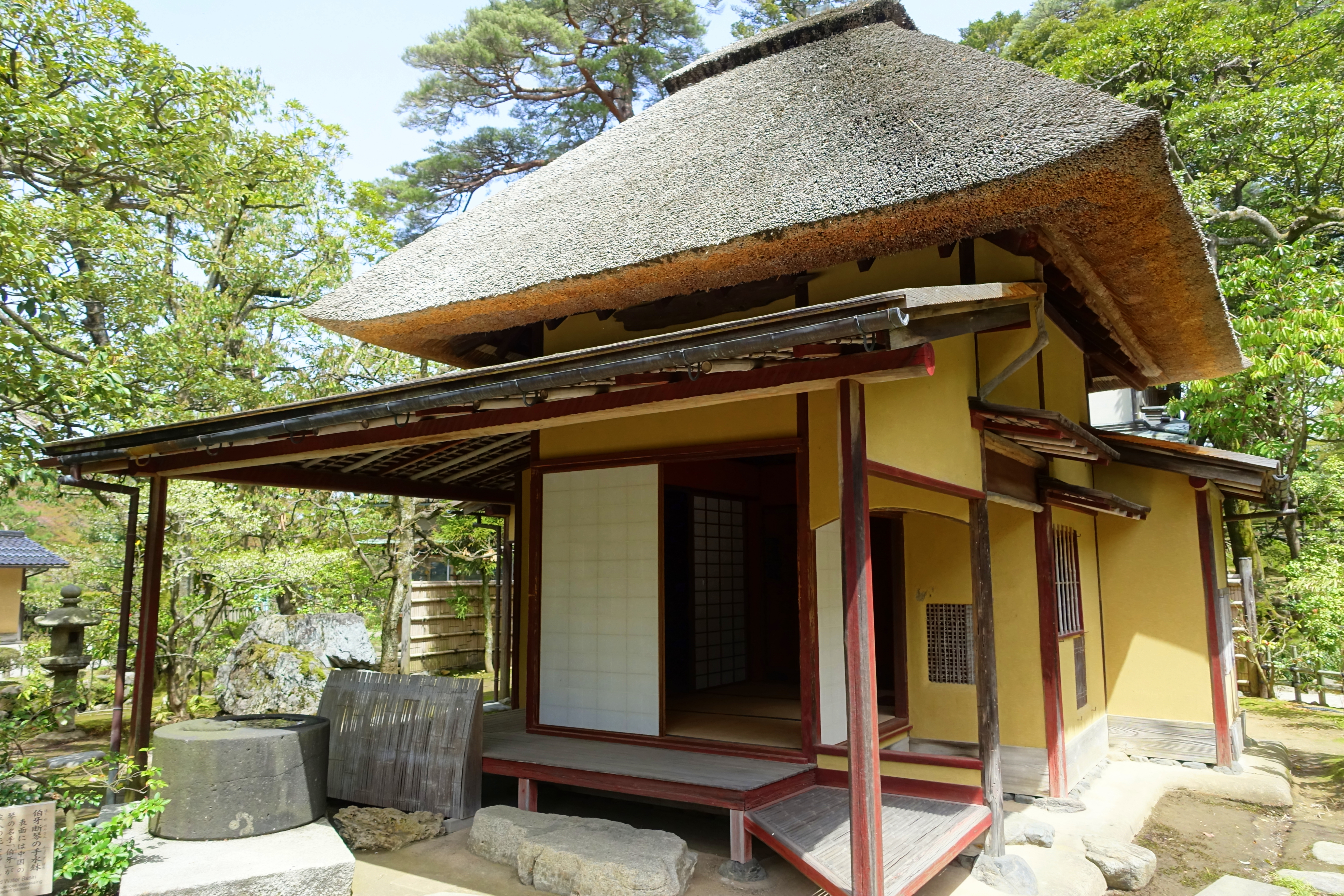
Un pavillon de thé (chashitsu) de style « rustique », semblable à une chaumière, Kanazawa.
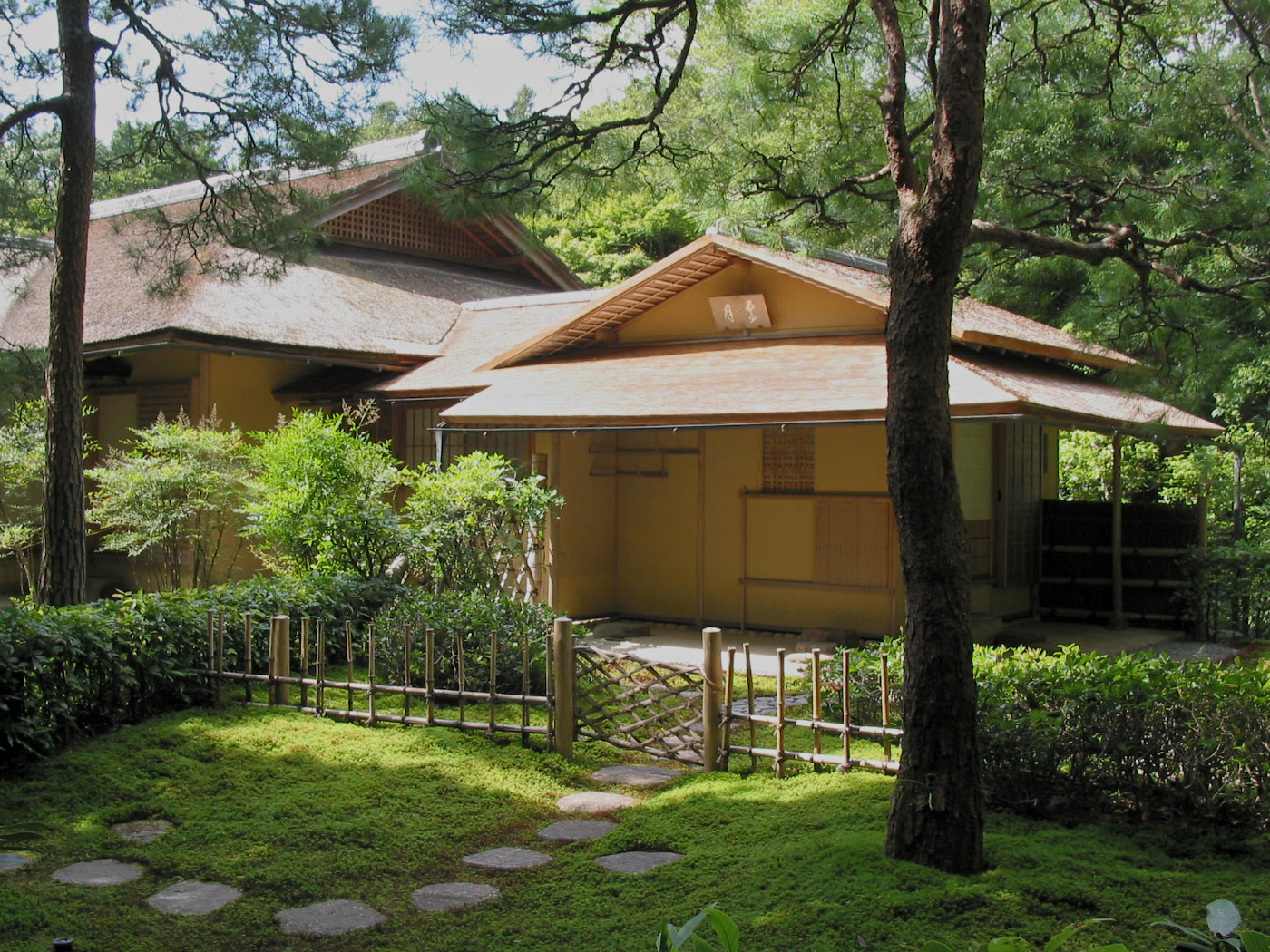
Un pavillon de thé (chashitsu) dans un jardin de thé (roji), sanctuaire d'Ise.
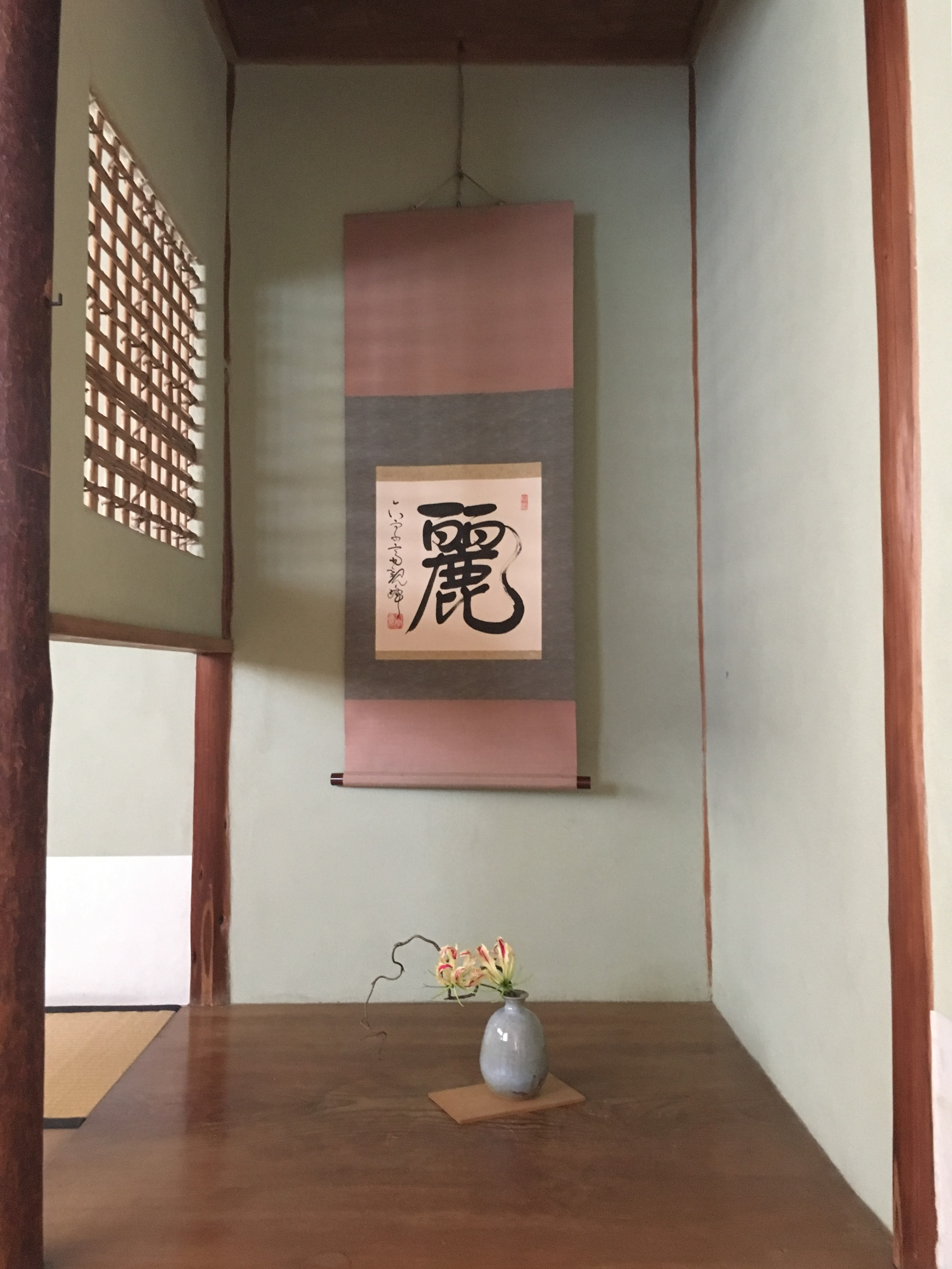
Arrangement floral (chabana) et rouleau suspendu calligraphié (kakemono) dans l'alcôve d'un salon de thé.

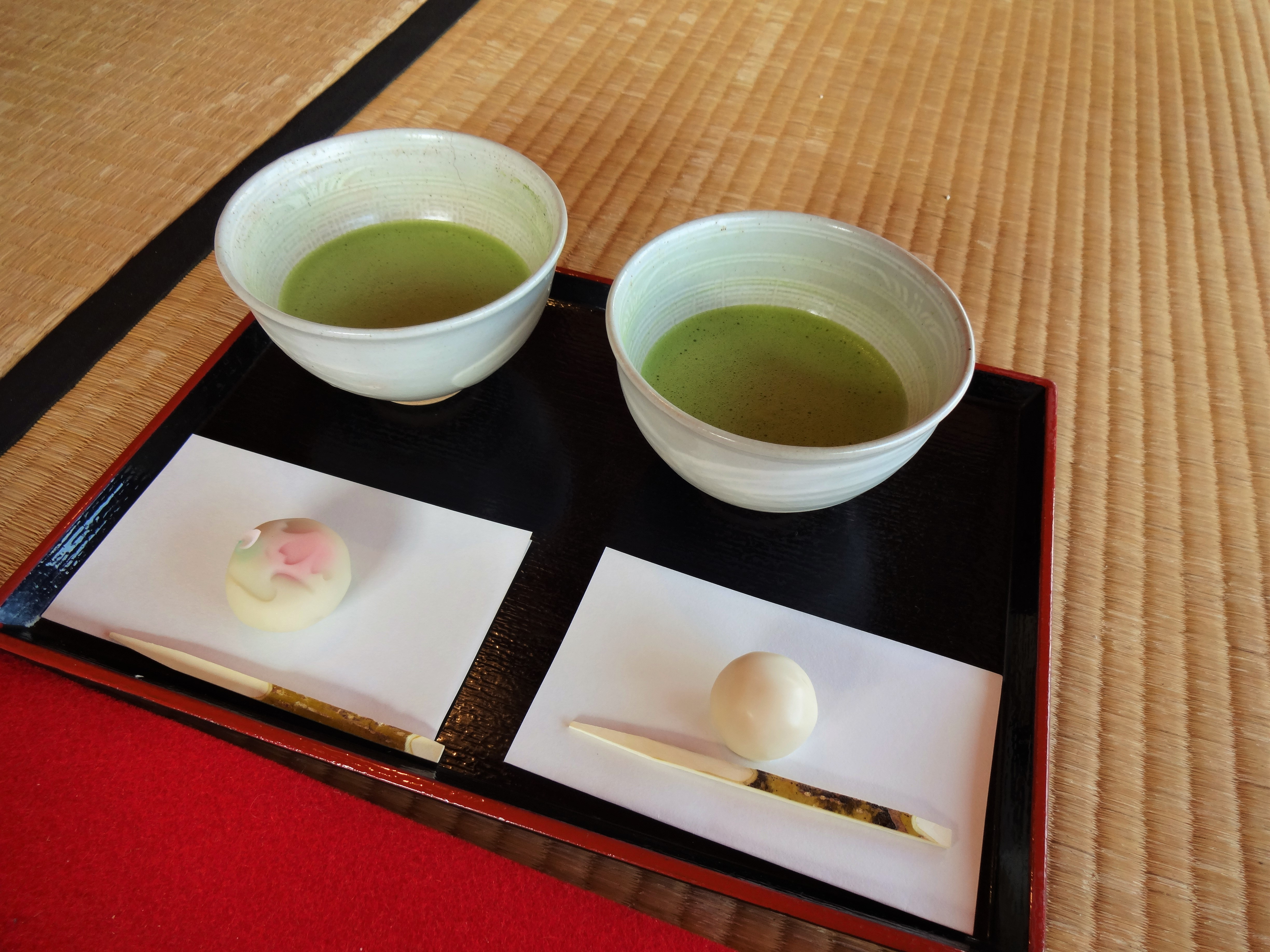
Plateau avec deux coupes de matcha accompagnées de desserts sucrés pendant une cérémonie du thé au jardin Hama-Rikyū à Tokyo.

Bien que la consommation de thé en poudre (matcha) ait depuis longtemps laissé la place à celle du thé en feuilles (sencha et dérivés) et qu'elle ait peu de pratiquants relativement à la population japonaise, la cérémonie du thé conserve une importance historique et culturelle de premier plan car c'est par elle que le thé a conquis l'archipel. À l'époque moderne, elle a été érigée en élément marqueur de la culture et de l'identité japonaises, et est souvent représentée comme telle auprès des étrangers, et également des Japonais qui la connaissent souvent peu, notamment dans un contexte touristique. La pratique de la cérémonie du thé s'est considérablement ouverte depuis l'époque d'Edo durant laquelle elle était essentiellement destinée à un public aisé et masculin. Sa maîtrise devient à l'ère Meiji une des qualités dont doivent faire preuve celles qui souhaitent se conformer à l'idéal d'une bonne maîtresse de maison. Une abondante littérature produite par les différentes écoles depuis l'époque d'Edo favorise la diffusion de cette pratique, et de nos jours les cours de cérémonie du thé destinés à tous sont courants, y compris dans le cursus para-scolaire, et les objets permettant de pratiquer la cérémonie du thé (certes de qualité basique) aisément accessibles.
Au XXIe siècle, la cérémonie du thé sous sa forme classique est une réunion de thé, chaji, dans lequel l'hôte est accompagné de un à cinq invités, reçus dans la salle ou le pavillon de thé lors d'une cérémonie qui a un caractère intime. Dans les grandes lignes, la cérémonie se déroule dans l'après-midi, sur environ quatre heures. Elle débute par un repas (kaiseki) à l'issue duquel le charbon est disposé dans l'âtre, puis intervient un intermède comprenant une douceur fraîche (omogashi), avant le premier service d'un thé fort (koicha) et, après la seconde disposition du charbon dans l'âtre, le second service, cette fois un thé léger (usucha) accompagné d'une friandise. Dans le détail, les règles propres à chaque école prescrivent les gestes à accomplir, les objets et ustensiles réunis, la succession des plats du kaiseki, etc. Des réunions impliquant un public plus large, les chakai, se déroulant dans des lieux publics ou privés (monastères et sanctuaires, centres culturels, grands hôtels) font aussi partie de l'activité des écoles de thé, mais là le rituel est plus simple, consistant en la distribution d'un thé léger accompagné de friandises. Le matcha est également souvent servi sous cette forme simplifiée de façon informelle, par exemple aux touristes visitant des temples et sanctuaires.
Il existe trois grandes écoles modernes de la cérémonie du thé, Omotesenke, Urasenke et Mushakōjisenke. Elles ont des pratiques très similaires. Pour prendre l'exemple de l’école Urasenke, la cérémonie débute quand les invités franchissent un portail laissé entrouvert pour les accueillir. Ils entrent seuls dans une antichambre dont le sol est mouillé. Ils y enlèvent leur manteau et changent de chaussures avant d’entrer dans une deuxième pièce où ils trouvent des bols d’eau chaude. Ils sortent ensuite dans le jardin où se trouve le pavillon du thé : l’hôte en sort, les salue en silence et les accompagne à l’intérieur. Avant d’entrer, chacun se lave les mains et la bouche avec l’eau d’un bassin placé près de la porte d’entrée, le nijirigushi, une ouverture qui force à entrer en rampant afin de se débarrasser de tout orgueil. À l’intérieur de la maison se trouve le kakemono, peinture suspendue au mur qu’on contemple pendant que la bouilloire chauffe dans un feu de charbon de bois et que de l’encens brûle. Dans la pièce attenante, le maître de cérémonie prépare un repas qui doit être esthétique et bon mais très léger. Il est mangé avec des baguettes de bambou vert cueilli juste avant la consommation. Le maître nourrit ensuite le feu et sert un gâteau à ses invités, qui retournent dans le jardin pendant qu’il se prépare à la suite de la cérémonie. Il range le kakemono et le remplace par un arrangement floral puis prépare ses ustensiles, une boîte à thé remplie de poudre de thé. Près de la boîte, l’hôte place une serviette en soie qui servira à essuyer les ustensiles après leur usage. Quand le matériel de préparation du thé est prêt, le maître de cérémonie frappe un gong pour faire entrer à nouveau ses invités. Il utilise une cuiller en bambou pour puiser la poudre dans la boîte à thé et la verser dans un bol à thé, puis un fouet en bambou pour mélanger le breuvage dans le bol jusqu’à obtenir une mousse de hauteur et d’épaisseur précises. Le thé très concentré est servi à l’invité d’honneur, puis chacun passe le bol à son voisin pour en boire une gorgée. Le maître essuie ensuite les ustensiles. Avec des nouveaux ustensiles, le maître prépare un thé plus léger et sert des petites pâtisseries à ses invités, dans une atmosphère détendue. Il part ensuite près de la porte d’entrée et médite en silence pendant que les participants discutent. Une fois que ces derniers sont tous partis, il médite encore un peu puis nettoie et range les ustensiles et la pièce de cérémonie. Le rituel entier peut durer jusqu’à quatre heures.

#### Voie dusencha

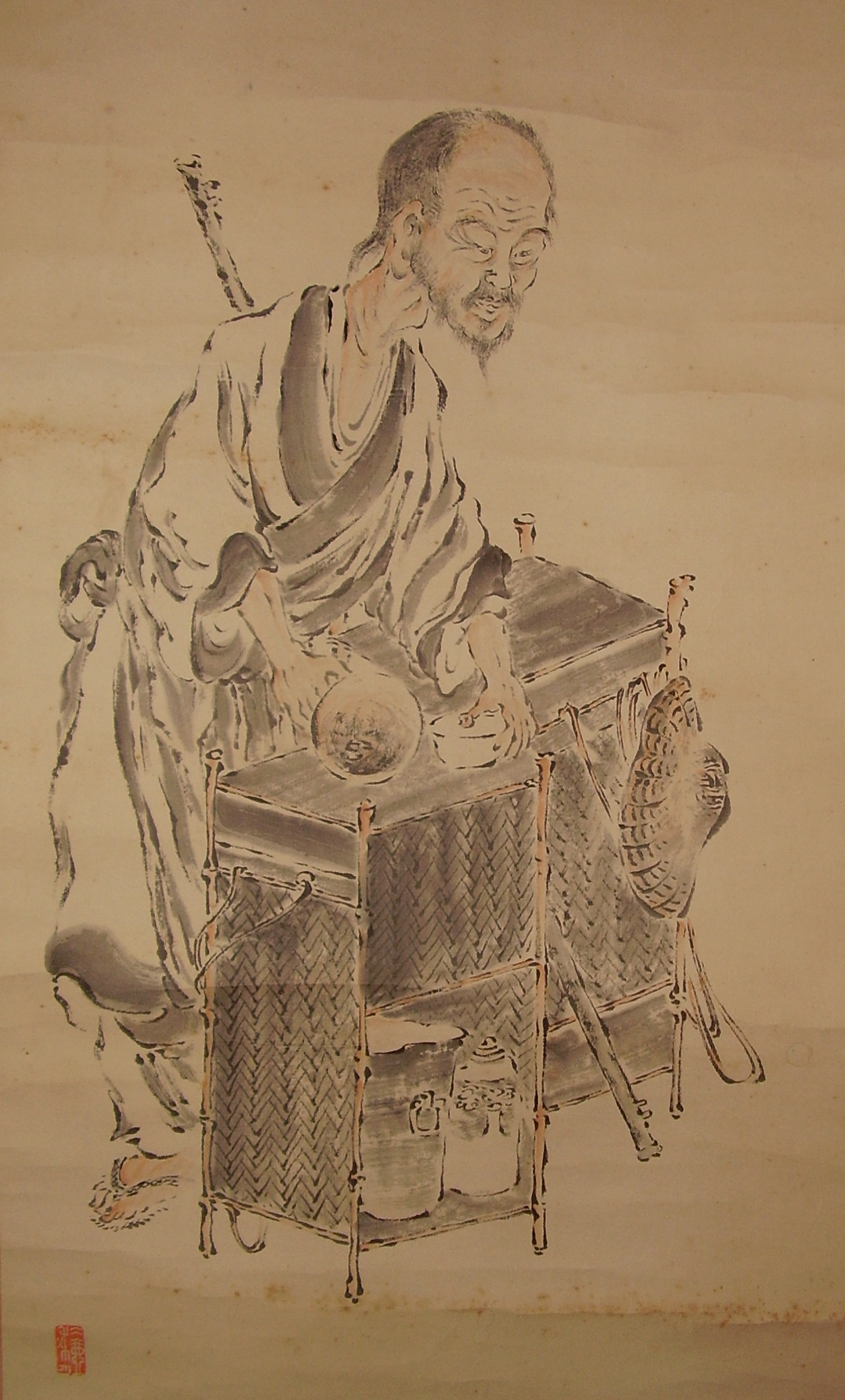
Caricature du moine bouddhiste vendant du thé, qu'il fabrique à la demande grâce au meuble qu'il transporte.

Le sencha est développé au début du XVIIIe siècle par Nagatani Sōen. Le moine Baisaō (en) popularise le breuvage, lui qui promeut une approche libre et simple (il suffisait de faire infuser les feuilles de sencha avant de consommer la boisson), à l'opposé du formalisme extrême de la cérémonie du thé de son temps. À la fin de sa vie, Baisaō abandonne la vente de thé et brûle ses ustensiles. Le peintre Kimura Kenkadō et l'écrivain Ueda Akinari propagent dans la seconde moitié du XVIIIe siècle la consommation du thé, mais en laissant une plus grande part à la vénération des beaux objets et ustensiles, notamment ceux utilisés par leur maître, même si c'est manifestement opposé aux principes de ce dernier. Ils servent le sencha lors de banquets réunissant les gens les plus en vue d'Edo, appelés shogakai. La « voie du sencha » (煎茶道, senchadō), formalisée par la suite, propose une esthétique plus simple que celle de la cérémonie du thé et un rituel plus libre, même si le fait d'édicter des préceptes la rapproche de sa concurrente. Des écoles du sencha apparaissent : le marchand d'Osaka Tanaka Kakuō (1782-1848) fonde l'école Kagetsuan, et le médecin-samouraï Ogawa Kashin (1786-1855) fonde l'école Ogawa. Le principe directeur de cet art du thé infusé est le fūryū (風流, « élégance »). La voie du sencha est de nos jours reconnue comme un art classique japonais,.
Le sencha doit en principe infuser dans des eaux atteignant au maximum 80 °C ; plus le thé est de bonne qualité, plus la température doit être basse, jusqu'à autour de 50-60 °C pour les meilleures variétés (aussi pour les gyokuro). Il convient donc de refroidir l'eau portée à ébullition, ce qui est possible de deux manières. La plus courante consiste à transvaser successivement cette eau dans trois (ou deux) tasses de façon à faire baisser sa température (en gros de 10 °C à chaque transvasement). La manière plus raffinée utilise le yuzamashi, récipient servant à contenir de l'eau froide. Quelle que soit la solution retenue, l'eau refroidie à la température adéquate est ensuite versée dans la « théière » (急須, kyūsu) au fond de laquelle ont été déposées les feuilles du thé. L'infusion doit durer un temps précis, ensuite le thé est versé dans les tasses et consommé. Plusieurs infusions sont réalisées successivement de la même manière, chacune devant durer moins longtemps que la précédente.

### Autres occasions de consommation
La place du thé dans la culture japonaise se remarque aussi par le fait qu'il est consommé ou offert en diverses occasions, n'impliquant pas forcément la tenue d'une cérémonie du thé formalisée.
Le thé, introduit dans l'archipel par des moines bouddhistes, est couramment présent dans un contexte religieux. Dès le XIVe siècle, alors qu'il est encore peu présent dans la société japonaise, il est offert à Bouddha lors de cérémonies religieuses ; de nos jours ce genre de rituel subsiste, comme l'Ochamori du Saidai-ji de Nara. L'offrande de thé aux dieux dans les temples et sanctuaires est courante par la suite. Les réunions de thé actuelles prennent souvent place dans ces lieux, notamment lors de fêtes religieuses comme les matsuri. Ces rassemblements autour de la consommation de thé dépassent du reste largement le cadre religieux, puisqu'elles se tiennent lors de commémorations, d'événements sportifs ou de visites de représentants de pays étrangers.
Dans certaines localités, des pratiques anciennes autour du thé sont préservées. Ainsi à Nakazoshi (Kashihara, dans la préfecture de Nara), quelques familles continuent une vieille pratique consistant en moudre en poudre des feuilles de thé qu'elles produisent dans un cadre familial, avec leurs meules, et qu'elles consomment fouetté, avec une pincée de sel et des biscuits au riz (きりこ, kiriko) trempés dedans, de manière peu formelle, généralement lors de réunions de thé entre gens du village.
Du thé est par ailleurs souvent offert en diverses occasions, parmi la vaste gamme de petits cadeaux japonais ayant souvent un caractère obligatoire, offerts à de la famille, des amis, des collègues ou des invités. Le thé est ainsi courant en tant qu’omiyage (お土産, litt. « produit de la terre ») typique, que l'on ramène dans ce cas après s'être rendu dans une région productrice de thé.

### Matériel afférent
La consommation courante de thé en feuilles infusées de type sencha, bancha ou hōjicha se contente en général d'une bouilloire servant à chauffer l'eau dans laquelle sont plongées les feuilles (et de plus en plus des sachets de feuilles ou poudre suivant un usage importé d'Occident). Pour les formes un peu plus élaborées de consommation de thé en feuilles, utilisant en général des feuilles de meilleure qualité (sencha, gyokuro ou tamaryokucha), on utilise un service de céramique, constitué par au moins des tasses et la petite (en général 36 cl, parfois moins) théière ou poêlon appelé(e) kyusū, en terre ou porcelaine. Parfois, notamment pour les rituels de la « voie du sencha », on y ajoute le pot appelé yuzamashi, servant à refroidir l'eau.

Objets pour la consommation de thé infusé
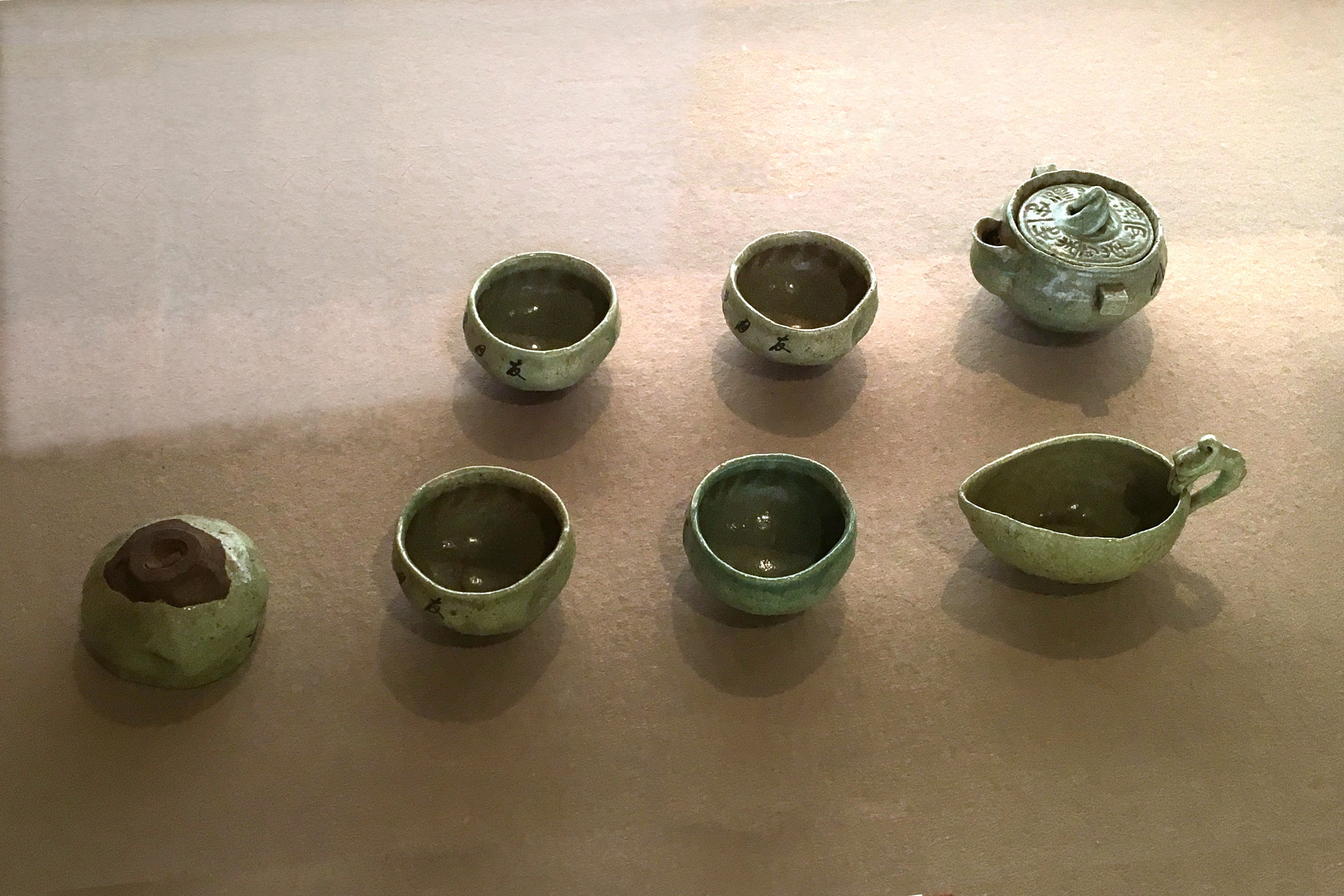
Service à sencha de l'époque d'Edo, XVIIIe – XIXe siècles, fours de Sasashima. Musée de la préfecture d'Aichi.
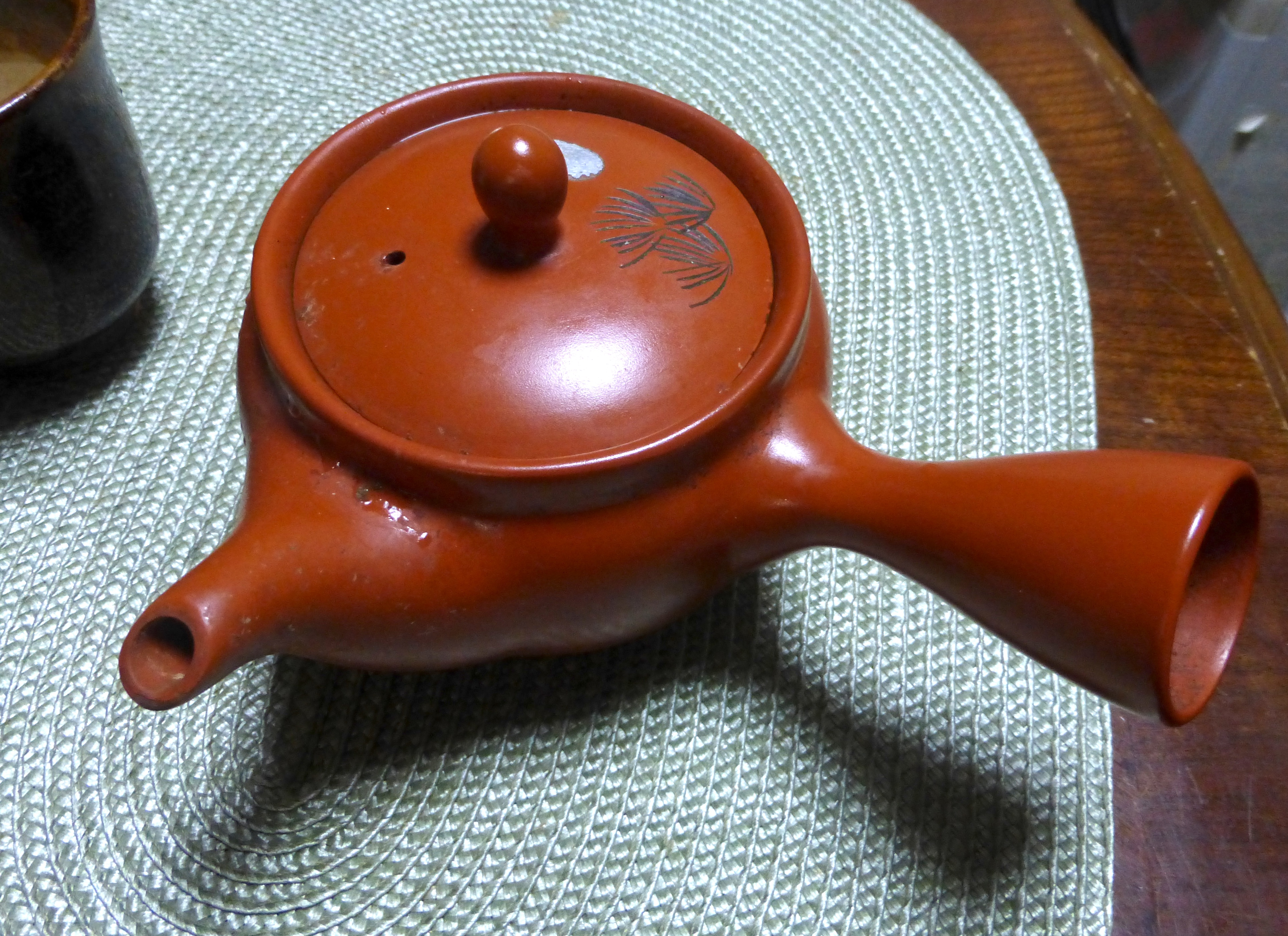
Kyusū de type courant.
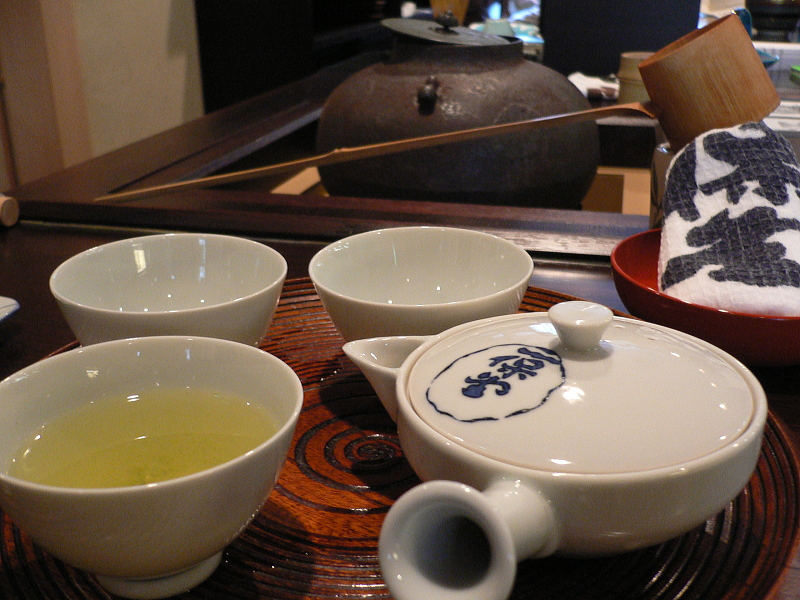
Service typique à thé infusé (ici du gyokuro), maison de thé Kaboku d'Ippodo, Kyoto.
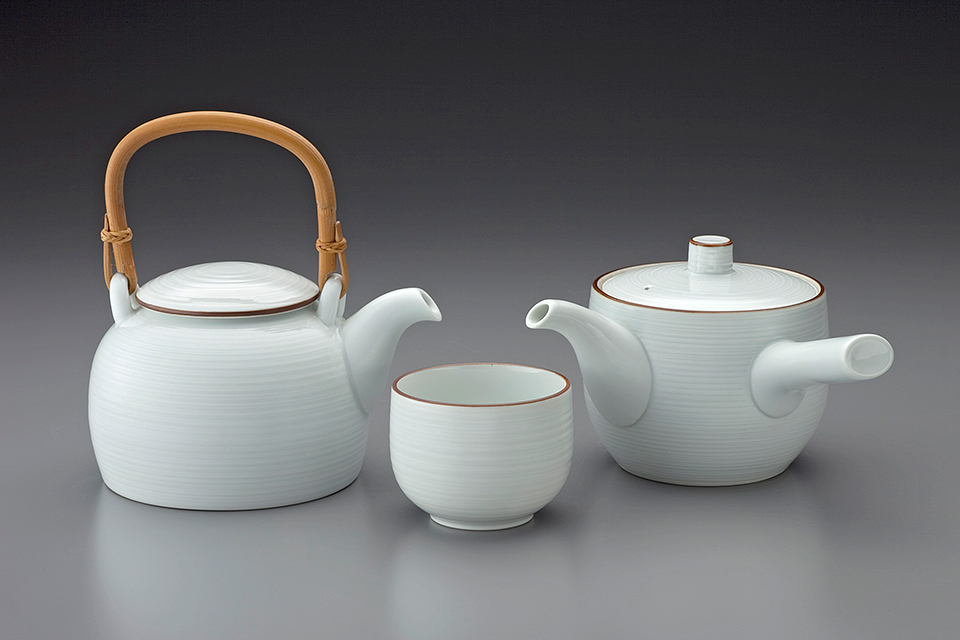
Service à sencha moderne, réalisé par le céramiste Masahiro Mori en 1971.

La cérémonie du thé et son esthétique exigeante ont donné naissance à un art de la céramique et des ustensiles nettement plus élaboré, confinant dans bien des cas au culte. Les premiers maîtres du thé qui ont posé les bases de cet art ont accordé une grande attention au choix des objets utilisés, qui devaient correspondre au cadre esthétique général du rituel. Les modèles chinois en vogue à l'époque de Muromachi ont joué un rôle important dans le développement de l'art japonais de la céramique destinée au thé, notamment les bols appelés jian, de couleur sombre (surnommée « fourrure de lièvre »), appelés tenmoku dans l'archipel ou les boîtes à poudre de thé (cha-ire) produites au Fujian. Murata Jukō, qui a développé le concept de wabi dans l'art du thé, est le premier à promouvoir les productions japonaises, en premier lieu celles des fours de Shigaraki et du Bizen. Cette tendance s'affirme avec Takeno Jōō et Sen no Rikyū, qui ont privilégié les objets d'apparence fruste, et qui, tout en appréciant les poteries coréennes, commandent directement auprès d'artisans japonais la réalisation d'objets avec l'apparence qu'ils désirent. La collaboration entre maître du thé et artisans est dès lors très productive, bien que les objets d'origine chinoise restent très courus à l'époque d'Edo (comme les porcelaines bleu et blanc des fours de Jingdezhen, qui ont produit des pièces spécifiquement adaptées à la demande japonaise), le goût de l'époque appréciant l'association entre « choses chinoises » (karamono) et « choses japonaises » (wamono).
Au XXIe siècle, la collaboration entre artisans et maîtres du thé se poursuit, chaque école ayant en général des artistes qui lui sont propres, leur organisation fonctionnant suivant un même principe héréditaire. Après avoir décliné durant le début de l'industrialisation du pays, l'artisanat populaire japonais connaît un renouveau à partir des années 1920, notamment avec la distinction à partir de 1955 d'artisans élevés au statut de « Trésor national vivant ». Nombre d'entre eux travaillent à la réalisation d'objets destinés à la cérémonie du thé. Les amateurs de thé, et les esthètes japonais d'une manière générale, attachent depuis longtemps une grande importance aux objets et à la belle production manuelle, les arts artisanaux étant vus comme un patrimoine national. Dans le cadre du rituel de la cérémonie du thé, chaque objet a son rôle et doit être choisi avec goût, être purifié, être présenté aux invités qui doivent prendre le temps de le contempler. Les objets les plus réputés sont porteurs d'un nom (mei) qui les singularise, leur présentation est très attendue par les personnes participant à la cérémonie, et ils servent de modèles pour la réalisation de nouveaux objets. Les objets à thé font également partie des souvenirs rapportés par les touristes.
Cela recouvre au sens large une vaste gamme d'objets. Parmi les objets réalisés en bois se trouve le mobilier décorant les salles de thé, comme les étagères (daisu, tana) ou les paravents (furosaki), ainsi que des objets directement mobilisés par le rituel. Une grande attention est portée aussi bien aux encadrements des foyers (robuchi), qu'aux plateaux portant les repas (shokuro), aux coffrets à encens (kōgō), aux récipients à eau froide (mizusashi) et les boîtes à thé (natsume). On emploie pour les confectionner des essences de qualité, ils peuvent être laissés à nu, ou bien ornés, peints, ou encore légèrement laqués. Les mêmes ustensiles peuvent être réalisés en laque, appliquée sur une base de bois, de céramique, de métal, ou de papier mâché. Le décor peut être complété notamment de laque d'or, d'incrustations en nacre ou métal. Le bambou intervient dans la réalisation de vases ornementaux, de paniers à charbon (sumitori), et des cuillers à thé (chashaku) et de leur étui (tomo-zutsu), et des fouets à thé (chasen). Les bouilloires (kama) sont quant à elles réalisées en fonte de fer. Des récipients à eau froide et eau usagée (kensui) peuvent également être en métal. La céramique est depuis longtemps l'art majeur pour la cérémonie du thé, produite dans les mêmes ateliers depuis la fin de l'époque médiévale (Bizen, Mino), quoique les procédés aient en général été modernisés, même si certains céramistes emploient des fours fabriqués suivant des méthodes anciennes. Ces ateliers produisent notamment les jarres, pots à thé, bols/coupes à thé (chawan) et plats servant pour le repas kaiseki. Certains artisans ont fait le choix de reproduire les méthodes employées du temps des premiers maître du thé, en étudiant les modèles anciens ; d'autres ont introduit des approches différentes, s'inspirant tantôt des porcelaines lustrées et glaçurées de Perse et de Chine, ou bien développant des approches plus originales.

Objets de la cérémonie du thé
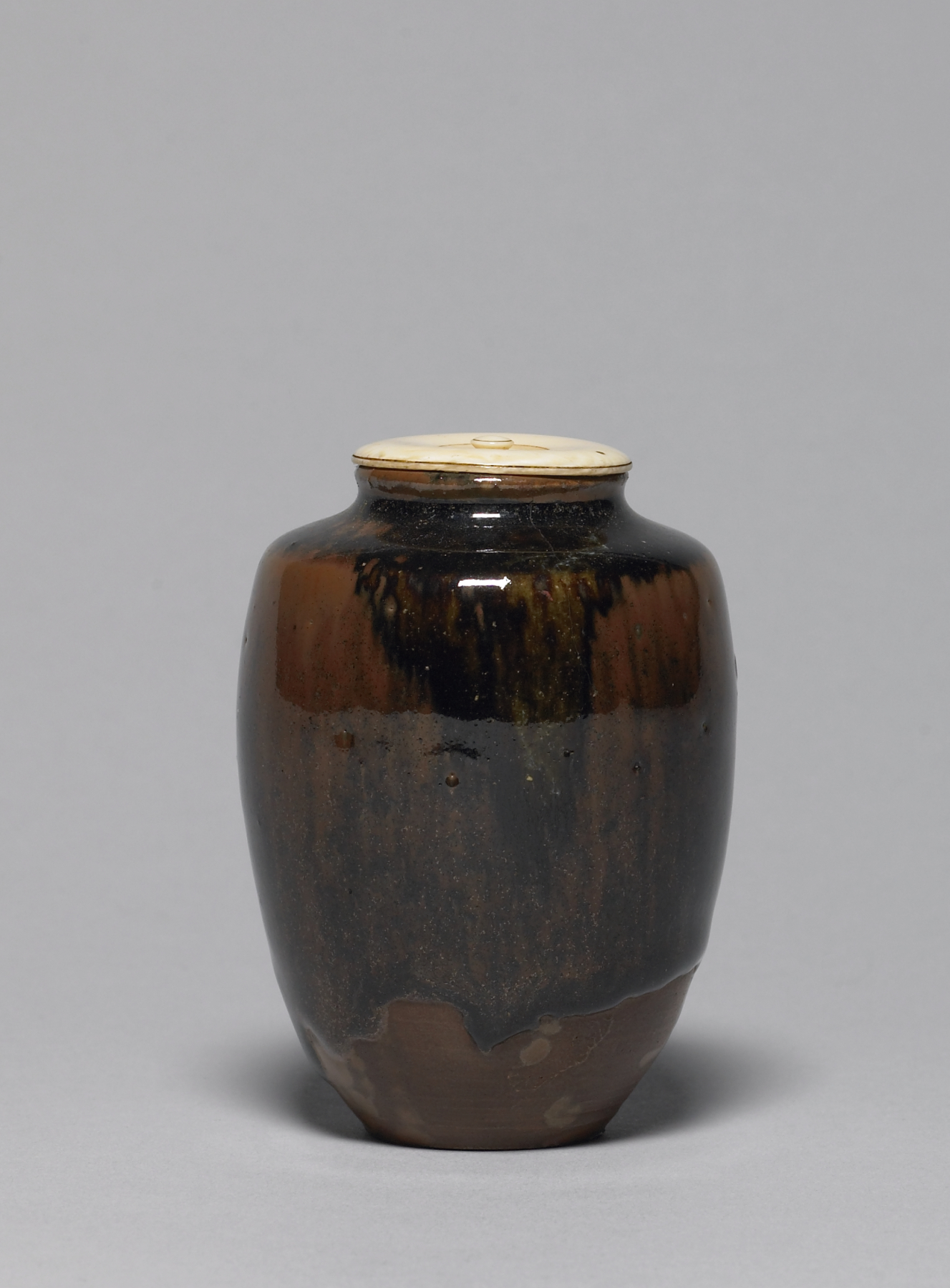
Pot à thé (cha-ire), première moitié du XIXe siècle. Walters Art Museum.
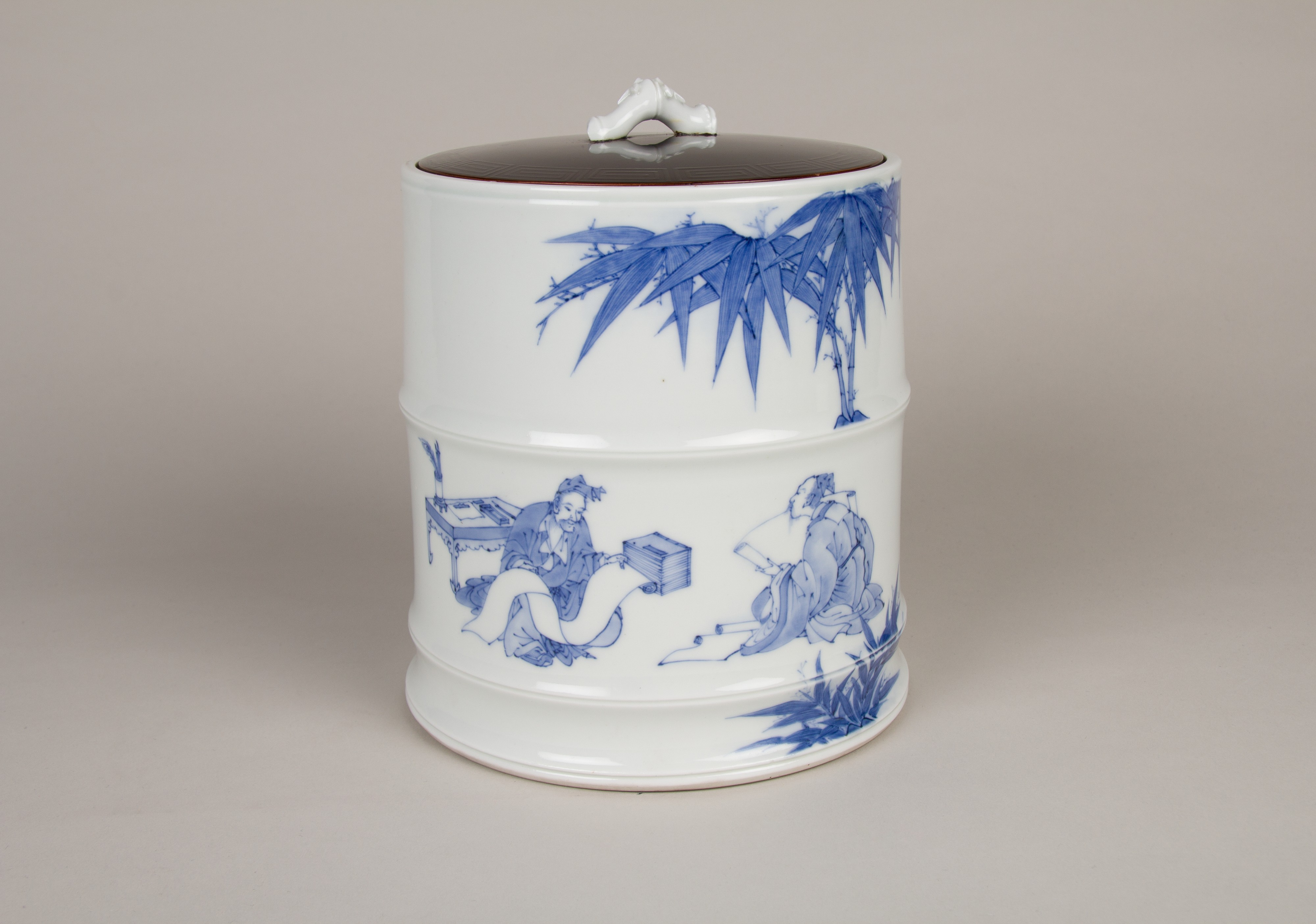
Jarre à eau froide (mizusashi) en porcelaine bleu et blanc d'inspiration chinoise, décor des Sept Sages de la forêt de bambous. Fours de Hirado, fin XVIIIe siècle. Metropolitan Museum of Art.
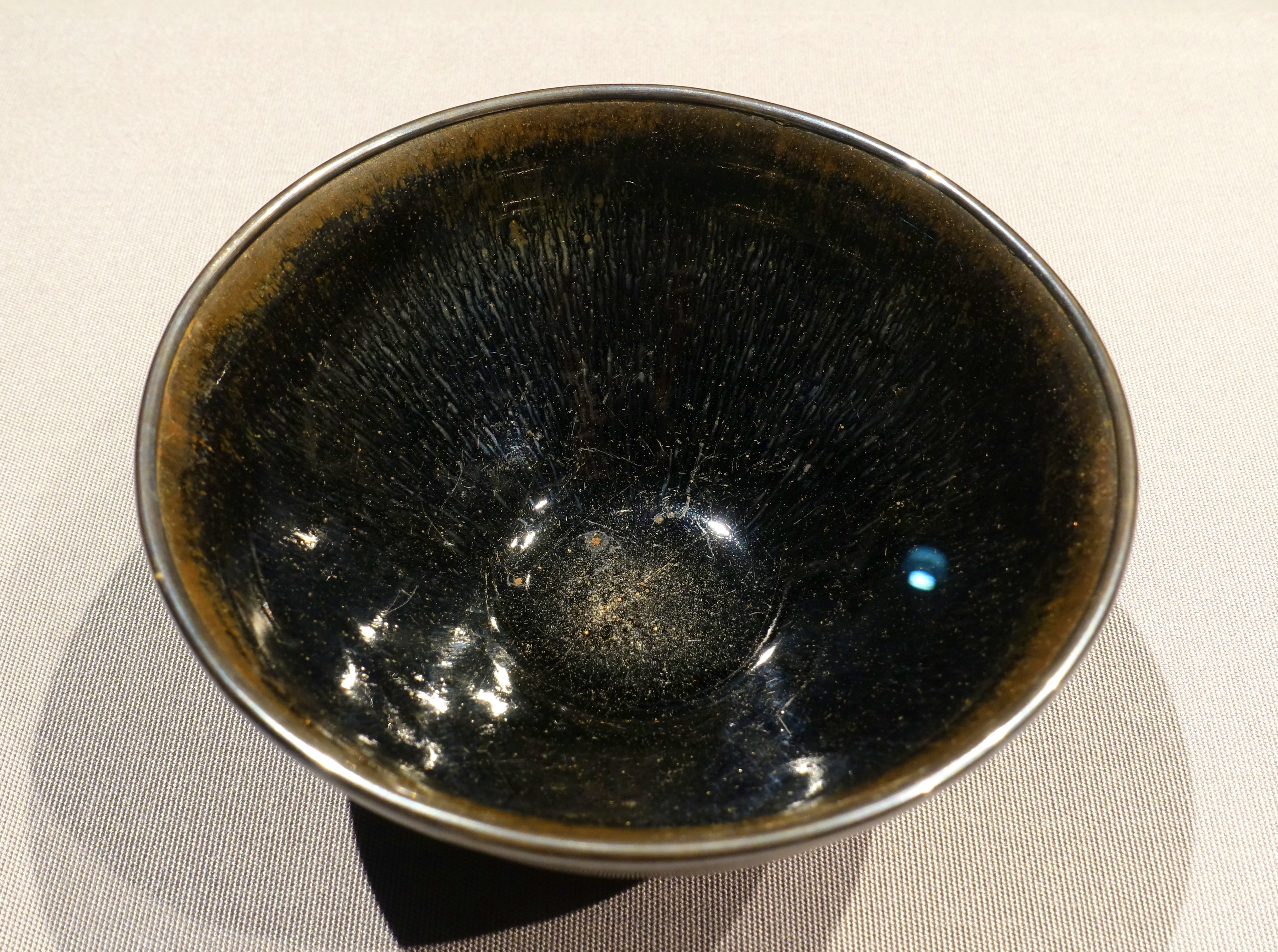
Bol jian (tenmoku) de type « fourrure de lièvre » provenant de Chine, dynastie Song (XIIe siècle). Musée national de Tokyo.
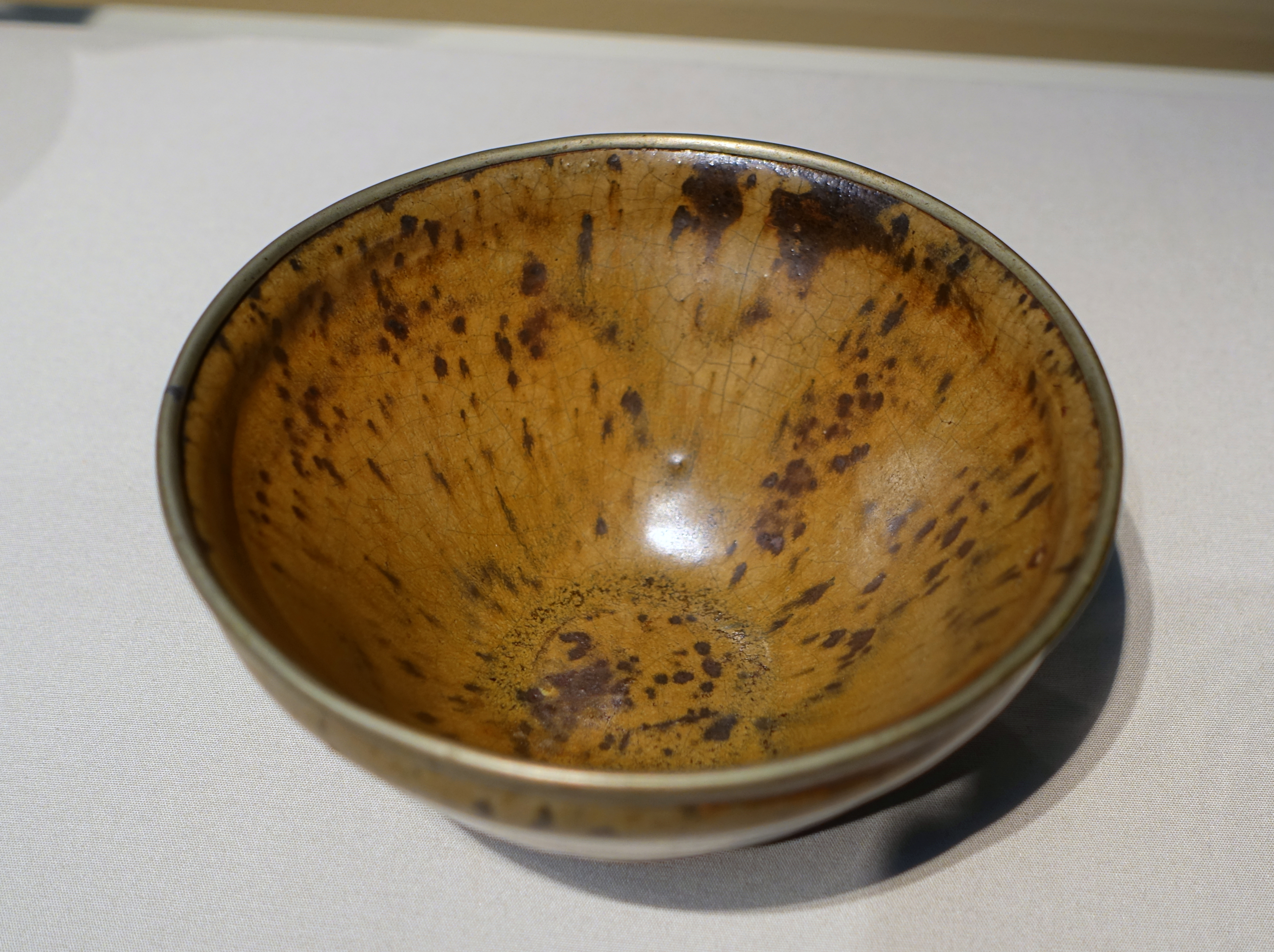
Bol tenmoku provenant des fours du Mino, milieu du XVIe siècle. Freer Gallery of Art.
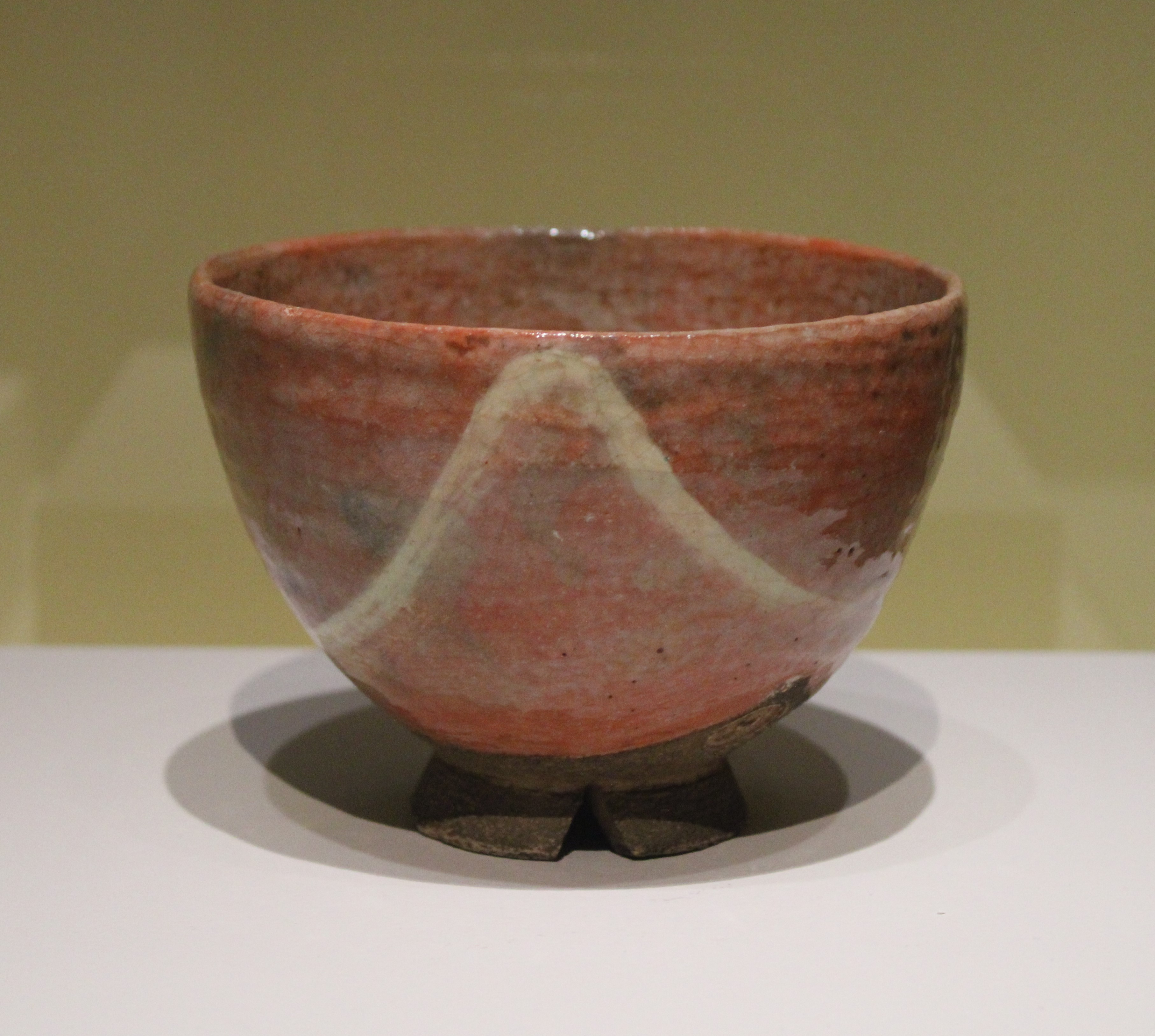
Coupe à thé (chawan), décorée du mont Fuji. Époque d'Edo, v. 1811-1834). Musée Guimet.
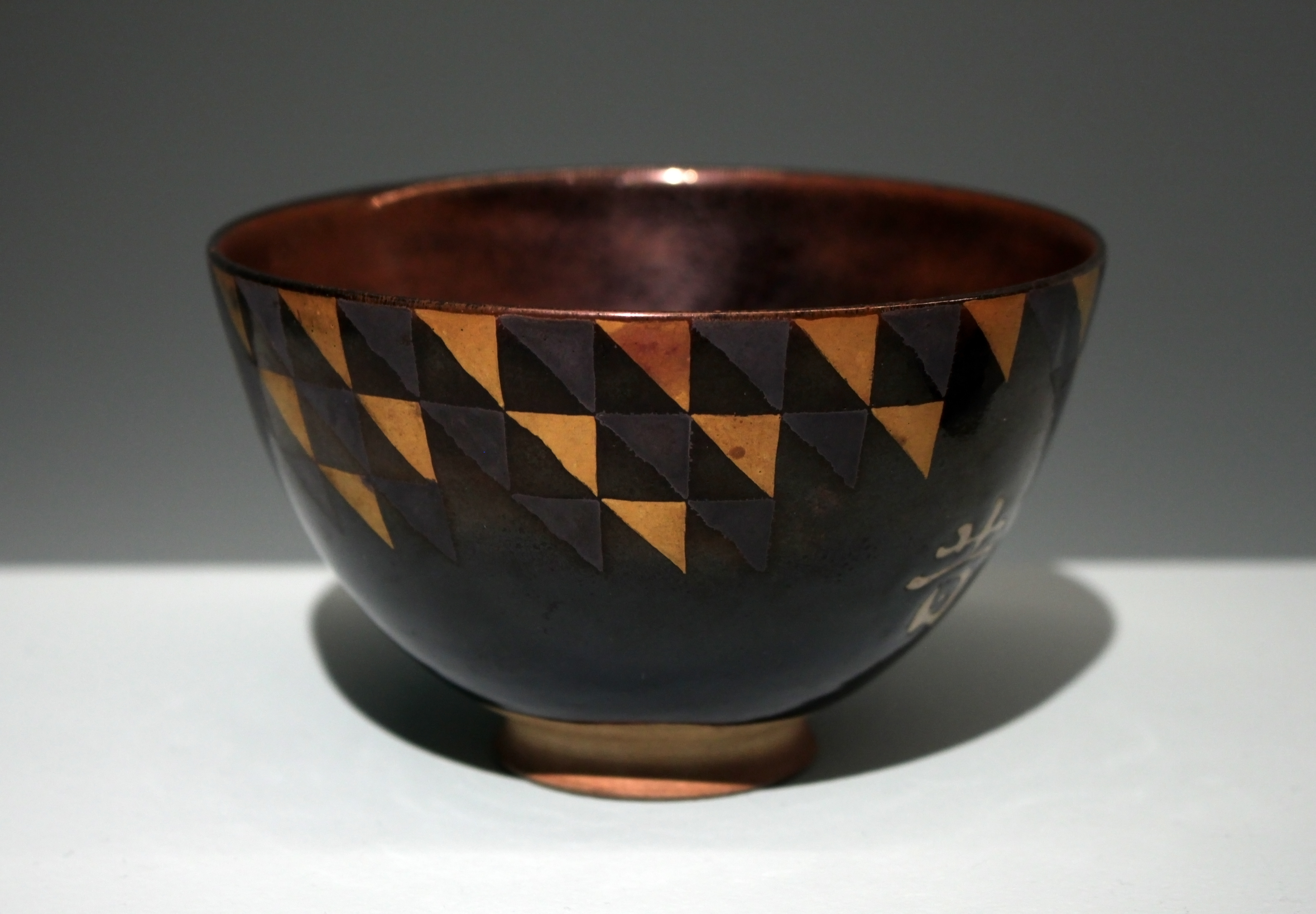
Coupe à thé (chawan) à décor stylisé datant de l'ère Meiji (1868-1912). Musée Guimet.
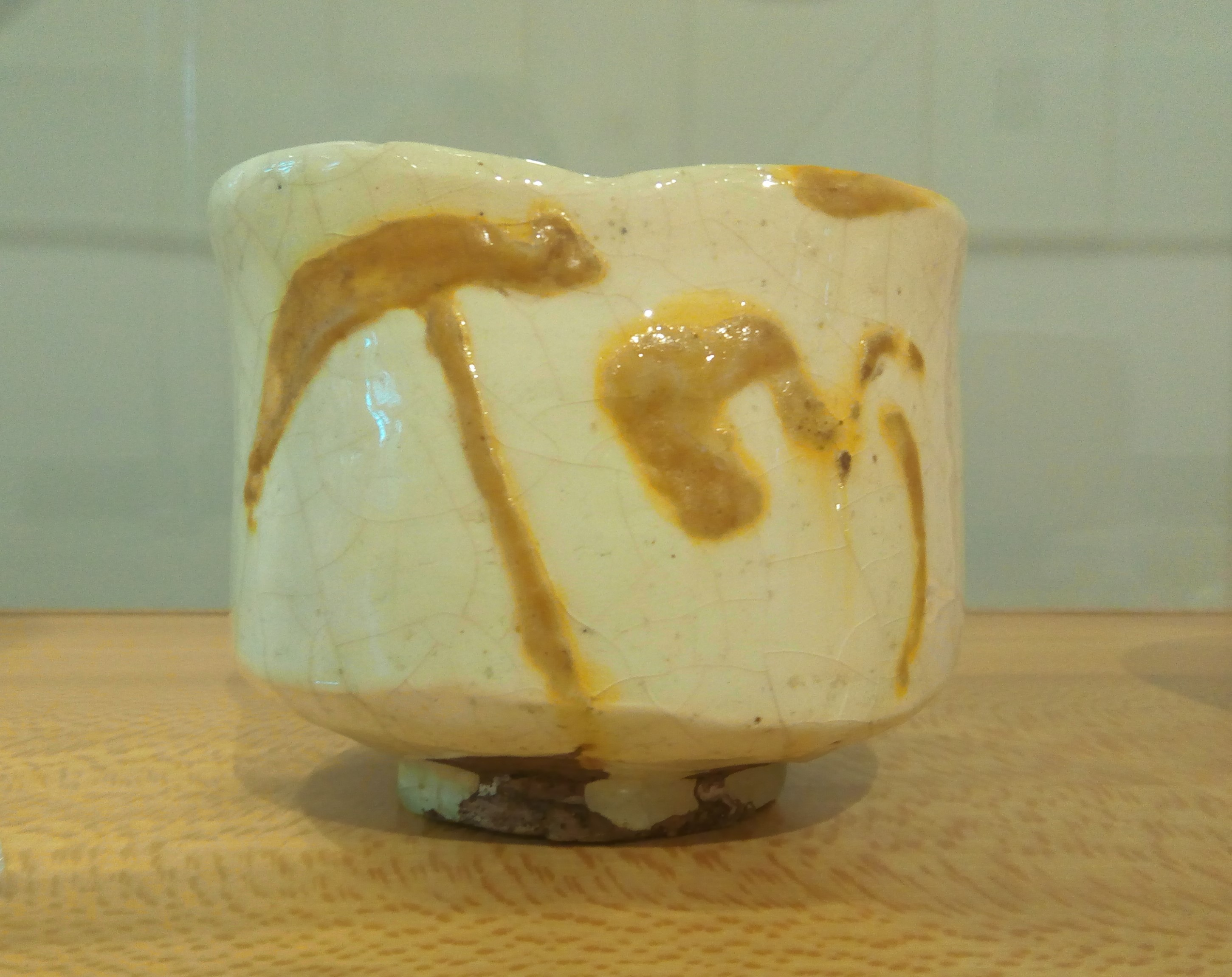
Coupe à thé (chawan) blanche à décor au pinceau, terre cuite glaçurée. XXe siècle. Musée Georges-Labit.
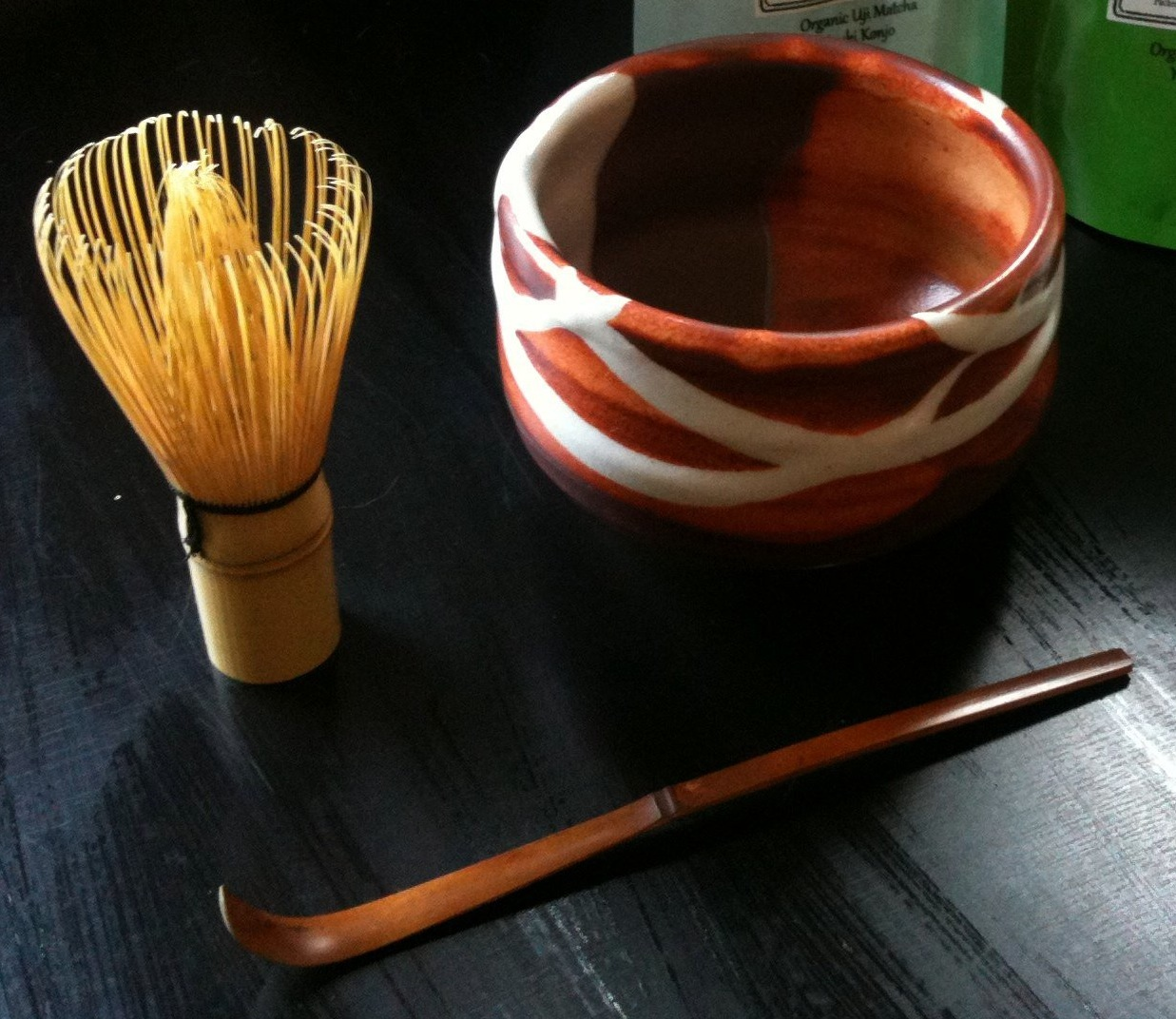
Coupe à thé (chawan), fouet à thé (chasen) et cuiller à thé (chashaku) servant pour la cérémonie du thé.
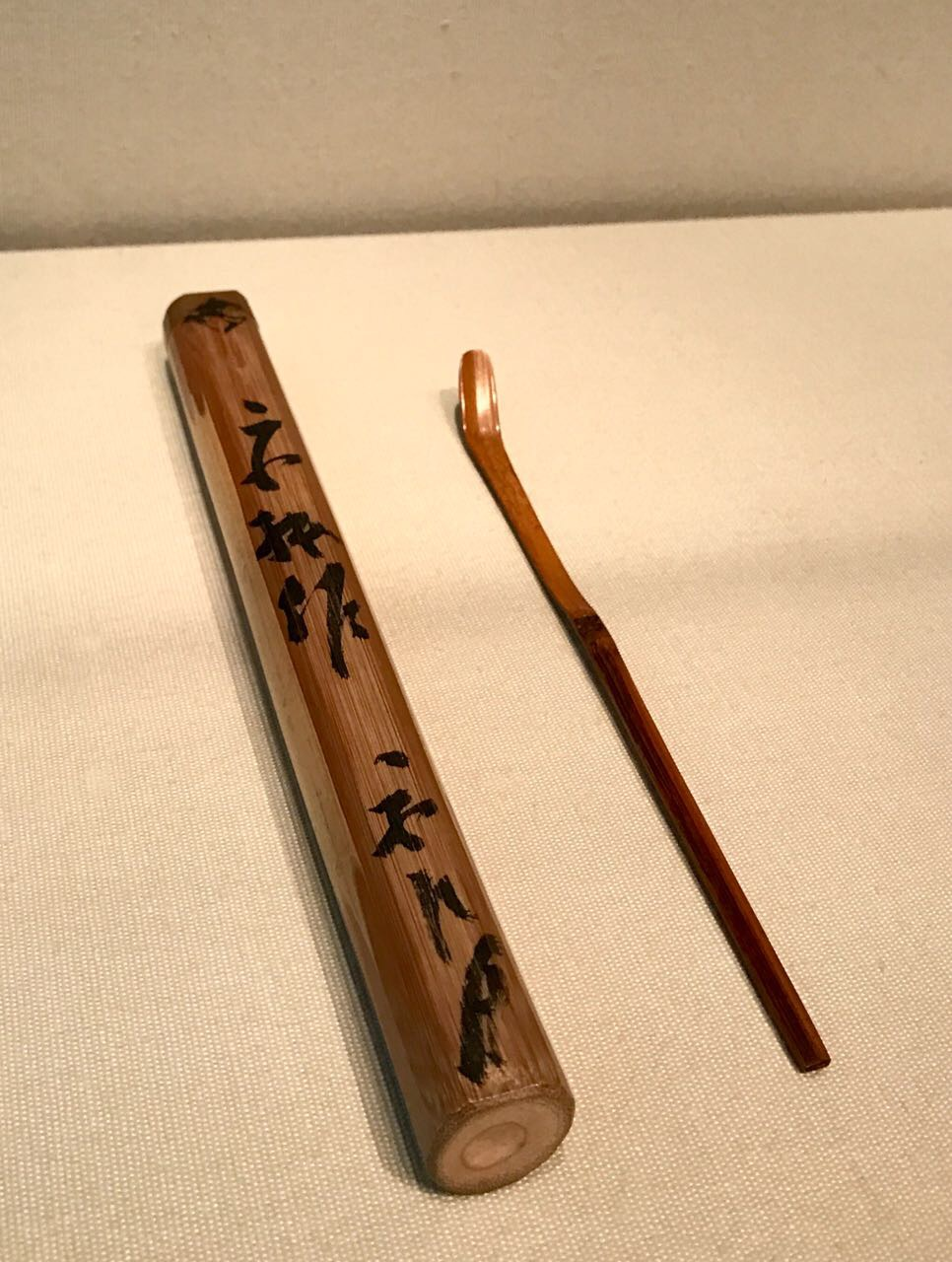
Cuiller à thé (chashaku) et son étui (tomo-zutsu) en bambou, première moitié du XVIIe siècle. Musée d'Art asiatique de San Francisco.
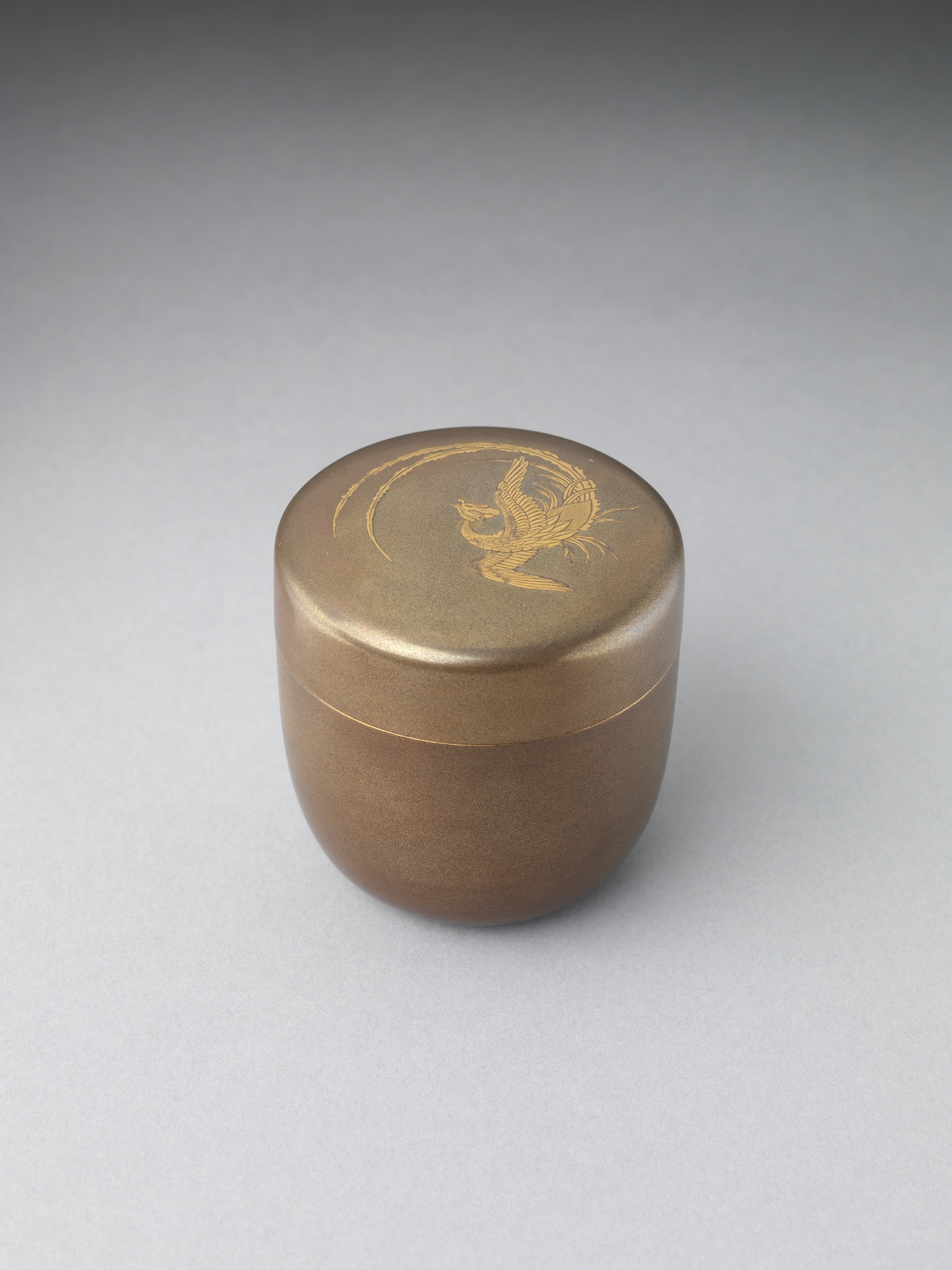
Boîte à thé (natsume) en laque à décor de phénix, XIXe siècle. Metropolitan Museum of Art.

### Nouvelles tendances de consommation
La consommation du thé au Japon se renouvelle constamment avec l'émergence de nouvelles pratiques et de nouveaux produits.
Le thé vert est un ingrédient de plus en plus mobilisé dans des recettes culinaires. Certes cela n'est pas totalement nouveau car l’ochazuke, dont la base est du thé vert versé dans un bol de riz auquel peuvent être ajoutés d'autres ingrédients, est depuis longtemps une recette bien connue dans la cuisine japonaise. Également, le thé vert peut entrer dans la préparation des bouillons appelés « dashi » qui servent de base à divers plats de nouilles. À l'époque actuelle, le thé vert de qualité peut être mobilisé pour réaliser des recettes élaborées, dans un contexte international qui voit l'essor dans différents pays d'une gastronomie à base de thé.
Dans le domaine de la cuisine plus populaire, le matcha occupe une place de plus en plus importante, au point qu'il semble désormais plus utilisé dans des recettes de cuisine que pour préparer des boissons. Les glaces, pâtisseries et autres sucreries au matcha sont ainsi devenues très courantes au Japon et ailleurs, ainsi que son utilisation pour des boissons populaires telles que les milk-shake, latte, cocktails alcoolisés ou non, etc., tout cela profitant du fait que le thé vert est souvent mis en avant pour ses bienfaits en matière de santé.

Aliments et boissons au matcha
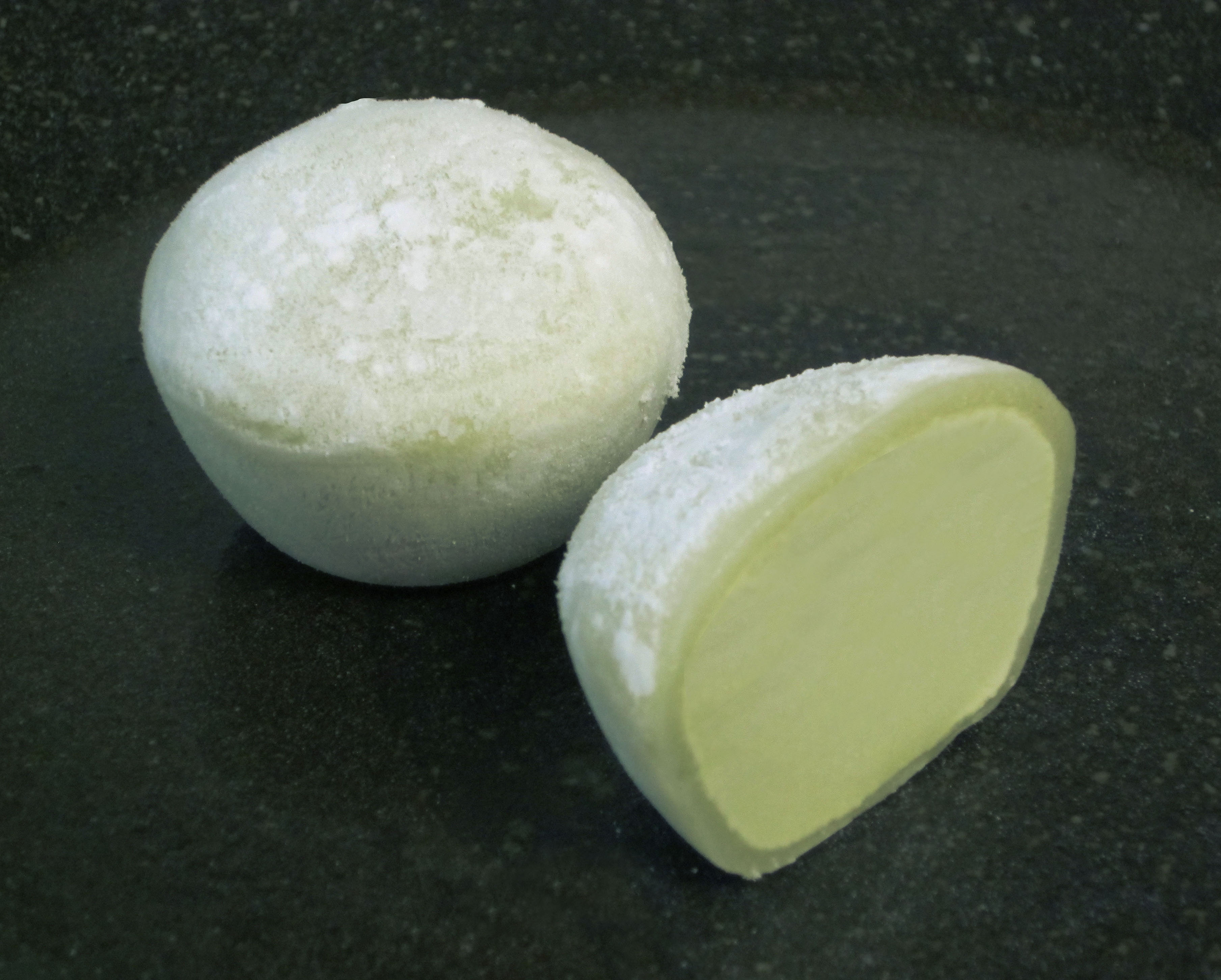
Mochi glacé au matcha.
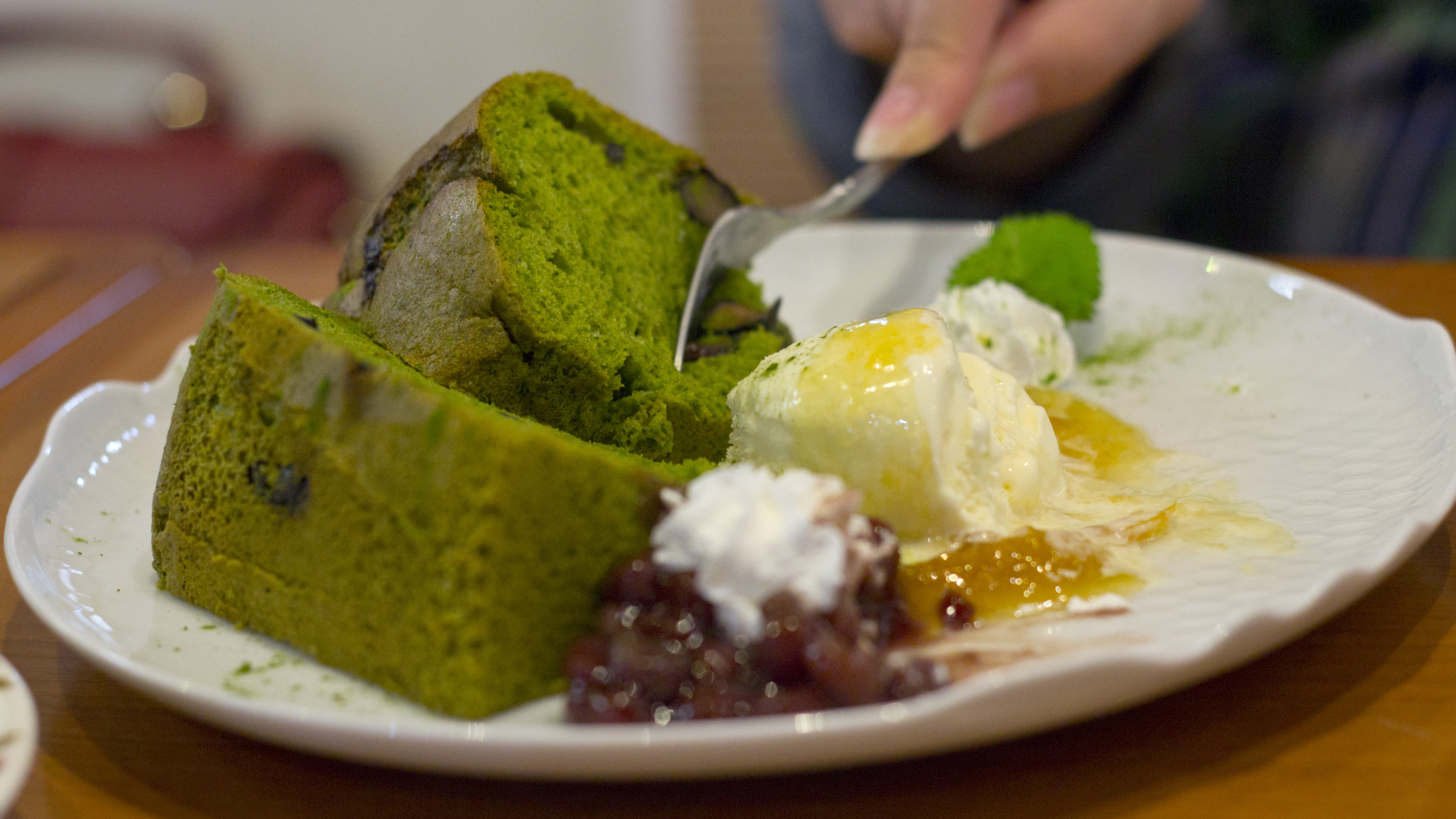
« Chiffon cake » (gâteau très léger) au matcha.
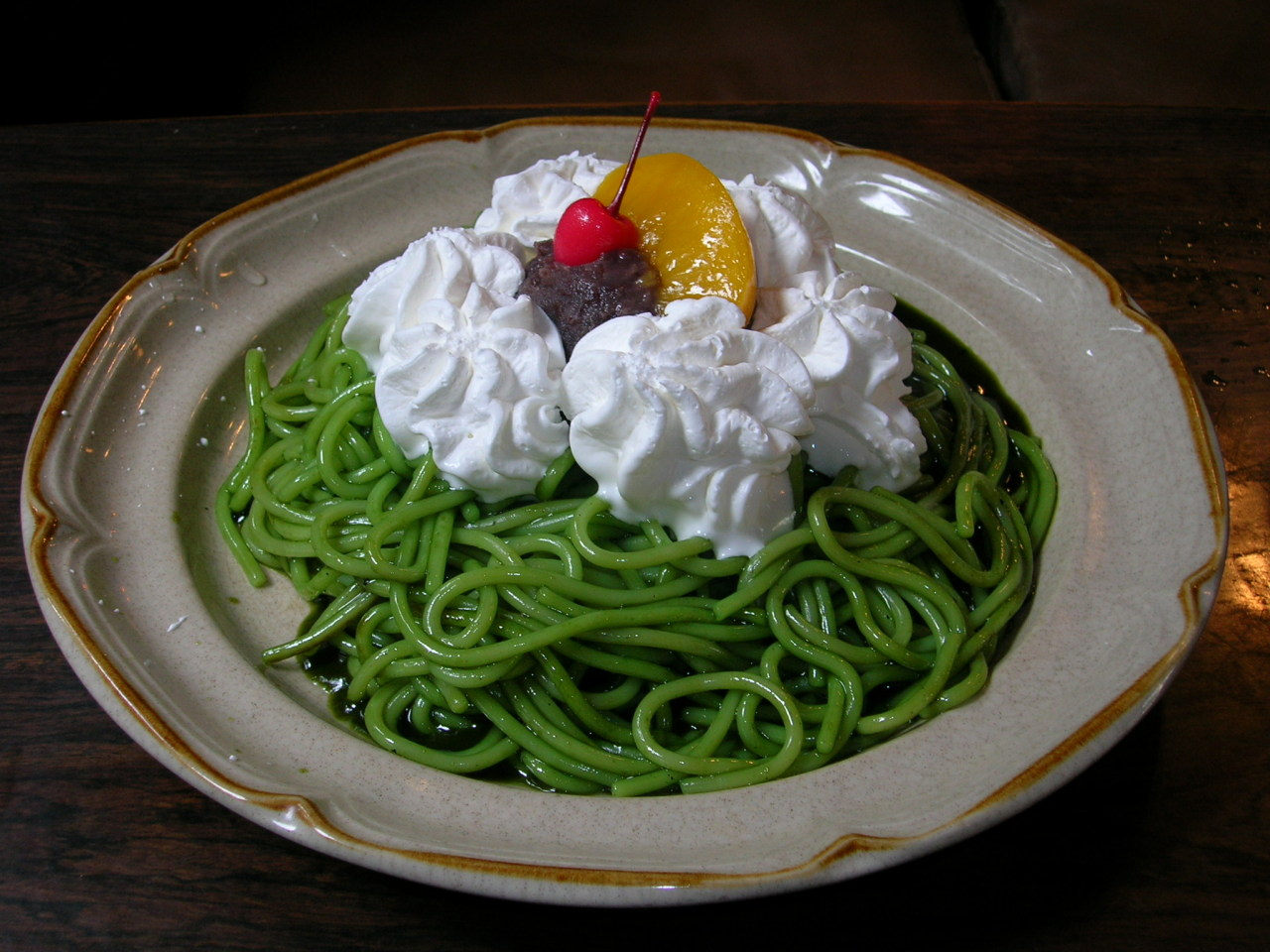
Dessert aux nouilles au matcha.

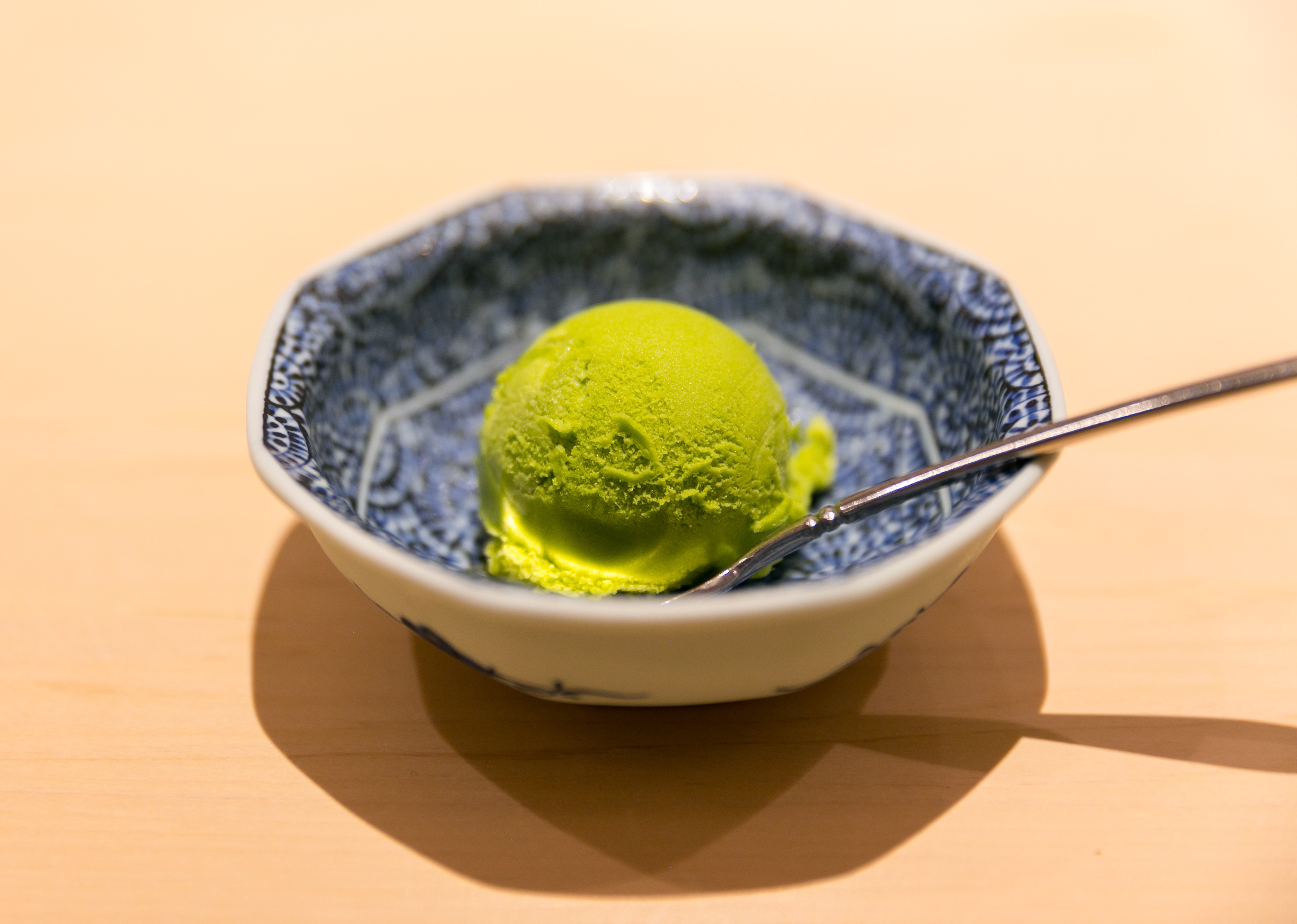
Glace au matcha avec coulis aux haricots rouges.
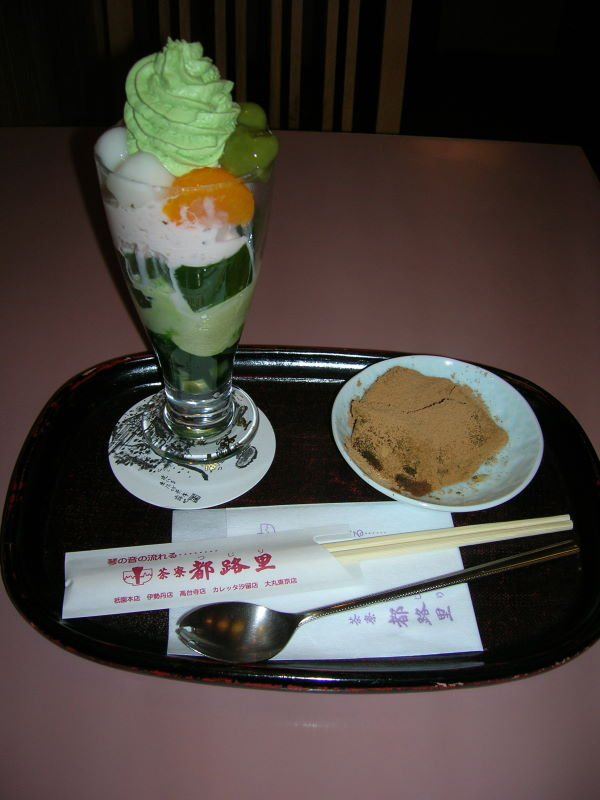
Parfait au matcha.
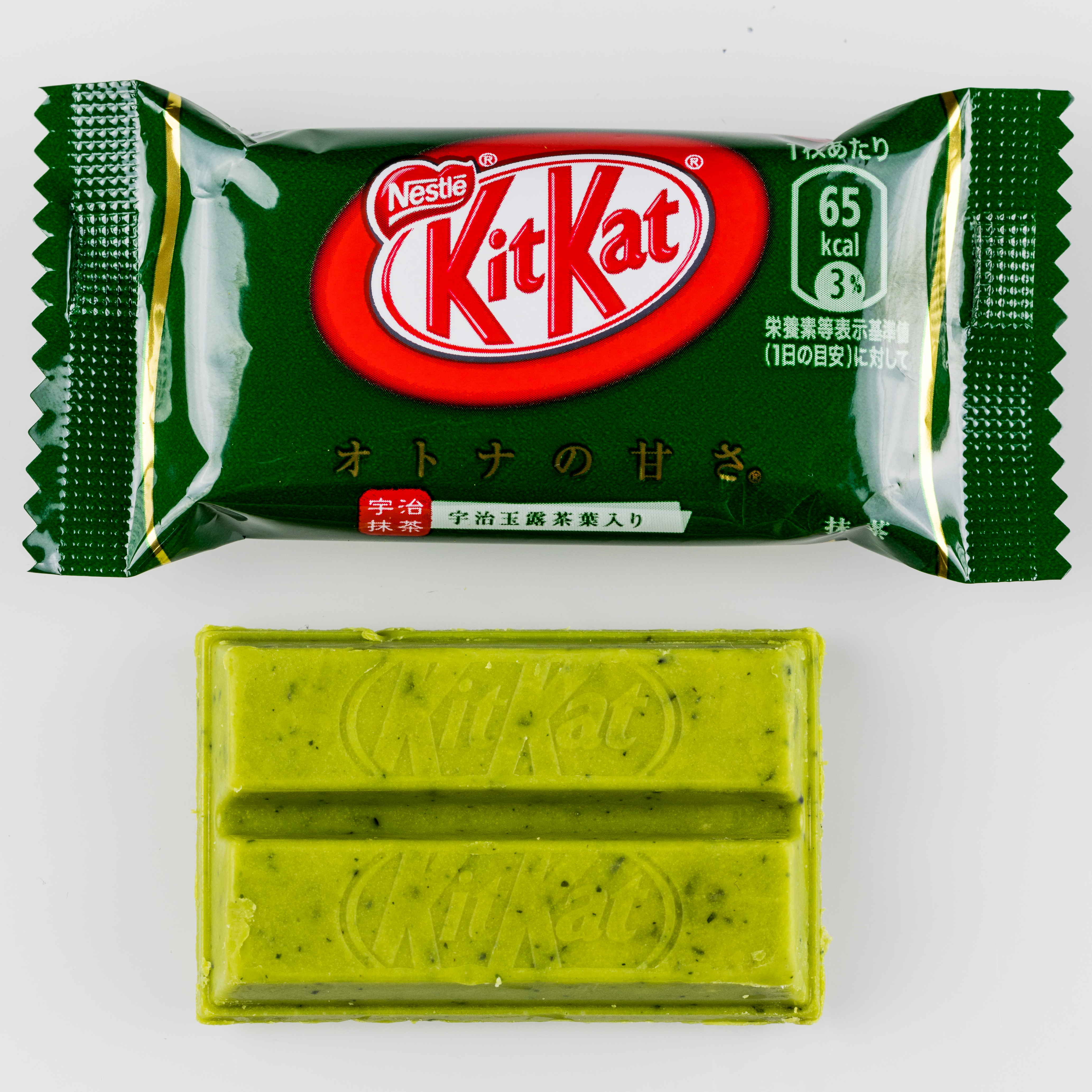
Kit Kat au matcha.
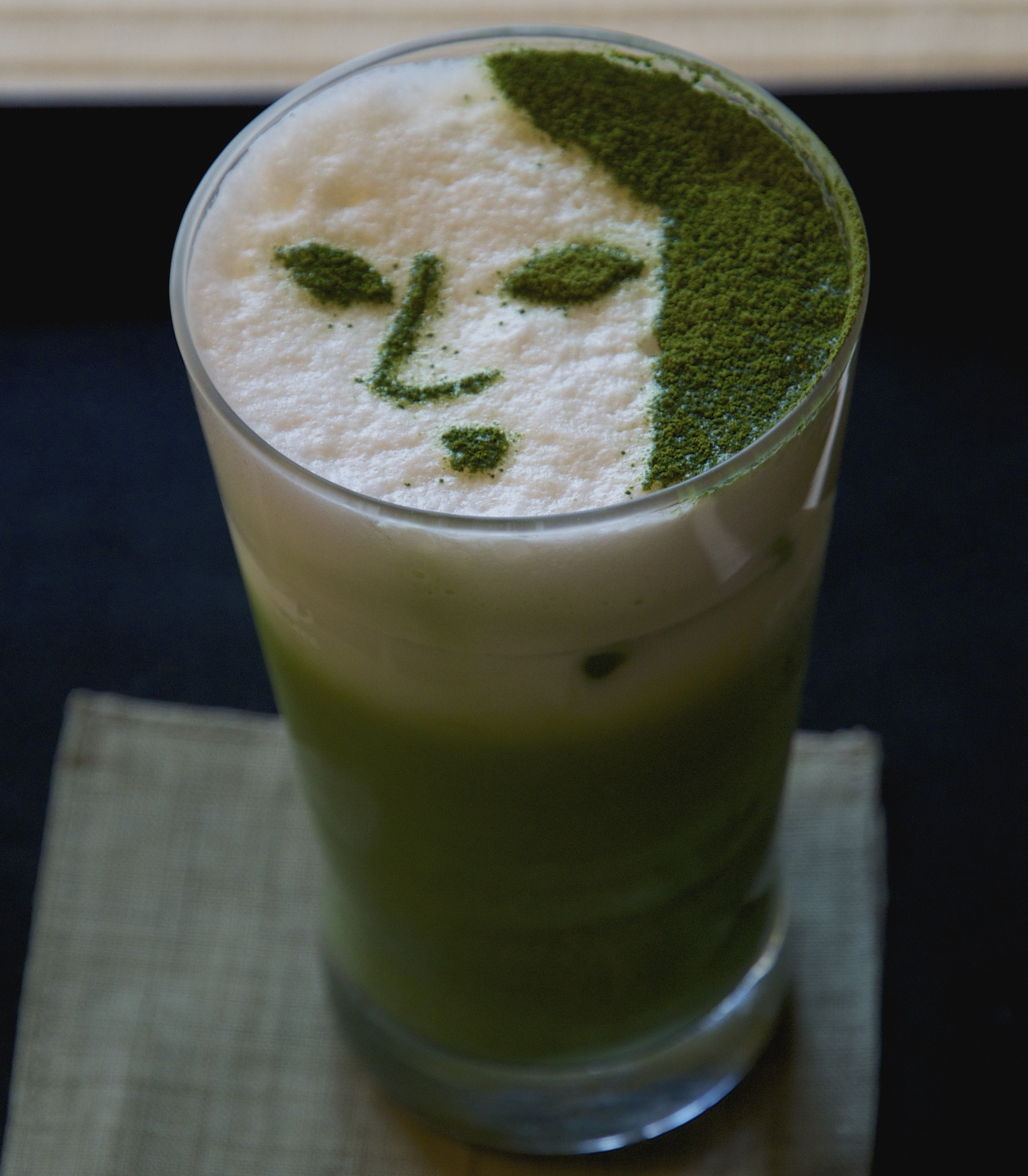
Latte au matcha.

Pour en rester au domaine des boissons, les tendances de consommation de thé dans les années 2010 n'épargnent pas le Japon ; les producteurs cherchent à donner une image rajeunie à une boisson de moins en moins populaire dans l'archipel et souvent considérée comme démodée. Comme cela a été évoqué, ce pays est à la pointe en ce qui concerne les boissons au thé distribuées en canettes et bouteilles en plastique. Vers la fin des années 2010, il s'est ouvert à la tendance du thé aux perles de tapioca, ou bubble tea, originaire de Taïwan et qui touche de nombreux pays dans le monde. De nouvelles formes de consommation du thé sont développées au Japon, comme les alcools au thé ou des thés parfumés avec de nouveaux types de fruits, fleurs, épices, etc..

#### Généralités sur le thé
- Christine Barbaste, François-Xavier Delmas et Mathias Minet, Le guide de dégustation de l'amateur de thé, Paris, Éditions du Chêne, 2018

#### Histoires du thé
- (en) Helen Saberi, Tea : A Global History, Londres, Reaktion Books, coll. « Edible series », 2000 (ISBN 978-1-86189-892-0, lire en ligne)
- (en) George van Driem, The Tale of Tea : A Comprehensive History of Tea from Prehistoric Times to the Present Day, Leyde, Brill, 2019, 904 p. (ISBN 978-90-04-39360-8, lire en ligne)
- (en) Victor H. Mair et Erling Hoh, The True History of Tea, New York et Londres, Thames & Hudson, 2009, 280 p. (ISBN 978-0-500-25146-1)

#### Thé au Japon
- Sylvie Guichard-Anguis, « Poudre et feuilles. Les Voies du thé », dans Flora Blanchon (dir.), Asie, savourer, goûter, Paris, Presses de l'Université Paris-Sorbonne, 1995 (ISBN 2-84050-049-3), p. 259-268
- (en) Morgan Pitelka (dir.), Japanese Tea Culture : Art, History and Practice, Londres et New York, RoutledgeCurzon, 2003, 220 p. (ISBN 978-0-415-29687-8)
- (en) Junichi Tanaka, « Japanese Tea Breeding: History and the Future Perspective », dans Liang Chen, Zeno Apostolides et Zong-Mao Chen (dir.), Global Tea Breeding: Achievements, Challenges and Perspectives, Hangzhou et Berlin, Zhejiang University Press et Springer, 2012 (ISBN 978-3-642-31877-1), p. 227-239

#### Cérémonie du thé
- (en) Jennifer Lea Anderson, An Introduction to Japanese Tea Ritual, SUNY Press, 1991, 348 p. (ISBN 978-0-7914-0749-3, lire en ligne)
- (en) H. Paul Varley et George Elison, « The Culture of Tea: From Its Origins to Sen no Rikyū », dans George Elison et Bardwell L. Smith (dir.), Warlords Artists and Commoners: Japan in the Sixteenth Century, University of Hawaii Press, 1981 (ISBN 9780824811099, lire en ligne), p. 183-204
- (en) H. Paul Varley et Isao Kumakura (dir.), Tea in Japan : Essays on the History of Chanoyu, Honolulu, University of Hawaii Press, 1989, 285 p. (ISBN 978-0-8248-1717-6, lire en ligne), « The Development of Chanoyu »
- Christine Shimizu (dir.), Les Arts de la Cérémonie du Thé, Dijon, Editions Faton, 1996, 255 p. (ISBN 2-87844-035-8)
- (en) Sōshitsu XV Sen, The Japanese Way of Tea : From Its Origins in China to Sen Rikyū, University of Hawaii Press, 1998, 262 p. (ISBN 978-0-8248-1990-3, lire en ligne)

#### Autres
- Naomichi Ishige (trad. Emmanuel Marès), L'art culinaire au Japon, Nîmes, Lucie éditions, 2012